# Ẩm thực Việt Nam

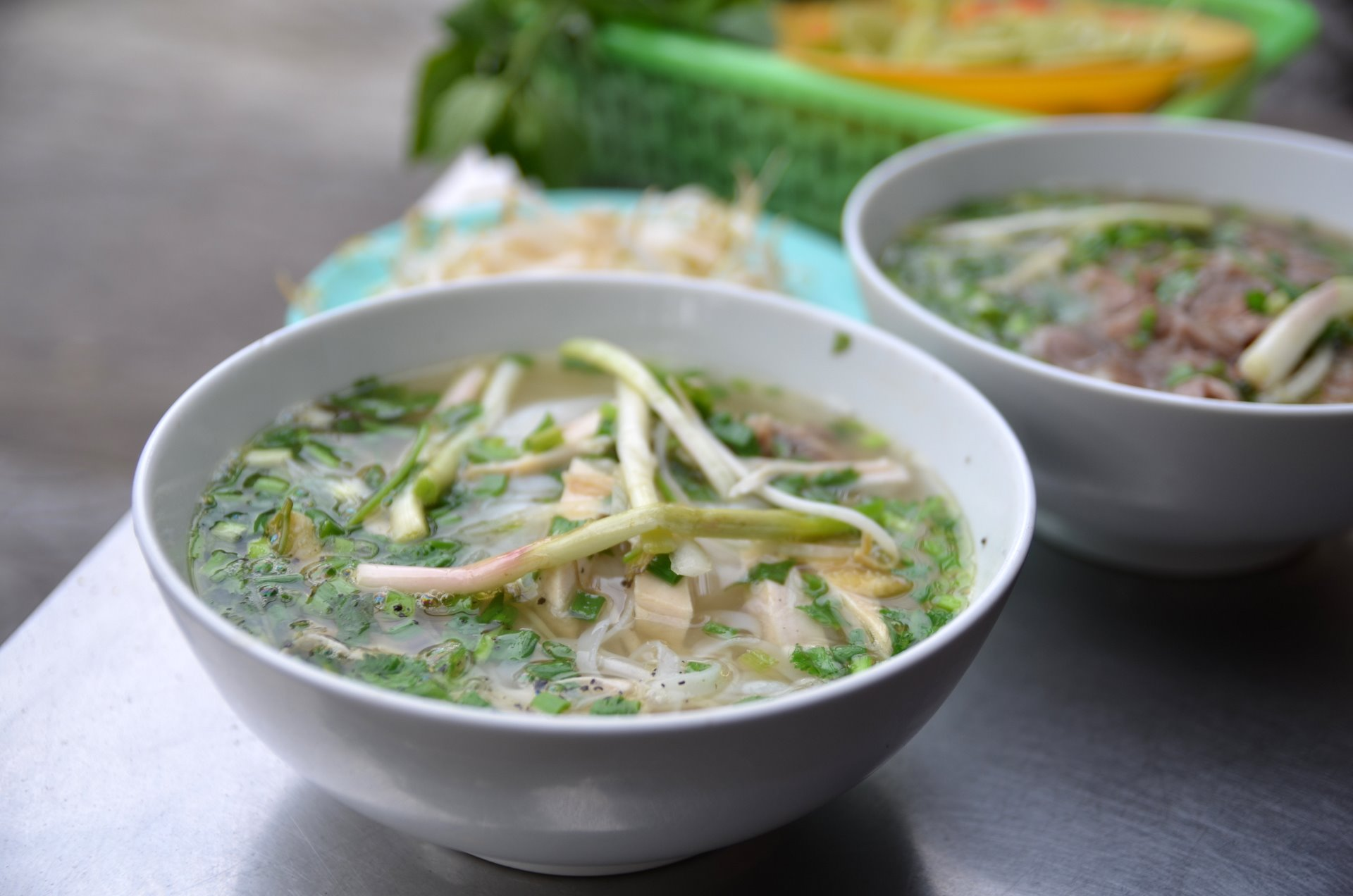
Phở - món ăn mang tính biểu tượng quốc tế của ẩm thực Việt Nam

Ẩm thực Việt Nam là cách gọi của phương thức chế biến món ăn, nguyên lý pha trộn gia vị và những thói quen ăn uống nói chung của cộng đồng người Việt và các dân tộc thuộc Việt trên đất nước Việt Nam. Tuy có ít nhiều sự khác biệt, ẩm thực Việt Nam vẫn bao hàm ý nghĩa khái quát nhất để chỉ tất cả những món ăn phổ biến trong cộng đồng các dân tộc thiểu số nhưng đã tương đối phổ thông trong cộng đồng người Việt.
Trong văn hóa Việt Nam, ăn uống là cả một nghệ thuật, nó không chỉ nhằm đáp ứng yêu cầu cơ bản của con người mà còn có mối quan hệ mật thiết đến lối sống, truyền thống dân tộc, được thể hiện rất rõ qua những dụng cụ được dùng trong bữa ăn, cách ứng xử với mọi người trong khi ăn. Vì thế việc ăn uống còn minh chứng cho lịch sử và sự hình thành nền văn hoá của Việt Nam. Các món ăn qua từng giai đoạn nói lên được cuộc sống, con người của giai đoạn đó và của vùng đất – nơi đã sản sinh ra mỗi món ăn.

## Đặc điểm
Việt Nam là một nước thiên về nông nghiệp thuộc đới khí hậu nhiệt đới, vùng nhiệt đới gió mùa. Ngoài ra, lãnh thổ Việt Nam được chia ra ba miền rõ rệt là Bắc, Trung, Nam. Chính các đặc điểm về địa lý, văn hóa, dân tộc, khí hậu đã quy định những đặc điểm riêng của ẩm thực từng vùng – miền. Mỗi miền có một nét, khẩu vị cách chế biến đặc trưng. Điều đó góp phần làm ẩm thực Việt Nam phong phú, đa dạng. Nền văn minh lúa nước của Việt Nam khiến rất nhiều món ăn và nguyên liệu nấu ăn có nguồn gốc từ lúa gạo (khác với cây lúa mì hoặc lúa mạch, ngũ cốc như các vùng khác). Đây là một văn hóa ăn uống sử dụng rất nhiều loại rau (luộc, xào, làm dưa, ăn sống); nhiều loại nước canh đặc biệt là canh chua, trong khi đó số lượng các món ăn có dinh dưỡng từ động vật thường ít hơn. Những loại thịt được dùng phổ biến nhất là thịt lợn, bò, gà, ngan, vịt, các loại tôm, cá, cua, ốc, hến, trai, sò,... Những món ăn chế biến từ những loại thịt ít thông dụng hơn như thịt lợn, thịt dê, thịt trâu. Các loại thịt rùa, thịt rắn,ba ba Việt Nam đã cấm săn bắn, giết mổ thịt thú rừng, còn thịt chuột chỉ một ít người dân sử dụng làm thực phẩm... thường không phải là nguồn thịt chính, nhiều khi được coi là đặc sản và chỉ được sử dụng trong một dịp liên hoan nào đó với rượu uống kèm. Người Việt cũng có một số món ăn chay theo đạo Phật hoặc mục đích khác được chế biến từ các loại thực vật, không có nguồn thực phẩm từ động vật. Tuy nhiên, trong cộng đồng thì lại có ít người ăn chay trường, chỉ có các sư thầy trong các chùa hoặc người bị bệnh nặng buộc phải ăn kiêng.
Một đặc điểm ít nhiều cũng phân biệt  với một số nước khác: ẩm thực Việt Nam chú trọng ăn ngon tuy đôi khi không đặt mục tiêu hàng đầu là ăn bổ. Bởi vậy trong hệ thống ẩm thực người Việt ít có những món hết sức cầu kỳ, hầm nhừ ninh kỹ như ẩm thực Trung Hoa, cũng không thiên về bày biện có tính thẩm mỹ cao độ như ẩm thực Nhật Bản, mà thiên về phối trộn gia vị một cách tinh tế để món ăn được ngon, hoặc sử dụng những nguyên liệu dai, giòn thưởng thức rất thú vị dù không thực sự bổ béo (ví dụ như các món măng, chân cánh gà, phủ tạng động vật,...).
Trong thực tế, nhiều người nhận thấy, một cách cảm tính, đặc trưng ẩm thực Việt Nam toát lộ trong sự đối sánh với các nền văn hóa ẩm thực khác trên thế giới: món ăn Trung Hoa ăn bổ dưỡng, món ăn Việt ăn ngon miệng, món ăn Nhật nhìn thích mắt. Tuy nhiên, đặc điểm này ngày càng phai nhòa trong thời hội nhập.
Theo ý kiến của tiến sĩ sử học Nguyễn Nhã, ẩm thực Việt Nam có 9 đặc trưng:

1. Tính hoà đồng hay đa dạng.
2. Tính ít mỡ.
3. Tính đậm đà hương vị.

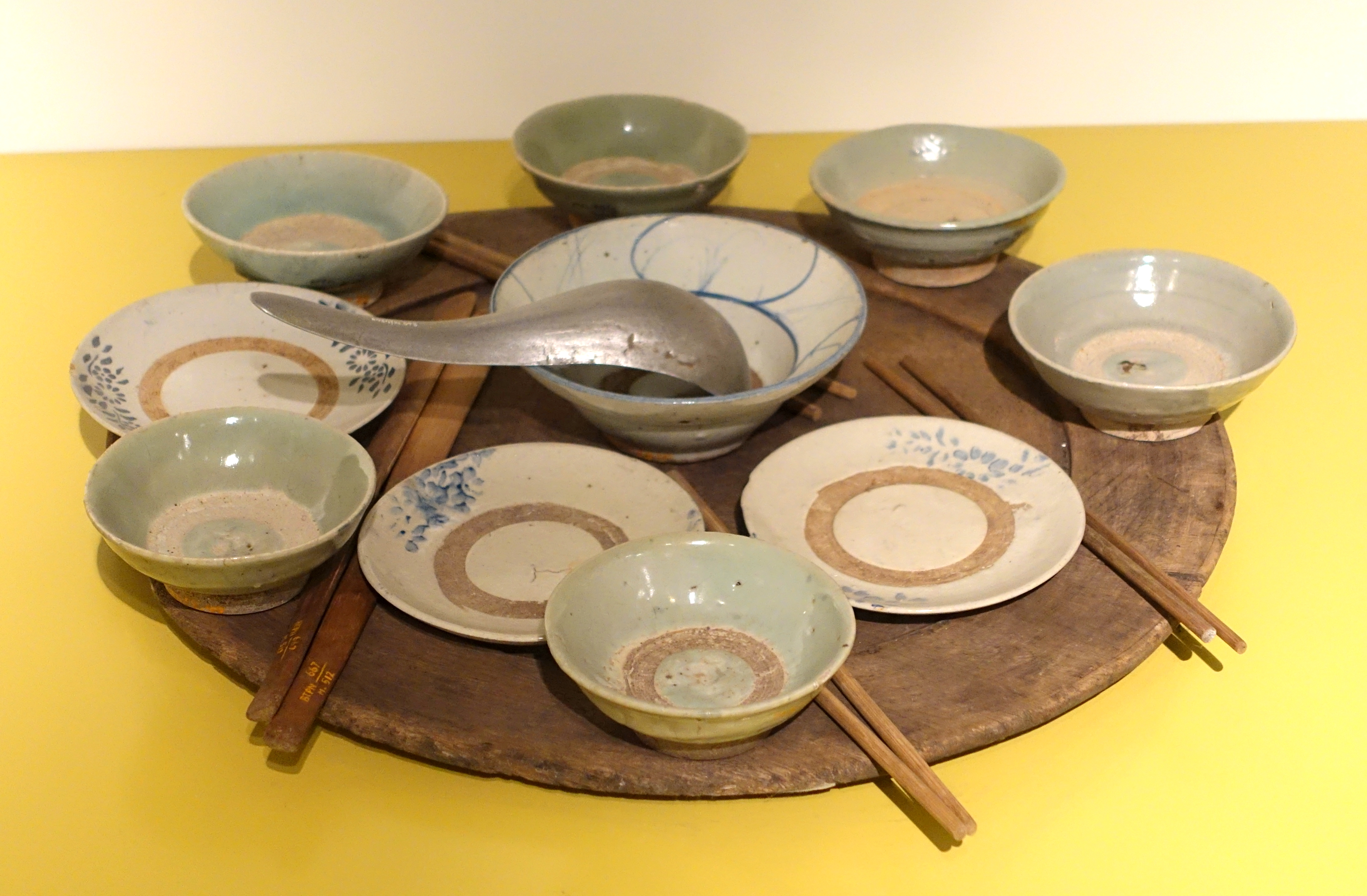
Một mâm cơm truyền thống ở miền Bắc Việt Nam với: mâm gỗ, bát chiết yêu, đĩa gốm, đũa cả, đũa ăn, muôi nhôm

4. Tính tổng hoà nhiều chất, nhiều vị.
5. Tính ngon và lành.
6. Tính dùng đũa.
7. Tính cộng đồng hay tính tập thể.
8. Tính hiếu khách.
9. Tính dọn thành mâm.

### Nguyên tắc phối hợp
Ẩm thực Việt Nam đặc trưng với sự trung dung trong cách pha trộn nguyên liệu không quá cay, quá ngọt hay quá béo. Các nguyên liệu phụ (gia vị) để chế biến món ăn Việt Nam vô cùng phong phú, bao gồm: 
- Nhiều loại rau thơm như húng thơm, tía tô, kinh giới, hành, thìa là, mùi tàu...
- Gia vị thực vật như ớt, hạt tiêu, sả, hẹ, tỏi, gừng, chanh quả hoặc lá non...
- Gia vị lên men như mẻ, mắm tôm, dấm bỗng, dấm thanh hoặc kẹo đắng, nước cốt dừa...

Khi thưởng thức các món ăn, tính chất phối trộn nguyên liệu một cách tổng hợp nói trên càng trở nên rõ nét hơn: người Việt ít khi ăn món nào riêng biệt, thưởng thức từng món, mà một bữa ăn thường là sự tổng hòa các món ăn từ đầu đến cuối bữa. Một nét đặc biệt khác của ẩm thực Việt Nam mà các nước khác, nhất là nước phương Tây không có chính là gia vị nước mắm. Nước mắm được sử dụng thường xuyên trong hầu hết các món ăn của người Việt. Ngoài ra còn có các loại nước chấm như tương bần, xì dầu (làm từ đậu nành). Trong bữa ăn, thức ăn được xúc ra bát, tô, đĩa và bày trong mâm hình tròn và luôn có bát nước chấm đặt chính giữa mâm. Các thức ăn, nước chấm đều được dùng chung. Bát nước mắm dùng chung trên mâm cơm, không chỉ làm khẩu vị đậm đà hơn, món ăn có hương vị đặc trưng hơn mà còn biểu thị tính cộng đồng và mực thước trong mỗi bữa ăn của người Việt. thể hiện tính cộng đồng. Bởi lẽ bát nước chấm đặt giữa mâm nên ai cũng phải dùng do đó nó trở thành thước đo sự ý tứ và trình độ văn hóa của mỗi người.

### Triết lý chế biến
Ẩm thực Việt Nam tuân theo hai nguyên lý là Âm dương phối triển và Ngũ hành tương sinh.
- Âm dương phối triển

Các gia vị đặc trưng của các dân tộc Đông Nam Á nhiệt đới nói trên được sử dụng một cách tương sinh hài hòa với nhau, như món ăn dễ gây lạnh bụng (tính hàn) buộc phải có gia vị cay nóng (tính nhiệt) đi kèm và ngược lại. Các nguyên liệu tính nóng (ấm) phải được nấu cùng nguyên liệu tính lạnh (mát) để tạo sự cân bằng cho món ăn.
Các món ăn kỵ nhau không thể kết hợp trong một món hay không được ăn cùng lúc vì không ngon, hoặc có khả năng gây hại cho sức khỏe cũng được dân gian đúc kết thành nhiều kinh nghiệm lưu truyền qua nhiều thế hệ. Ví dụ:
1. Thịt vịt tính "lạnh", thích hợp ăn vào mùa hè với nước mắm gừng, tính "nóng". Mặt khác, thịt gà và thịt lợn tính "ấm" thích hợp ăn vào mùa đông (trước đây thường chỉ khi đến Tết mới làm thịt lợn, thịt gà).
2. Thủy sản các loại từ "mát" đến "lạnh" rất thích hợp để sử dụng với gừng, sả, tỏi ("ấm").
3. Thức ăn cay ("nóng") thường được cân bằng với vị chua, được coi là ("mát").
4. Trứng vịt lộn ("lạnh"), phải kết hợp với rau răm ("nóng").
5. Bệnh nhân cúm và cảm lạnh phải uống nước gừng, xông bằng lá sả, lá bưởi ("nóng").

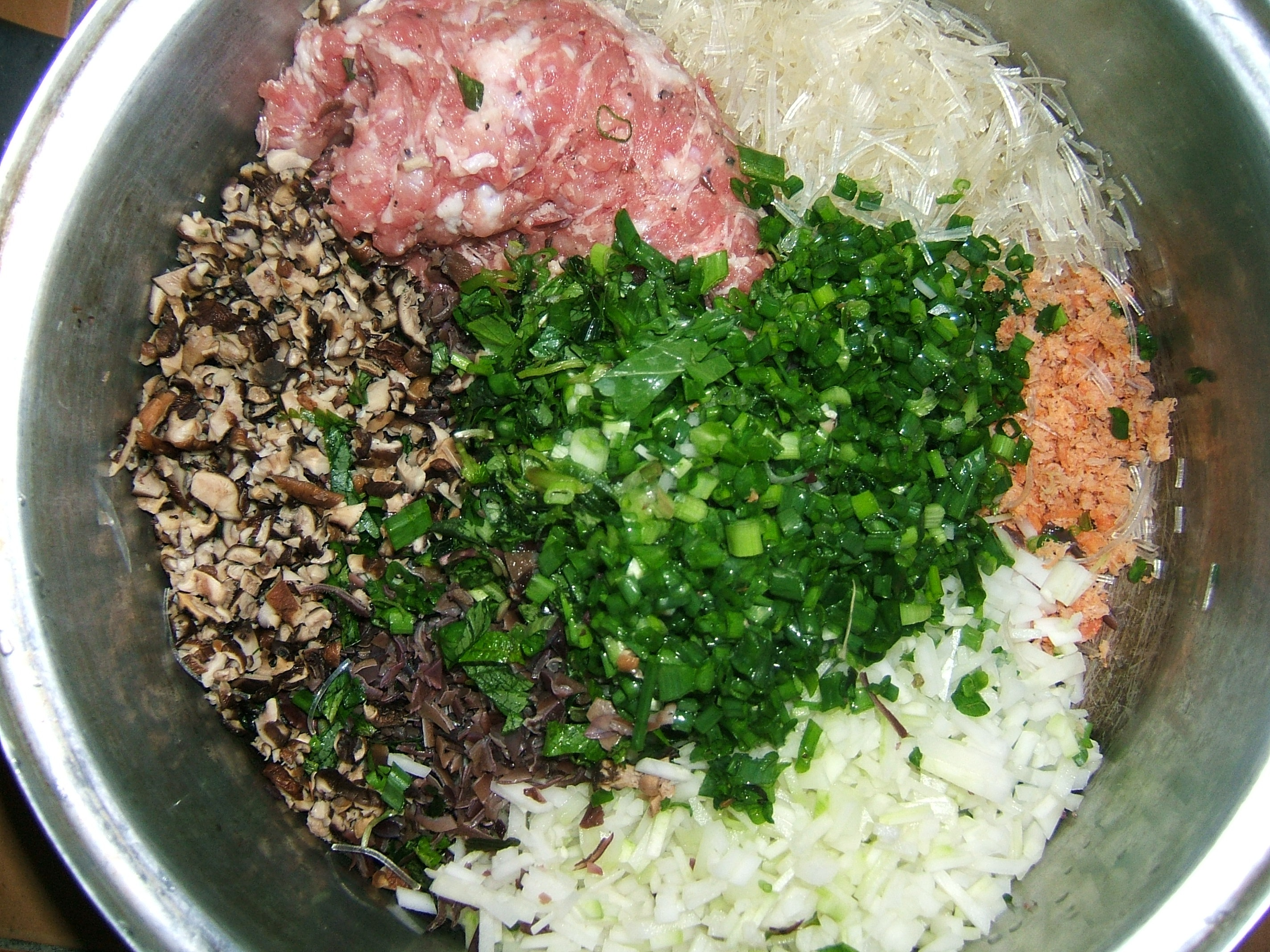
Các nguyên liệu chuẩn bị để trộn nhân nem rán- món ăn kết hợp gần như hoàn hảo các yếu tố âm dương và ngũ hành

- Ngũ hành tương sinh

| Yếu tố   | Ngũ hành | Ngũ hành | Ngũ hành | Ngũ hành    | Ngũ hành   |
| Yếu tố   | Mộc      | Hỏa      | Thổ      | Kim         | Thủy       |
| -------- | -------- | -------- | -------- | ----------- | ---------- |
| Ngũ vị   | Chua     | Đắng     | Ngọt     | Cay         | Mặn        |
| Ngũ tạng | Mật      | Lòng non | Dạ dày   | Lòng già    | Thận       |
| Ngũ sắc  | Xanh     | Đỏ       | Vàng     | Trắng       | Đen        |
| Ngũ quan | Thị giác | Vị giác  | Xúc giác | Khứu giác   | Thính giác |
| Ngũ chất | Chất bột | Chất béo | Chất đạm | Muối khoáng | Nước       |

### Đặc điểm theo vùng miền, dân tộc
Tuy có những nét chung nói trên, ẩm thực Việt Nam có đặc điểm khác nhau theo từng vùng, mặc dù trong từng vùng này ẩm thực của các tiểu vùng cũng thể hiện nét đặc trưng:

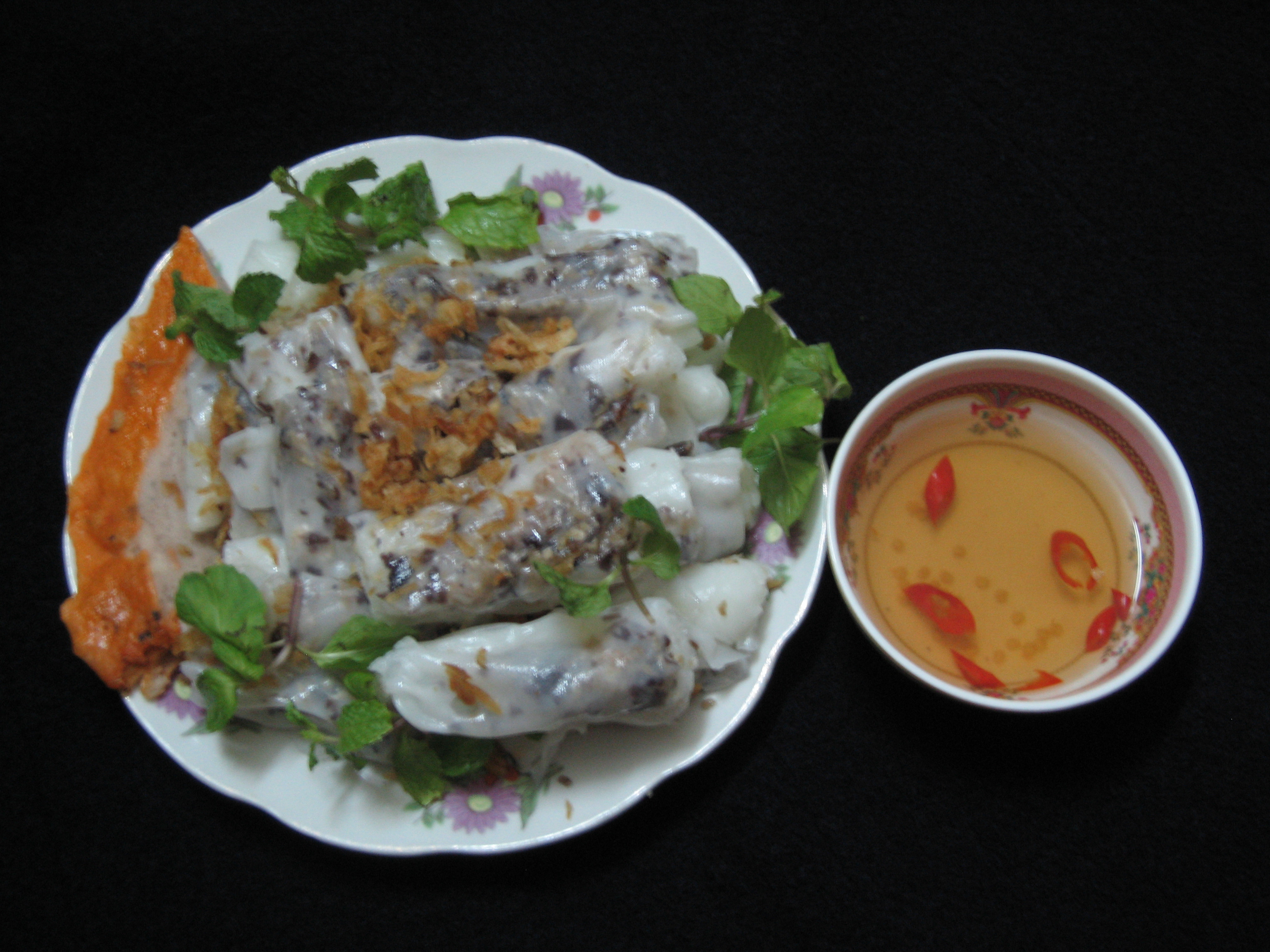
Bánh cuốn - một món ăn đặc trưng cho ẩm thực Việt Nam

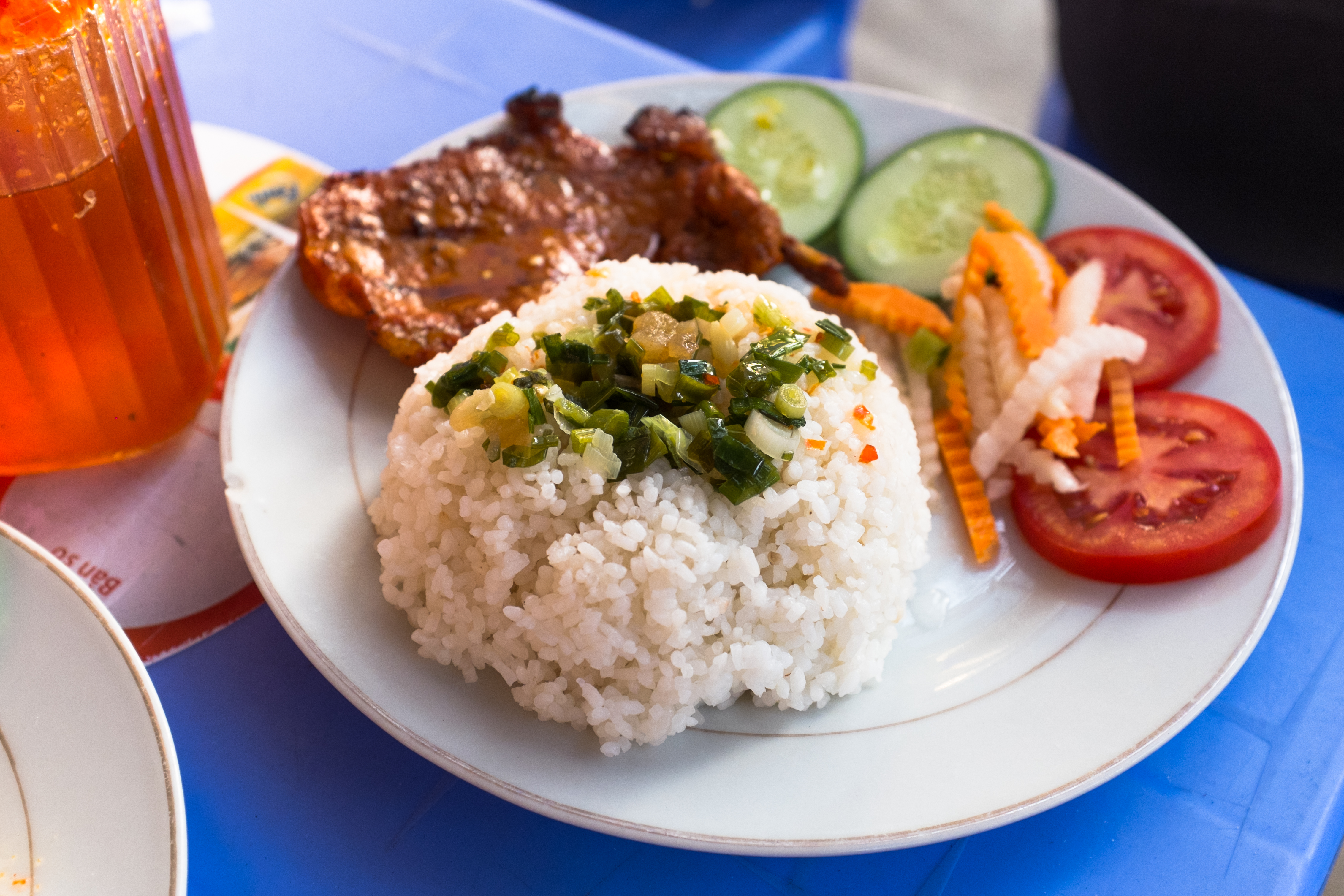
Cơm tấm sườn kiểu miền Nam

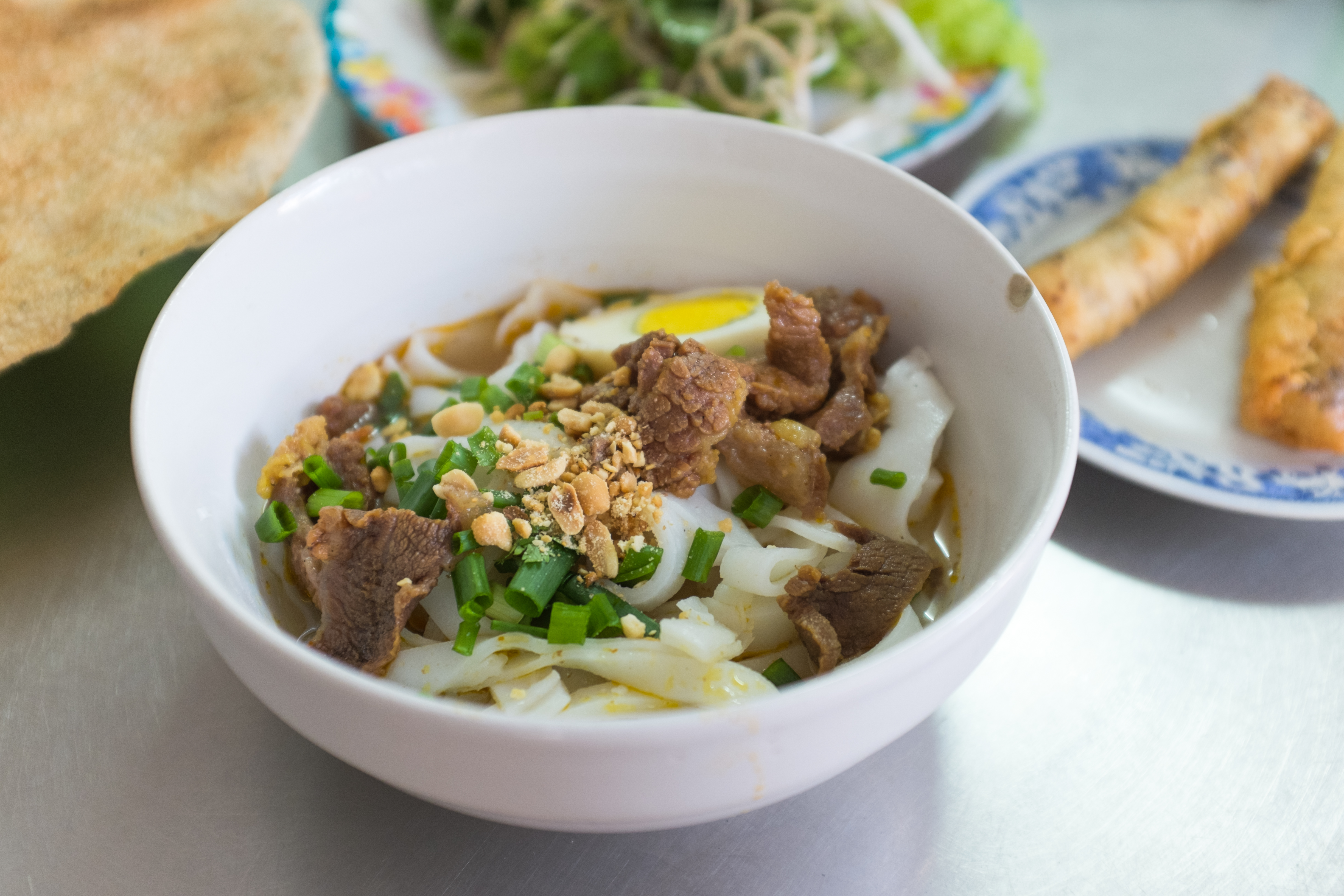
Mì Quảng Đà Nẵng

#### Ẩm thực miền Bắc
Ẩm thực miền Bắc đặc trưng với khẩu vị mặn mà, đậm đà, thường không đậm các vị cay, béo, ngọt bằng các vùng khác, chủ yếu sử dụng nước mắm loãng, mắm tôm. Sử dụng nhiều món rau và các loại thủy sản nước ngọt dễ kiếm như tôm, cua, cá, trai, hến... và nhìn chung, do truyền thống xa xưa có nền nông nghiệp nghèo nàn, ẩm thực miền Bắc trước kia ít thịnh hành các món ăn với nguyên liệu chính là thịt, cá. Nhiều người đánh giá cao ẩm thực Hà Nội một thời, cho rằng nó đại diện tiêu biểu nhất của tinh hoa ẩm thực miền Bắc Việt Nam với những món phở, bún thang, bún chả, các món quà như cốm Vòng, bánh cuốn Thanh Trì,... và gia vị đặc sắc như tinh dầu cà cuống, rau húng Láng.

#### Ẩm thực miền Nam
Ẩm thực miền Nam, có thiên hướng hảo vị chua ngọt, đây là nơi chịu ảnh hưởng nhiều của ẩm thực Trung Quốc, Campuchia, Thái Lan, có đặc điểm là thường cho thêm đường và hay sử dụng sữa dừa (nước cốt và nước dão của dừa). Nền ẩm thực này cũng sản sinh ra vô số loại mắm khô (như mắm cá sặc, mắm bò hóc, mắm ba khía,...). Ẩm thực miền Nam cũng dùng nhiều đồ hải sản nước mặn và nước lợ hơn miền Bắc (các loại cá, tôm, cua, ốc biển,...), và rất đặc biệt với những món ăn dân dã, đặc thù của một thời đi mở cõi, hiện nay nhiều khi đã trở thành đặc sản: chuột đồng khìa nước dừa, dơi quạ hấp chao, rắn hổ đất nấu cháo đậu xanh, đuông dừa, đuông đất hoặc đuông chà là, vọp chong, cá lóc nướng trui,...

#### Ẩm thực miền Trung
Đồ ăn miền Trung được biết đến với vị cay nồng, với tất cả tính chất đặc sắc của nó thể hiện qua hương vị riêng biệt, nhiều món ăn cay và mặn hơn đồ ăn miền Bắc và miền Nam, màu sắc được phối trộn phong phú, rực rỡ, thiên về màu đỏ và nâu sậm. Các tỉnh  miền Trung như Huế, Đà Nẵng, Bình Định rất nổi tiếng với mắm tôm chua và các loại mắm ruốc. Đặc biệt, ẩm thực Huế do ảnh hưởng từ phong cách ẩm thực hoàng gia, cho nên rất cầu kỳ trong chế biến và trình bày. Một mặt khác, do địa phương không có nhiều sản vật mà ẩm thực hoàng gia lại đòi hỏi số lượng lớn món, nên mỗi loại nguyên liệu đều được chế biến rất đa dạng với trong nhiều món khác nhau.

#### Ẩm thực các dân tộc
Với 54 dân tộc sống trên nhiều vùng địa lý đa dạng khắp toàn quốc, ẩm thực của mỗi dân tộc trong cộng đồng các dân tộc Việt Nam đều có bản sắc riêng biệt. Rất nhiều món trong số đó ít được biết đến tại các dân tộc khác, như các món thịt lợn sống trộn phèo non của các dân tộc Tây Nguyên. Tuy nhiên, nhiều món ăn đã trở thành đặc sản trên đất nước Việt Nam và được nhiều người biết đến, như mắm bò hóc miền Nam, bánh cuốn trứng (Cao Bằng, Lạng Sơn), bánh coóng phù (bánh trôi dân tộc Tày, xuất xứ từ bánh trôi tàu của người Hoa), lợn sữa và vịt quay mắc mật (quả mặt), khâu nhục Lạng Sơn (ảnh hưởng từ Quảng Đông, Trung Quốc), phở chua, cháo nhộng ong, phở cốn sủi, thắng cố, các món xôi nếp nương của người Mường, thịt chua Thanh Sơn (Phú Thọ),...

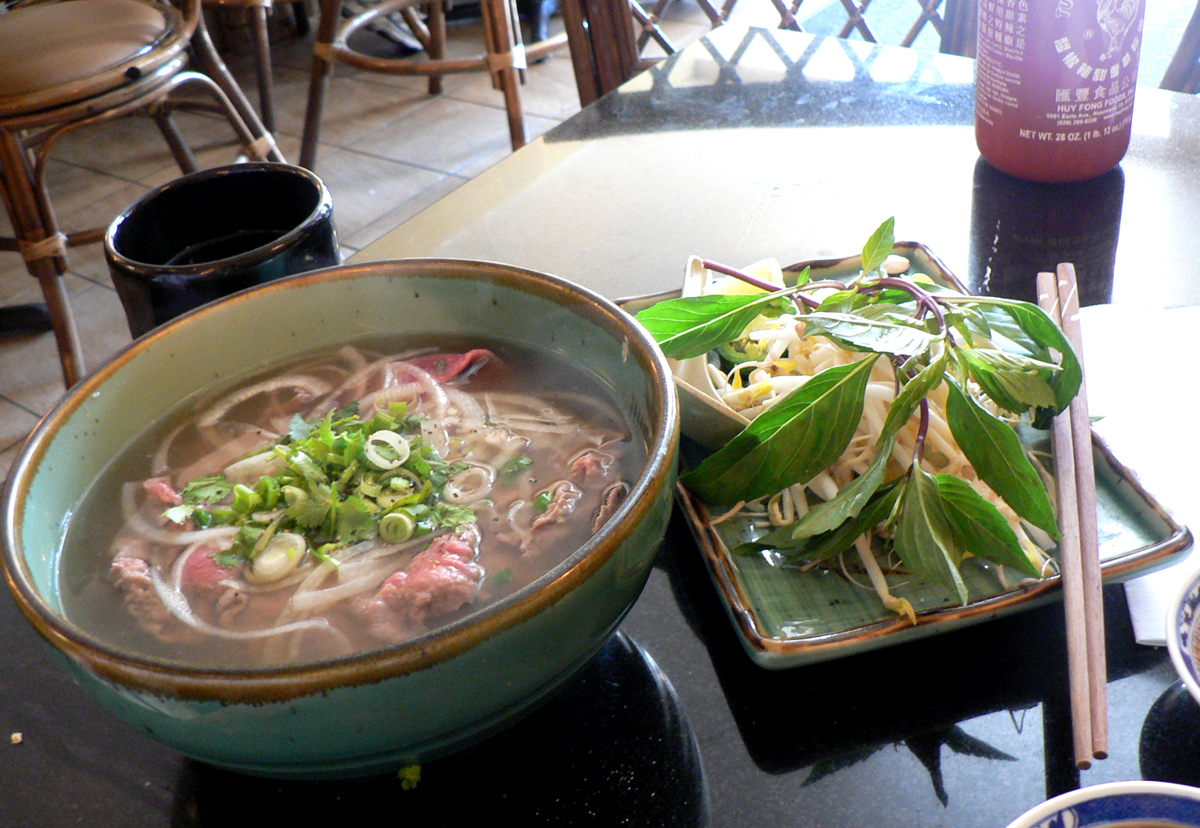
Phở bán tại Seattle, Hoa Kỳ

#### Trên thế giới
Theo bước chân của người Việt đến khắp thế giới, ẩm thực Việt với tất cả những nét đặc sắc của nó dần được biết tới nhiều ở các nước khác như Thái Lan, Lào, Trung Quốc và các nước châu Âu có cộng đồng người Việt ngụ cư. Có thể dễ dàng tìm thấy các tiệm ăn Việt Nam ở Hoa Kỳ, Canada, Pháp, Úc, Cộng hoà Séc, Đức, Ba Lan và Nga. Các món ăn thuần Việt như phở, nem rán, bánh mì và các loại hương liệu đặc biệt như mắm tôm, rau húng rất phổ biến ở những vùng có đông người châu Á, trong đó có người Việt, sinh sống. Tuy nhiên ẩm thực Việt Nam tại các nước trên thế giới đã ít nhiều lai tạp với ẩm thực bản địa, hoặc đã gia giảm, thay đổi để phù hợp hơn với khẩu vị của cộng đồng dân cư khắp thế giới.

## Bữa ăn

### Bữa cơm nhà

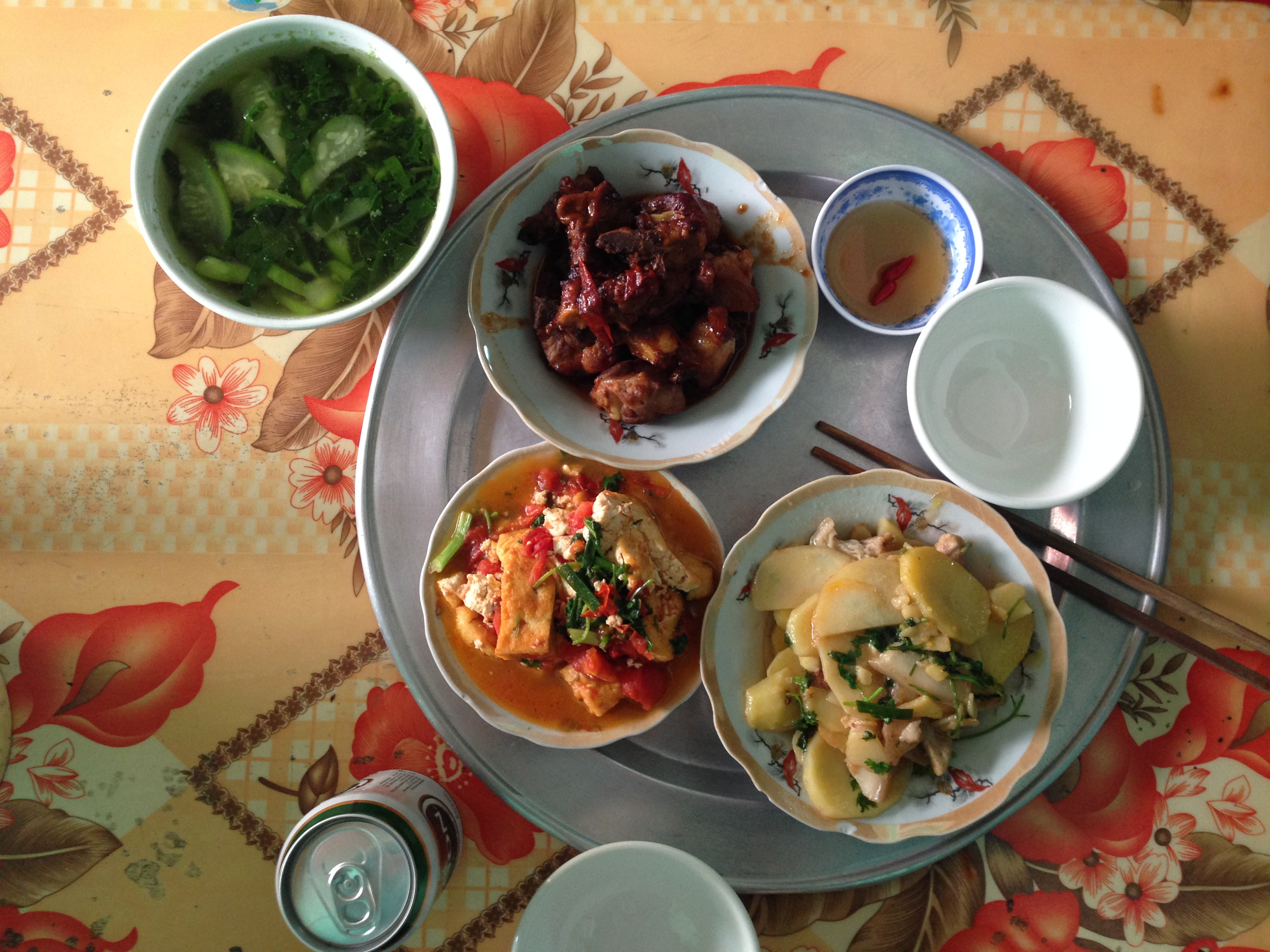
Một bữa cơm của gia đình Việt Nam hiện đại dọn trên mâm tròn với nguyên liệu đa dạng: sườn, đậu phụ, khoai tây, cà chua, bầu, mồng tơi và nước mắm ớt

Người Việt thường ăn phụ vào buổi sáng với các thức quà vặt (như các loại bánh, xôi, cháo, phở, bún). Một bữa ăn chính, đặc trưng của một gia đình Việt Nam diễn ra vào buổi trưa và buổi tối, thông thường là khi gia đình đã tụ họp đông đủ. Bữa ăn chính của người Việt dùng lương thực chính là cơm và từ ba đến năm món ăn tùy điều kiện kinh tế mỗi gia đình:
- Một nồi cơm chung cho cả gia đình (mỗi người một bát và đôi đũa).
- Một bát nhỏ đựng nước chấm (nước mắm hoặc xì dầu) cả gia đình dùng chung.
- Một món mặn có chất đạm động vật và chất béo được luộc, rán hoặc kho như thịt, cá.
- Một món rau luộc hoặc xào, hoặc rau thơm, rau sống, dưa muối.
- Một món canh có thể đậm đà, cầu kỳ nhưng cũng không hiếm khi chỉ đơn giản là một bát nước luộc rau.

Hiện nay, do đời sống được nâng cao hơn, cơ cấu bữa ăn chính của người Việt hiện cũng đã cải thiện đáng kể theo hướng gia tăng các món mặn nhiều dinh dưỡng sử dụng nguyên liệu động vật. Bên cạnh xu hướng một số vùng miền (nhất là những vùng thôn quê) có đặc tính càng nhiều món trên mâm càng tốt, nhiều gia đình thành thị lại chú trọng xu hướng tinh giản bằng cách chỉ nấu một món trọng tâm có đủ chất đạm và các loại rau bày lên mâm, ăn kèm với các loại rau dưa lặt vặt khác. Một số gia đình làm các món ăn đặc biệt nhân ngày chủ nhật rảnh rỗi, những món cầu kỳ mà ngày thường ít có thời gian để làm. Bát nước chấm "cộng đồng" nay cũng dần được nhiều gia đình, hoặc các nhà hàng cầu kỳ san riêng ra bát cho từng người để hợp vệ sinh hơn, và có nhiều loại nước chấm khác nhau tùy theo trong bữa có loại đồ ăn gì.

### Cỗ bàn

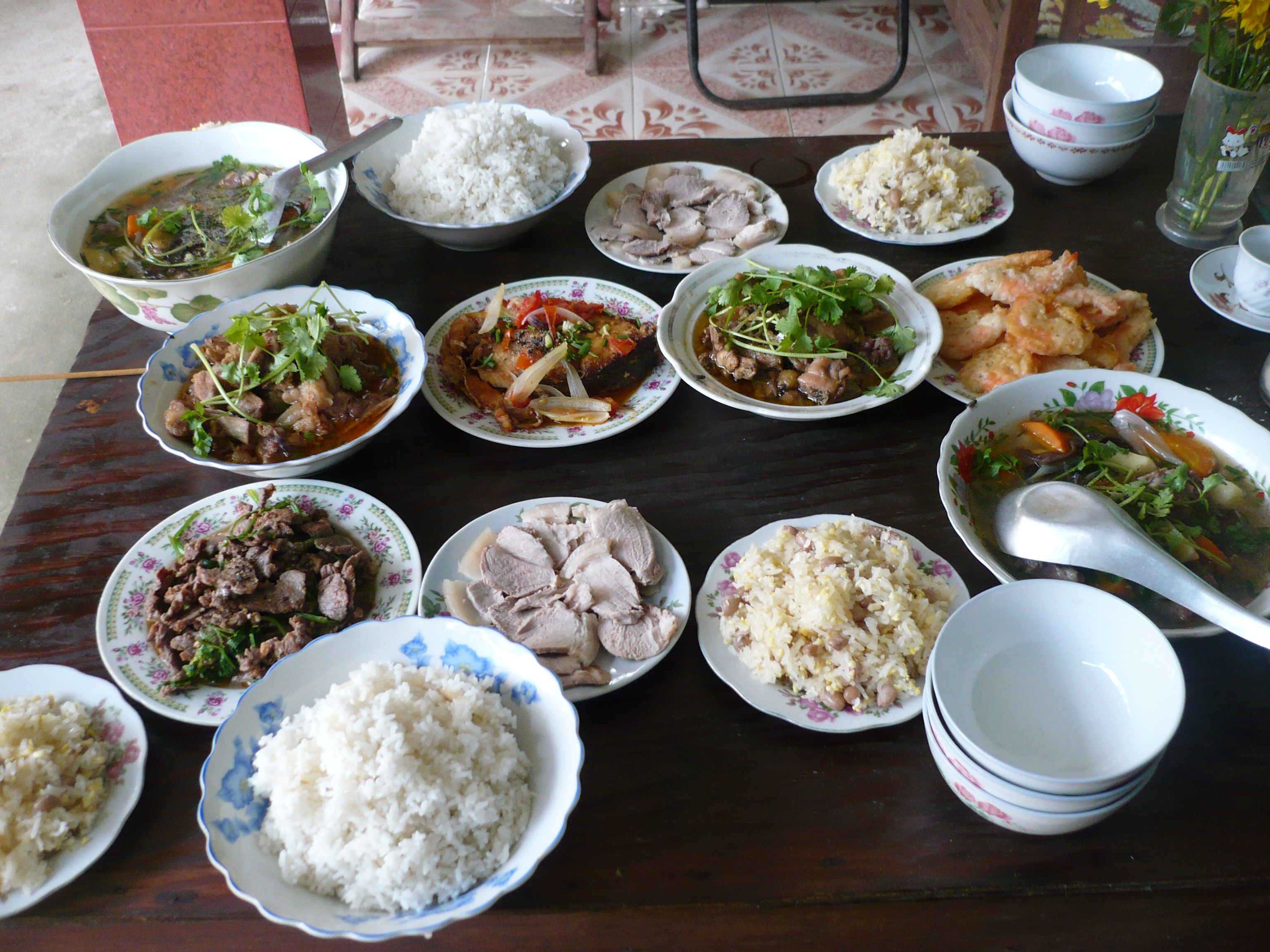
Món ăn dọn thành mâm cỗ

Cỗ bàn thường sử dụng nhiều món ăn trong đó nhấn mạnh đặc biệt các món mặn dùng nguyên liệu động vật, loại trừ tất cả những món ăn ngày thường như rau luộc, dưa cà,...

#### Cỗ cúng tổ tiên
Cúng tổ tiên (ngày giỗ chạp, ngày tết cổ truyền) thường sử dụng xôi đậu xanh, xôi gấc với gà luộc nguyên con hoặc chân giò. Cúng người mới mất chỉ dùng xôi trắng và một quả trứng luộc.

#### Cỗ Tết
Cỗ tết truyền thống rất cầu kỳ, mâm cỗ cơ bản thường là 5 bát: bóng, miến, măng, mọc, chim hoặc gà tần và 5 đĩa: giò, chả, gà hoặc vịt luộc, nộm, xào. Ngày nay mâm cỗ tết đã có nhiều thay đổi về thực đơn theo xu hướng tinh giản, chú trọng "chơi" hơn "ăn".
| Miền Bắc - Bánh chưng - Xôi - Gà luộc - Nem rán - Thịt đông - Rau xào thập cẩm - Rau thơm, dưa muối các loại (hành, giá đỗ, rau cải, kiệu v.v.) - Giò lụa - Chân giò ninh măng, nấm hương - Canh miến lòng gà - Canh bóng | Miền Trung - Bánh tét - Dưa món (củ kiệu hoặc củ hành) - Nem chua - Chả lụa - Thịt ngâm nước mắm - Canh giò heo hầm - Gỏi gà xé phay - Gà tiềm | Miền Nam - Bánh tét - Thịt kho hột vịt - Canh khổ qua nhồi thịt - Chả giò - Dưa giá, kiệu muối - Gà xé phay - Vịt nấu chao - Thịt nguội, Chả lụa - Các món gỏi - Củ cải bỏ mắm - Thịt bò bảy món |

#### Cỗ cưới hỏi

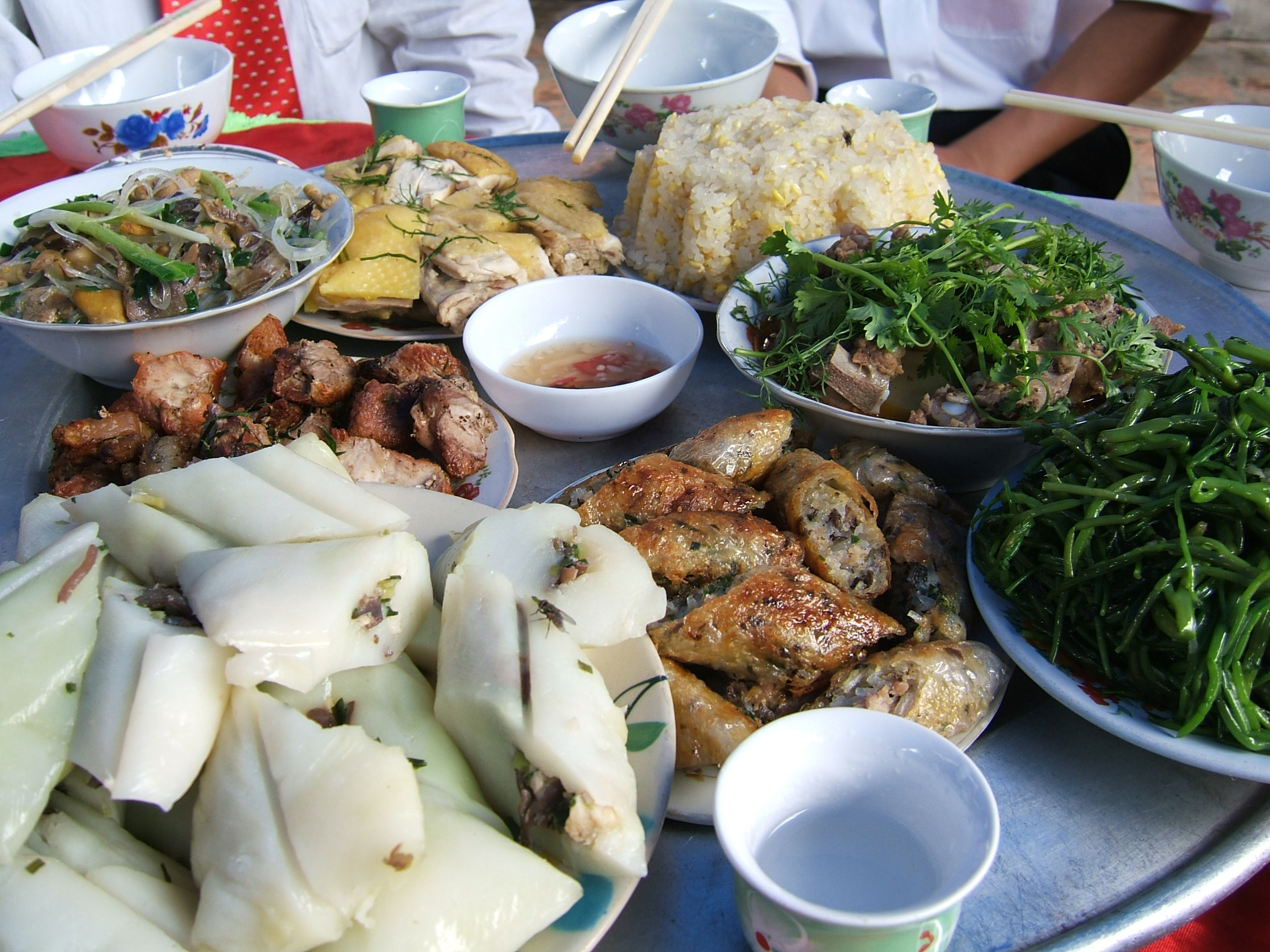
Một mâm cỗ nông thôn trong lễ ăn hỏi

Đám ăn hỏi thường sử dụng đồ ăn như lợn sữa quay nguyên con, gà luộc đặt trên mâm xôi (thường là xôi gấc), bánh phu thê, bánh cốm, mứt sen, chè, rượu, trầu cau. Thường lễ vật được làm theo số lượng chẵn và đặt trên các mâm hoặc tráp theo số lẻ. Tiệc cưới có thực đơn tương tự các bữa tiệc khác, thường phổ biến là thực đơn khoảng 10 món với một món ăn khai vị (xúp), một món cơm gạo ngon, một món xôi (thường là xôi gấc), một món canh, một món cá, hai món thịt, một món rau xào nấu, một món nộm, một món tráng miệng.

#### Tiệc tùng

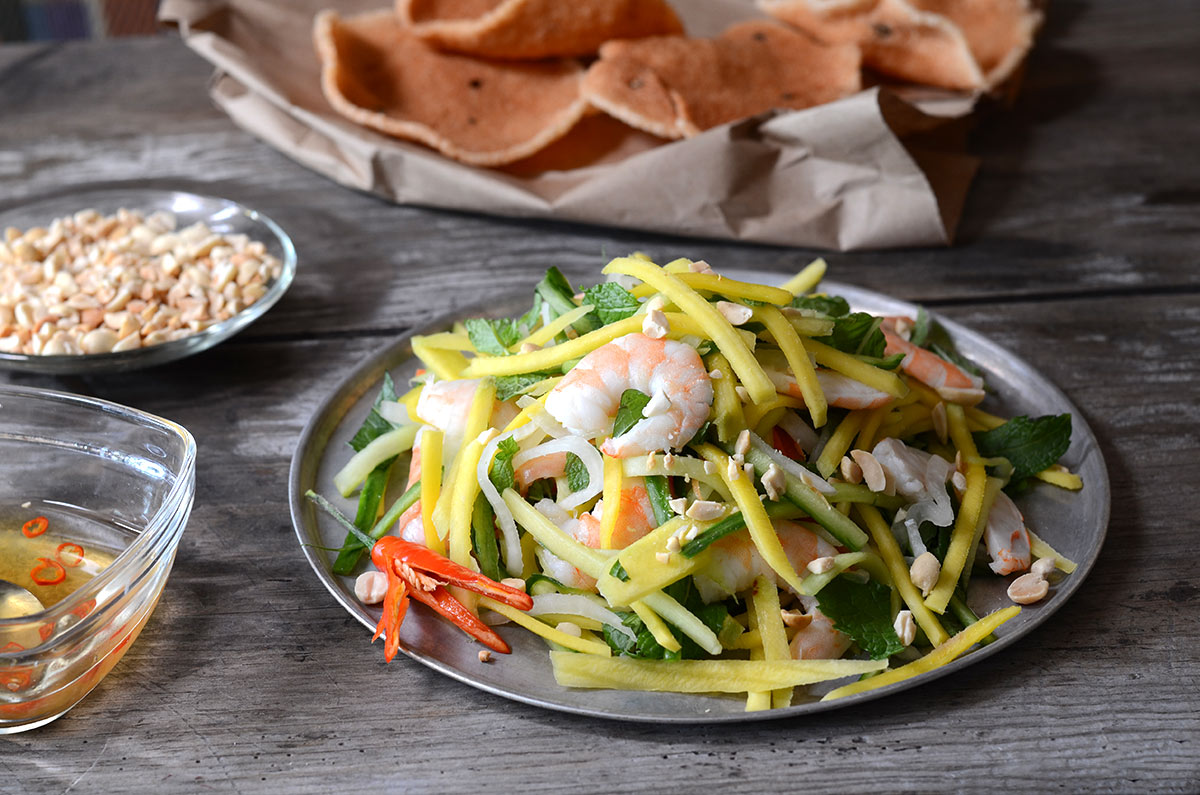
Nộm tôm xoài

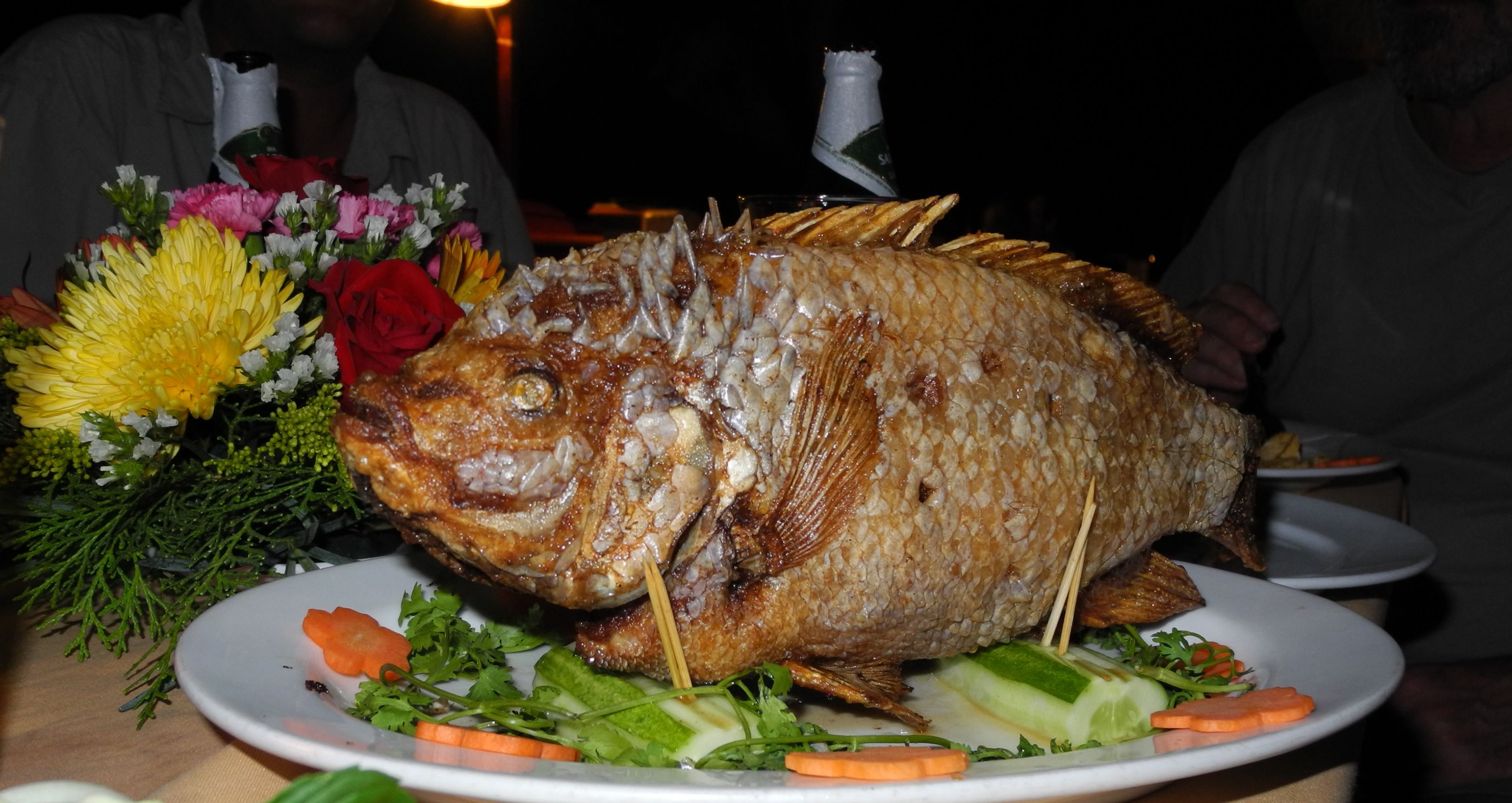
Cá tai tượng chiên xù ở Cần Thơ

Tiệc có nhiều loại, tuy nhiên theo truyền thống thường là một dạng cỗ với nhiều món ăn mặn, nem, rau, nộm, món tráng miệng, và rượu hoặc bia uống kèm. Ngày nay tiệc có thể sử dụng một số hình thức cách tân như tiệc đứng với các món ăn kiểu Âu, tiệc cơ bản với những món nấu theo trọng tâm (như thuần món cá, thịt chó, thịt bò, thịt dê).
| - Ba ba rang muối - Bê nướng xí muội - Bê rang muối - Bò bảy món - Bong bóng cá nấu dưa - Bóng nấu - Cá ba sa nướng dứa - Cá chẽm hấp gừng hành - Cá diêu hồng chưng tương - Cá tai tượng chiên xù - Cá lóc hấp bầu - Cá lóc nướng trui - Cá sấu chiên muối tiêu - Chả cá Lã Vọng - Chim quay - Cháo rắn - Chạo tôm bánh hỏi - Cơm chiên Dương Châu | - Cơm cung đình Huế - Cua rang muối - Dê cuốn mỡ chài - Dê tái chanh - Đùi ếch xào lá lốt - Gà hấp muối - Gà nấu bào ngư - Gà tần hải sâm - Giò heo hon - Gỏi cá trích Phú Quốc - Gỏi gà - Gỏi ngó sen tôm sú - Lợn sữa quay - Lươn xào sả ớt - Mì xào giòn - Mực bao nướng mía - Mực chiên muối ớt - Mực nhồi thịt | - Nhím xào lăn - Nai nướng - Nem cua bể - Ngô chiên bơ - Nộm - Ốc hương nướng - Sò huyết luộc - Súp vi cá mập - Thăn bê xiên nướng - Thỏ xào lăn - Tôm hùm nướng bơ tỏi - Tôm rang me - Tôm rang muối - Tôm tẩm bột rán - Thịt chó rựa mận - Thịt viên tuyết hoa - Trứng đúc cua bể - Vịt nướng chao |

#### Đồ cúng
Tùy theo dạng thức cúng và văn hóa các vùng miền, nhiều loại đồ lễ cúng bái cũng có sự khác biệt ít nhiều như Cúng tất niên, tết nhất (dùng bún măng, bánh chưng, dưa hấu, ngũ quả, thịt nguội), cúng đầy tháng (dùng xôi gấc, bánh hỏi thịt quay), cúng đất đai (rượu nếp, gạo, cơm trắng, muối), cúng cô hồn (mía, bánh kẹo, trái cây, cháo trắng), cúng sao (các loại chè).

### Quà vặt

Một đĩa gồm bánh cuốn nhân thịt kiểu hải ngoại (ở rìa trước), chả (phía trên), bánh tôm (phía sau bên phải), bánh cuốn (màu trắng, phía sau gần bên trái) và bát nước chấm ở giữa

Các món quà dùng để ăn chơi, không sử dụng để ăn lấy no thay thế một bữa ăn chính. Trong ẩm thực Việt Nam các món quà rất phong phú, được bán dưới nhiều dạng: bán rong, bán ở các quán bình dân, quán đặc sản, hoặc dễ dàng chế biến trong gia đình. Các món quà thường có:
- Các loại bánh: Bánh giầy làm từ bột gạo, thường ăn với giò lụa. Bánh giò gồm bột gạo bọc nhân thịt lợn, mộc nhĩ, một chút sụn gói lá chuối và hấp chín. Bánh nếp, Bánh gai, bánh khoai, Bánh cuốn, nhiều vùng có những đặc sản bánh cuốn riêng, nổi tiếng có Bánh cuốn Thanh Trì, bánh cuốn trứng Lạng Sơn. Bánh trôi, bánh chay; Bánh xu xê hay còn gọi là bánh phu thê và Bánh cốm; bánh bèo, bánh bột lọc Huế; bánh khoái, bánh xèo,...
- Cốm: đặc biệt nhất là cốm làng Vòng (trước những năm 1990 thuộc huyện Từ Liêm cũ, sau này thuộc quận Cầu Giấy), cốm Mễ Trì;
- Ốc luộc: sử dụng ốc nước mặn như ốc len, ốc gai, ốc hương, ốc nước ngọt như ốc vặn, ốc mít, ốc nhồi được luộc chín vừa, dùng que sắt hay tăm khêu ra chấm nước mắm pha gừng, sả, ớt, tỏi và lá chanh thái chỉ.
- Các loại củ quả luộc hoặc nướng như sắn luộc chấm muối vừng, khoai lang luộc, khoai lang nướng, ngô luộc, ngô nướng, ngô rang.
- Nếp rượu (còn gọi là rượu nếp hay cốm rượu): làm từ gạo nếp trắng hoặc nếp cẩm còn nguyên màng hạt, ngâm nở trong nước, xôi chín trên hơi nóng bằng chõ gốm, để nguội sau đó trộn với men rượu. Món này có vị ngọt đậm do chất bột đường trong gạo lên men, mùi thơm giống mùi rượu và có nồng độ cồn thấp. Ở miền Bắc, nếp rượu thường được làm nhiều vào dịp Tết Đoan Ngọ mồng 5 tháng 5 âm lịch vì theo quan niệm dân gian, món này có thể xua đuổi tà ma và những điều không may mắn.

### Đồ nhậu

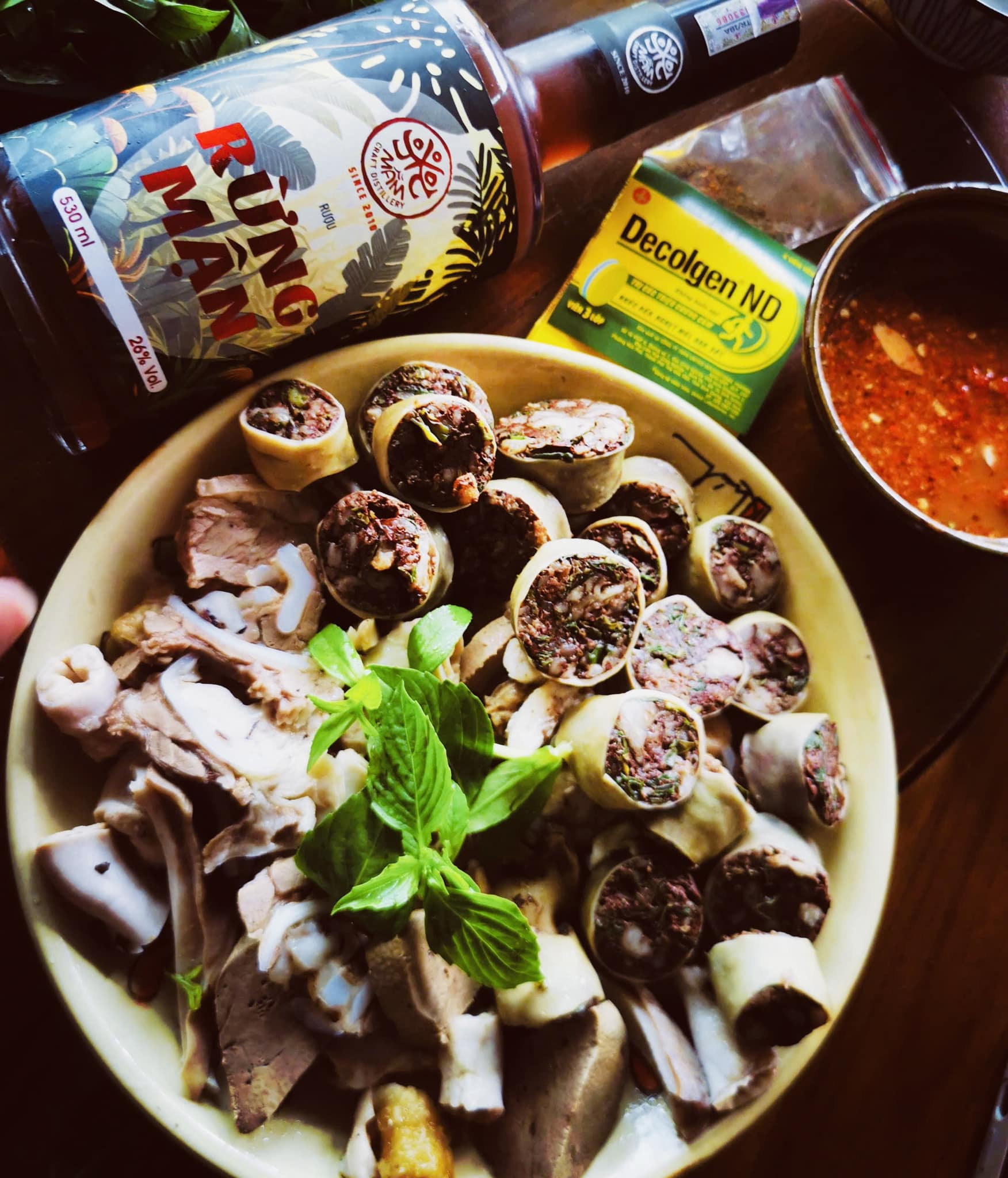
Một đĩa phủ tạng lợn luộc để nhắm rượu

Đồ chuyên dùng uống rượu, bia còn được gọi là "mồi nhậu", "đồ nhậu", "đồ nhắm", "mồi nhắm". Người Việt không quá cầu toàn các loại đồ nhắm đi kèm rượu bia nên ngoài các món ăn thông thường hoặc món ăn tiệc tùng, thường chỉ có một số món ăn "chuyên dụng" như:
- Các món khô nướng: thường có cá mực khô, khô cá sặc, nai khô, khô cá đuối, cá chỉ vàng khô, thường nướng trên than hoa hoặc cồn, dùng làm đồ nhắm kết hợp với bia, rượu.
- Các món trộn chua: quả cóc, quả xoài xanh,... băm nhỏ trộn với ớt, tỏi và/hoặc các loại cá khô. Thường dùng làm đồ nhắm rượu, thịnh hành ở miền Nam Việt Nam.
- Một số đồ khô khác: lạc rang (lạc rang húng lìu), bánh đa (bánh đa vừng, bánh đa dừa) nướng,

## Món ăn thông dụng

### Cơm
Các món cơm nấu bằng các loại gạo tẻ hạt dài với lượng nước vừa vặn để cơm không bị khô hay nát. Đây không được coi là một loại thức ăn mà thường coi là món chủ lực để ăn no trong các bữa ăn. Tùy vùng miền có rất nhiều loại cơm và biến thể của cách nấu.
- Cơm trắng: thông thường nấu bằng nồi và xới ra bát cho từng người trong suốt bữa ăn.
- Cơm nắm: cơm nấu chín tới, hơi nhão. Đem nhồi rồi vắt trong khăn hoặc nắm thành các nắm to. Khi ăn thái khoanh chấm với muối vừng, ruốc (còn gọi là chà bông) thịt lợn, ruốc thịt gà, hay ăn với các loại giò chả. Nó khác hẳn với cơm nắm onigiri của Nhật Bản.

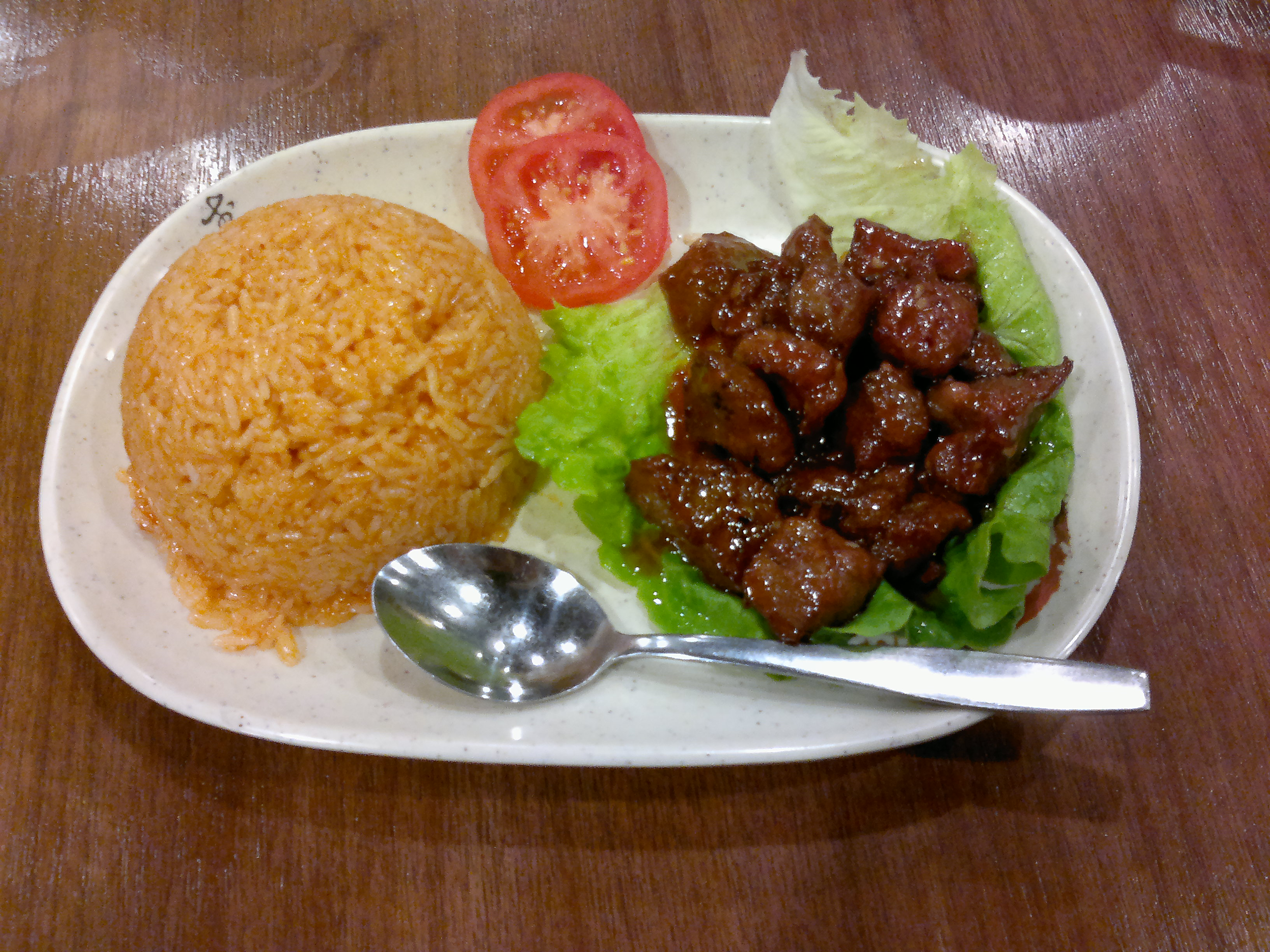
Một suất cơm đĩa với thịt bò

- Cơm tấm chỉ thịnh hành ở miền Nam Việt Nam, ở miền Bắc không dùng loại cơm gạo tấm này. Cơm tấm hay ăn kèm với sườn nướng chan mỡ hành hoặc trứng ốp la. Sườn nướng và một miếng bì ăn với cơm nấu bằng gạo tấm. Cơm và thịt ăn lẫn với nhiều loại rau, cùng với tôm tẩm bột, trứng hấp và tôm nướng. Thông thường các nhà hàng sẽ phục vụ món này với một bát nước chấm nhỏ, cũng như một bát canh rau có thả vài lát hành. Thỉnh thoảng người ta thay trứng hấp bằng trứng omelette. (Cách phục vụ này thường không phổ biến ở các hàng, quán tại Việt Nam)
- Cơm lam: gạo nếp nương cho vào ống tre, nứa, đổ thêm nước, nút kỹ bằng lá chuối và nướng ống trên lửa cho tới khi chín. Món này thường thịnh hành ở các dân tộc thiểu số như người Mường, người Tày.
- Cơm gà rau thơm: cơm được nấu trong thân gà với một số loại rau thơm, có hương vị đặc biệt. Tuy nhiên món này ít phổ biến.
- Cơm bụi: thịnh hành ở các đô thị, thường phục vụ người làm văn phòng ăn bữa trưa. Cơm cho vào bát loa dằn xuống tạo khuôn sau đó trút ra đĩa, một góc đĩa đặt các loại rau, thịt.
- Cơm rang: cơm nguội rang trong chảo mỡ, có thể kết hợp với nhiều loại rau dưa (dưa cải) củ (xu hào, cà rốt xắt hạt lựu), hoa quả (dứa), thịt (thịt xá xíu, thịt lợn quay), giò, chả, trứng và các loại hải sản. Cơm rang có nhiều biến thể nhưng phổ biến nhất là các loại cơm rang thập cẩm, cơm rang Dương Châu, cơm rang hải sản, cơm rang dưa bò. Một số loại cơm rang được gói vào lá sen có hương vị rất thơm ngon.
- Cơm hến: đặc sản Huế. Cơm trộn với thịt hến, ớt và rau thơm các loại ăn kèm với một bát nước hến luộc.

### Xôi

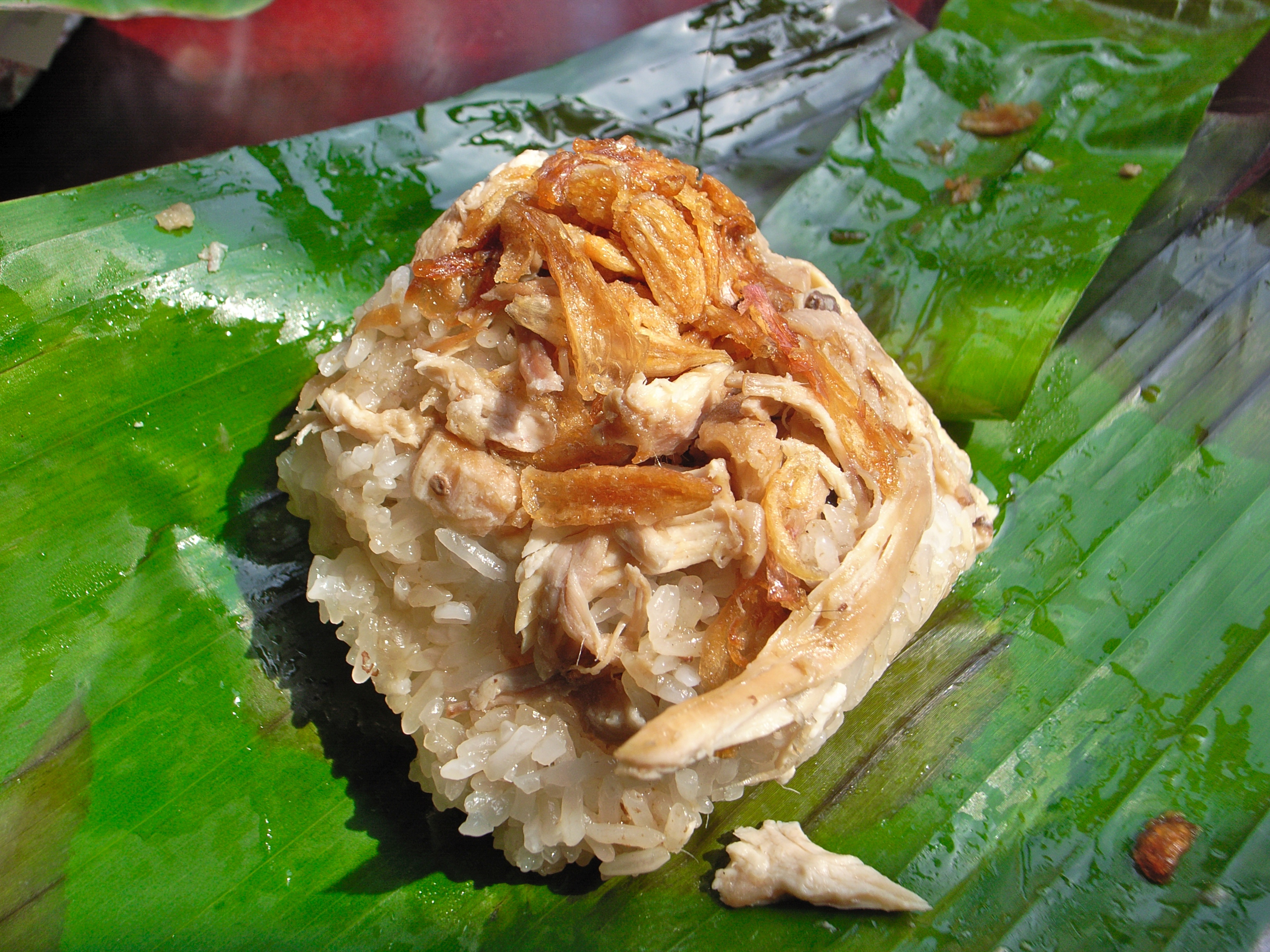
Xôi với thịt gà và hành phi

Xôi sử dụng nguyên liệu chính là gạo nếp đem ngâm và đồ cách thủy, làm chín bằng hơi nước nóng trong một loại nồi hấp (gọi là cái "chõ" hay cái "xửng"). Gạo nếp thường phối trộn với các phụ gia khác tùy theo món xôi.
Các món xôi thường thấy là xôi vò (xôi trộn đậu xanh giã mịn, làm tơi từng hạt), xôi xéo (xôi, đậu xanh giã mịn nắm lại thái mỏng, mỡ nước, hành củ phi), xôi đỗ xanh, xôi đậu phộng (xôi lạc), xôi đỗ đen, xôi gấc (lấy màu đỏ của thịt quả gấc, thường trộn chút đường và mỡ), xôi lá cẩm (màu tím), xôi Hoàng Phố (gần tương tự xôi xéo nhưng có thêm hạnh nhân), xôi gà (xôi ăn với thịt gà xé phay), xôi lạp xường, xôi sầu riêng (dùng chút múi sầu riêng trộn vào gạo), bánh khúc (bánh khúc lăn qua gạo nếp đồ trong chõ), xôi thập cẩm, xôi lá dứa (dùng lá dứa giã lấy nước làm xôi có màu xanh và vị rất thanh). Riêng món xôi ngô (xôi bắp, có nơi gọi là xôi lúa) được chế biến từ nguyên liệu chính là ngô chứ không phải từ gạo nếp.

### Cháo

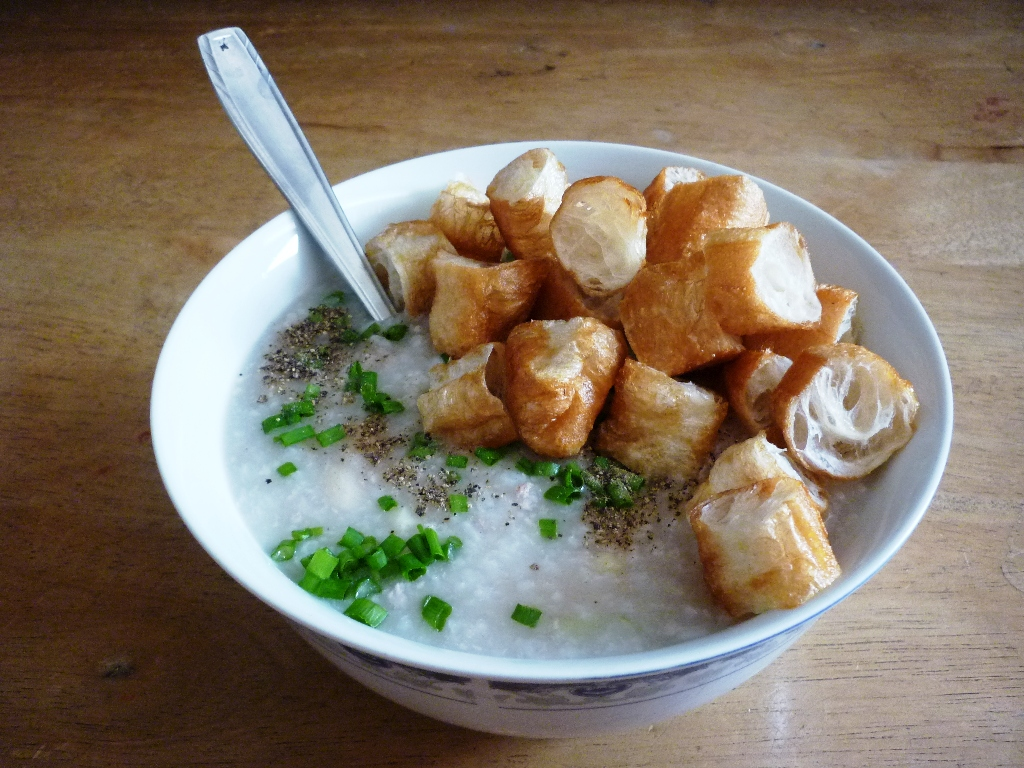
Cháo trắng ăn với quẩy

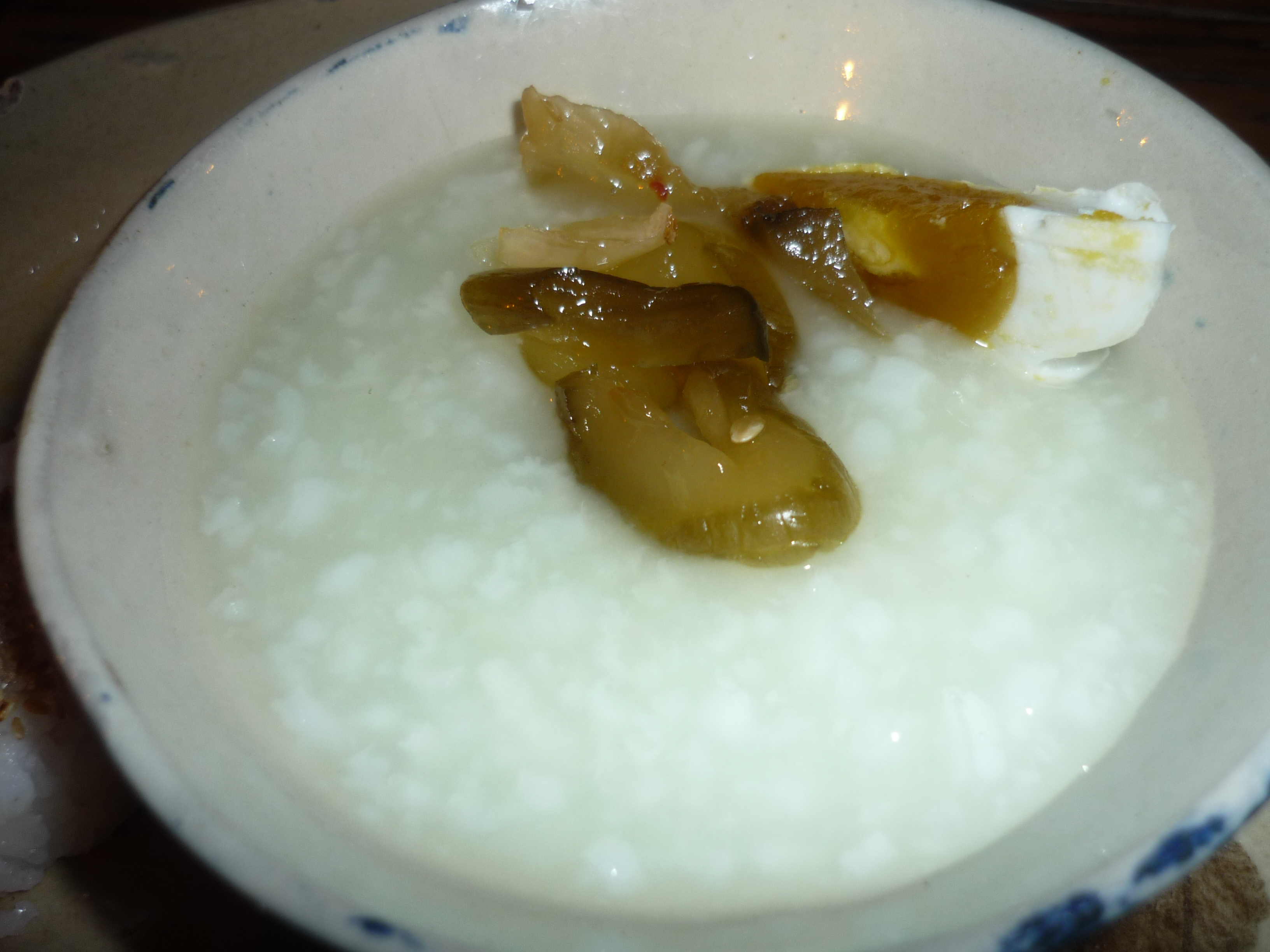
Cháo trắng trứng vịt muối và dưa món

Các món cháo Việt Nam có cách chế biến tương tự Trung Quốc, Triều Tiên và Nhật Bản: giống như nấu cơm nhưng cho tỷ lệ nước nhiều hơn hẳn gạo để gạo nát nhừ trong nồi. Cháo thường dùng gạo nếp, gạo dẻo kết hợp với gạo tẻ và nhiều nơi còn giã nhỏ gạo trước khi nấu. Nước dùng nấu cháo có thể nhiều kiểu như nước luộc gà, nước luộc trai, hến, nước luộc thịt. Cháo thường được ăn bình thường không kèm thức ăn gì đặc biệt, nhưng thường người Việt hay ăn cùng với trứng vịt muối, trứng kho, giá, hành tươi, thịt nướng, thịt gà hay thịt vịt xé nhỏ, quẩy. Có các món cháo như cháo trắng, cháo rau, cháo lươn, cháo sườn, cháo huyết, cháo tim gan (lợn), cháo gà, cháo cá ám, cháo vịt, cháo trai, cháo ếch, cháo sườn, cháo chân giò... Đặc biệt món rắn hổ đất nấu cháo đậu xanh rất mát, bổ, nổi tiếng ở Nam Bộ.

### Món sợi
Ẩm thực Việt Nam bắt nguồn từ nền văn minh lúa nước nên đa phần các món sợi đều chế biến từ lúa gạo, ngoài ra còn từ bột mì hoặc đậu. Rất nhiều kiểu sợi: mỳ làm từ bột mì, bún, bánh canh và bánh phở làm từ bột gạo, miến làm từ bột củ dong riềng hay đậu xanh,... Mỗi loại mì lại có ảnh hưởng và nguồn gốc từ nhiều nơi trong nước và mỗi loại lại có hương vị đặc trưng. Các món phở, bún, miến, mì thường có hai cách làm chính là:
- Món nước: cho nguyên liệu vào bát và trút ngập nước dùng nhiều dinh dưỡng, ngon ngọt.
- Món xào: cho vào chảo xào qua mỡ nước hoặc dầu thực vật, kết hợp cùng các loại rau, thịt

#### Phở

Một số món mì, miến, bún, phở

Phở sử dụng nguyên liệu chính là bánh phở màu trắng thái sợi bản, làm từ gạo, là một trong nhiều món ăn Việt Nam dạng mì nước. Phở thường được coi là món "quốc hồn quốc túy" của Việt Nam tuy hầu như không thể tìm thấy phở trong thực đơn của người Việt từ trước thời Pháp thuộc. Đây là món giàu dinh dưỡng, nước dùng rất trong được ninh bằng các loại xương và hương liệu (gừng nướng, củ hành khô nướng, quế, hồi, thảo quả v.v.) với những bí quyết riêng, hầm trong nhiều giờ.
Tuy có những tìm tòi cách tân tạo nên nhiều biến thể của phở với nhiều kiểu thịt khác nhau nhưng những nỗ lực đó không mấy thành công ngoại trừ phở bò và phở gà. Phở thường được sắp đặt trong bát lớn với thịt bày lên trên cùng với một số loại rau gia vị tùy vùng (như vài lát hành tây, giá đỗ, hành ta và rau húng thơm xắt nhỏ). Bày bánh phở đã chần vào bát, bày thịt lên trên, trút nước dùng nóng vào và rắc ít hành, ngò.
Bên cạnh bát phở cho thực khách là bát đựng vài miếng chanh tươi, dăm cọng rau thơm, chút tương ớt, bột tiêu. Ở Việt Nam đây thường là món dùng ăn sáng tuy rằng hiện nay có xu hướng thực khách, nhất là thực khách các đô thị trong nước và ở nước ngoài, ăn tất cả các buổi trong ngày. Phở có nhiều thương hiệu, ở miền Bắc Việt Nam rất nổi tiếng là các thương hiệu phở Phở Hà Nội và các cửa hàng Phở Nam Định. Tuy nhiên tại nhiều vùng miền trong nước, và đặc biệt là ở các nước trên thế giới như Mỹ, châu Âu, phở có sự thay đổi, gia giảm ít nhiều để phù hợp với văn hóa ẩm thực từng vùng miền. Nhiều nhà kinh doanh cũng bắt đầu tạo những thương hiệu phở đặc biệt như Phở 24, Phở Cali xuất khẩu ra ngoại quốc. Các món phở chính thường thấy:
- Phở chín: sử dụng thịt đã luộc thật chín.
- Phở tái chần: những lát thịt được chần tái trước, sau đó được làm chín thêm bằng nước dùng chan vào bát (có nhiều dạng tái gầu, tái nạm,...).
- Phở tái lăn: cho thịt và các loại rau gia vị vào chảo mỡ thật nóng, đảo nhanh trước khi trút lên bát phở.
- Phở xào: bánh phở xào mềm hoặc xào giòn cùng với các loại rau, thịt, trút ra đĩa.
- Phở cuốn: bánh phở không thái, để bản to và cuộn các loại thịt, rau, chấm nước mắm pha chua ngọt dịu. Món phở cuốn, như một sự cách tân phở truyền thống, đang rất thịnh hành ở Hà Nội.
- Phở chay: sử dụng những nguyên liệu thực vật và gốc thực vật.

#### Bún
Bún sử dụng nguyên liệu chính là các sợi bún được vắt thành bún lá hoặc để nguyên dạng bún rối. Đặc trưng sợi bún trơn hơn sợi phở, và độ dai giống như sợi mì. Loại sợi này cho phép người nấu tùy biến nước dùng cho thật đa dạng, hợp khẩu vị của nhiều thực khách và không kém phần bổ dưỡng. Các món bún hết sức phong phú, đa dạng, trong đó nổi tiếng có:
- Bún đậu mắm tôm: Bún lá ăn với đậu chiên, mắm tôm vắt chanh và ớt đánh sủi bọt. Rau sống đi kèm thường có rau kinh giới.

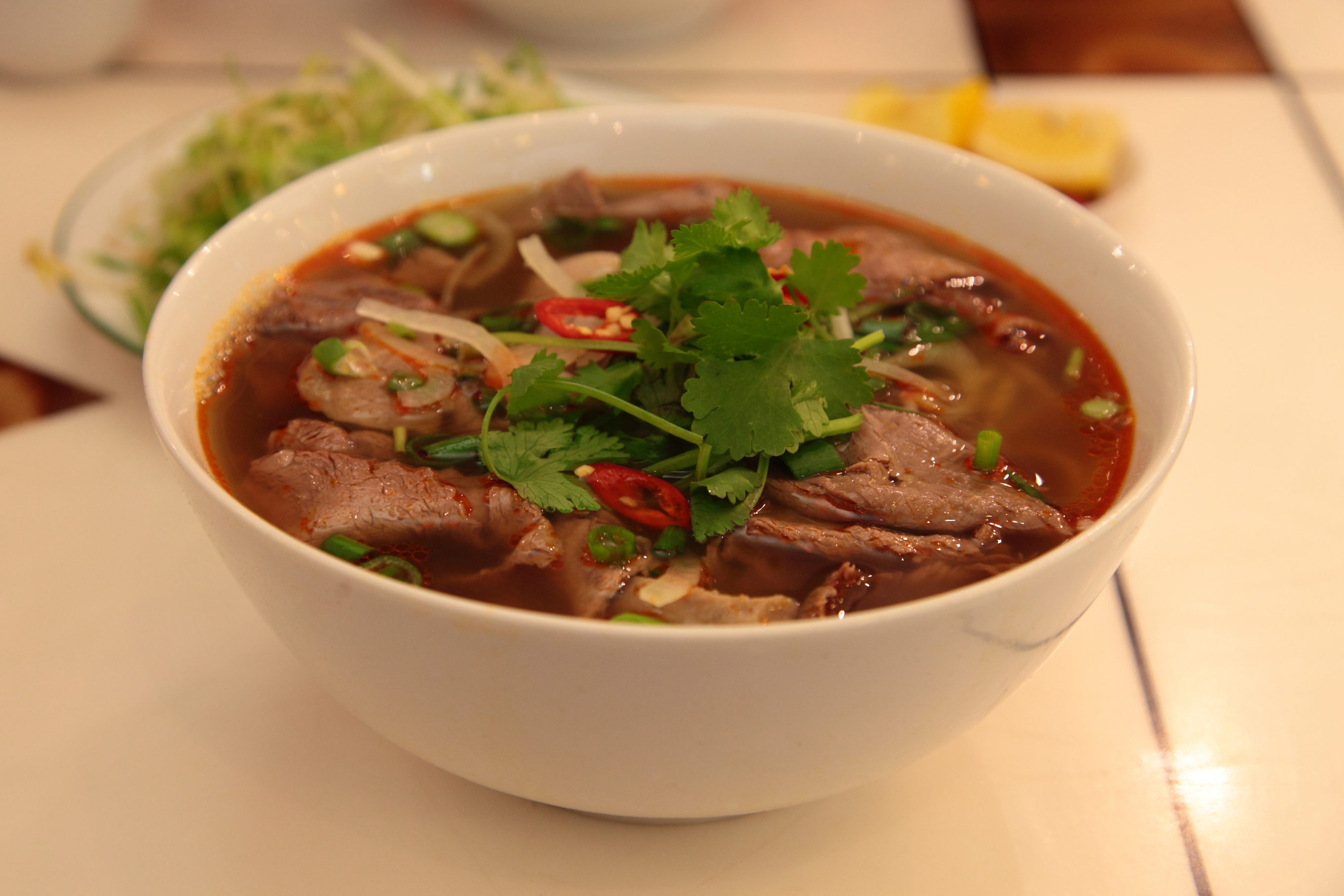
Bún bò Huế

- Bún bò Huế: Là một dạng mì nước có thịt bò ướp hương vị, có nguồn gốc từ cố đô Huế. Sợi bún dùng cho món này dày và to hơn, cũng có tiết diện tròn. Nước dùng là nước xương bò hầm kỹ, và nhiều loại gia vị khác. Không giống như phở, bát bún bò Huế có màu sắc hơi đỏ. Nó thường được ăn kèm với rau xà lách, giá và vài lát chanh để vắt vào nước. Trong khi cả bún bò Huế và phở đều là những món cơ bản dùng thịt bò, nước dùng của chúng lại khác biệt về hương vị (và các thành phần ăn kèm khác). Bún bò Huế rất nhiều gia vị nóng hơn so với phở. Ngoài bún bò Huế, cũng thường thấy bún bò Nam Bộ, một dạng bún nửa khô nửa nước, với nhiều rau thơm các loại cùng nước mắm pha loãng lót đáy bát, cho bún lên trên, rắc thịt bò xào và lạc rang lên trên cùng, trộn đều và ăn nóng.
- Bún riêu: bún ăn với riêu cua, đậu phụ chiên. Nước dùng gồm nước xương ninh và nước cua nấu với cà chua. Ăn kèm rau sống, giá đỗ, xà lách gia thêm chút. Bún riêu có hai loại dạng chính là bún riêu cua kiểu miền Bắc có thể chỉ có bún, riêu cua, cà chua nhưng đôi khi có thể gia thêm rau muống, rau rút chần; và bún riêu Nam bộ là một dạng bún riêu cua nhưng thường làm các nguyên liệu thành miếng, như thịt bò viên, riêu cua viên, tiết lợn cắt miếng, đậu phụ chiên.
- Bún cá: một dạng bún nước. Chần bún cho vào bát, đặt các lát cá chiên và chả cá lên trên, kết hợp với các loại rau như rau câu, dọc mùng, rau cải, trút nước dùng và ăn nóng. Ở các vùng miền khác nhau, bún cá được chế biến thêm để tạo ra những loại bún cá khác nhau như bún cá Hải Phòng, bún cá Quy Nhơn, bún cá Kiên Giang, bún cá Châu Đốc,...
- Bún ốc: một dạng bún nước sử dụng nước luộc ốc và thịt của ốc (ốc nhồi, ốc vặn, ốc đá). Nhể thịt ốc cho lên trên bát bún, chan nước dùng và ăn khi thật nóng. Gia vị cho món bún ốc thường không thể thiếu ớt chưng rất cay và mắm tôm.
- Bún thang: đặc sản một thời ở Hà Nội. Người nội trợ thái chỉ giò lụa, trứng luộc bày rất khéo trên bát bún, chan nước dùng nóng. Bún thang thường gia thêm chút hương vị cà cuống.
- Bánh canh với giò heo.
- Bún vịt xáo măng: món bún nước dùng với thịt vịt nấu với măng tươi hoặc măng chua

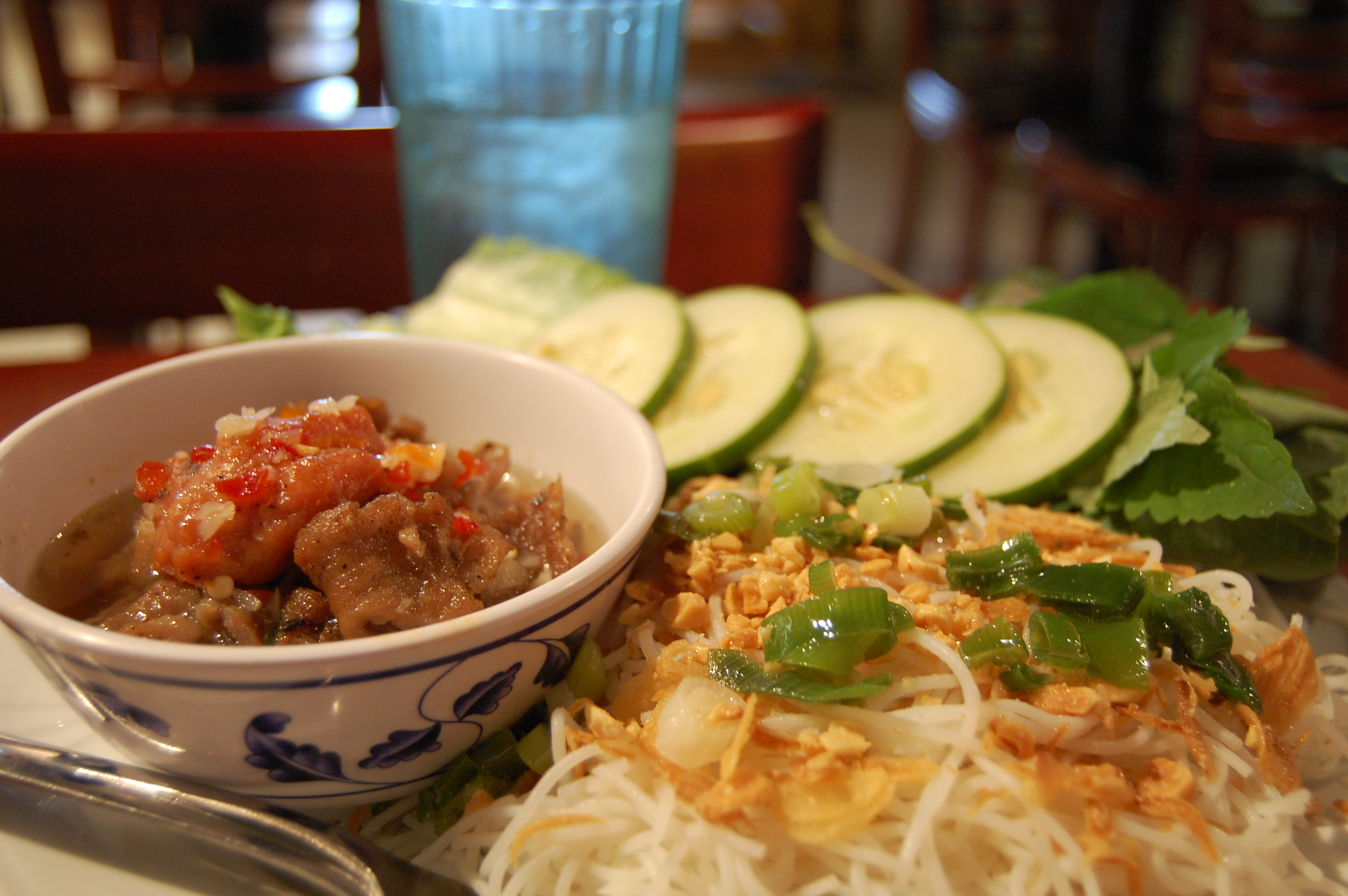
Bún chả

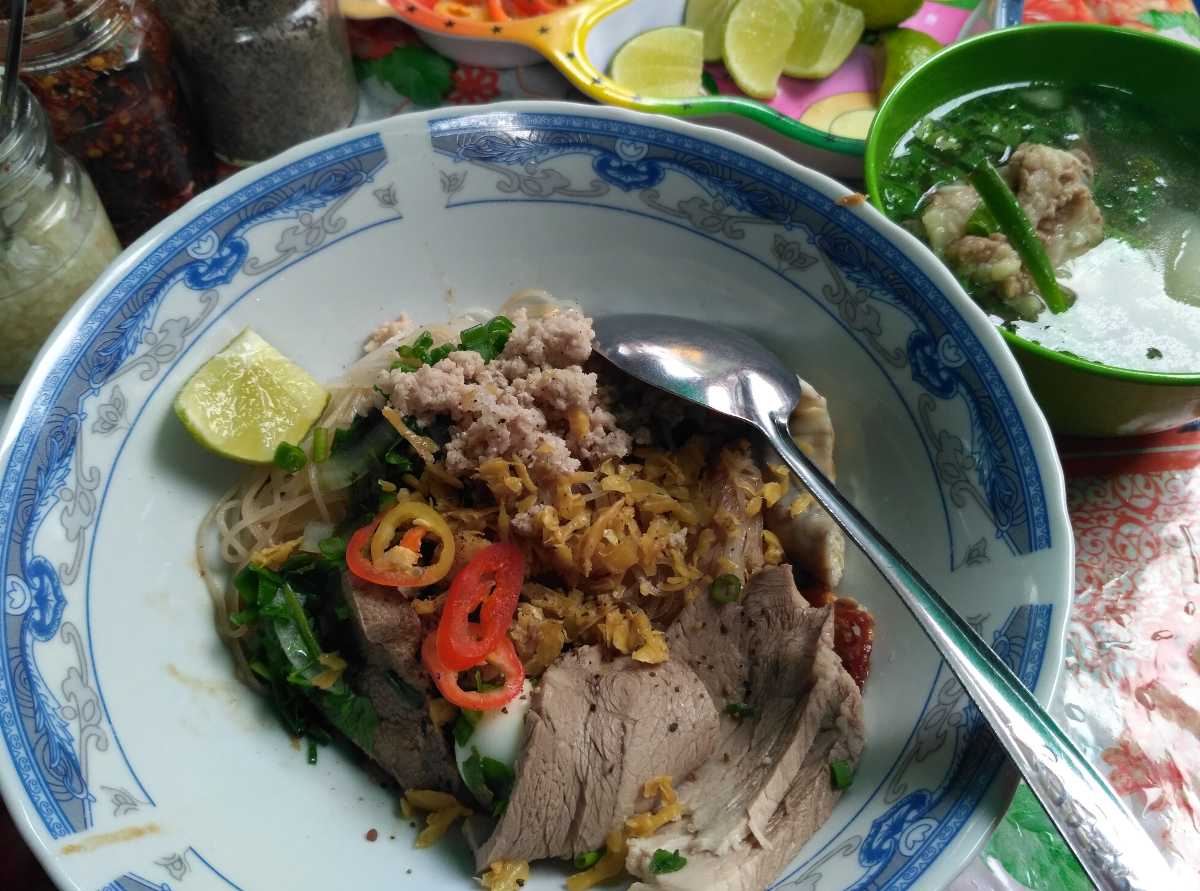
Hủ tiếu Nam Vang Sài Gòn

- Bún chả: Bún chả là một đặc sản của Hà Nội, gần giống với bún thịt nướng của miền Nam. Bún chả Hà Nội có khác biệt là có hai loại chả: thịt lợn nạc được băm nhuyễn, nặn viên, ép hơi dẹt (chả băm), cùng với thịt ba chỉ thái thành miếng nhỏ và ướp (chả miếng), sau đó nướng và thả vào nước chấm có nhiều lát đu đủ, cà rốt trộn chua. Hương vị thịt nướng rất thơm ngon, ăn với bún và rau sống. Bún chả Hà Nội ngày xưa không thể thiếu được chút tinh dầu cà cuống và rau húng Láng.
- Bún thịt nướng thông dụng ở miền Nam, dùng bún khô, thịt lợn nướng và nhiều loại rau thơm cùng giá. Có thể ăn kèm thêm với nem rán, tôm. Dùng với một bát nước chấm sền sệt.
- Bún thịt chó: bún ăn kèm với thịt chó xáo măng hoặc thịt chó nấu nhựa mận.
- Bún mọc: Giò sống (thịt lợn nạc giã nhuyễn) viên với nấm hương hấp chín, thịt chân giò luộc thái mỏng to bản. Bày giò sống và thịt chân giò lên trên, gia thêm chút rau dọc mùng (sơn hà) và chan nước dùng nóng và ngọt vào bát bún.
- Bún nước lèo: nổi tiếng với bún nước lèo Trà Vinh và bún nước lèo Sóc Trăng. Ngoài nước lèo đặc biệt còn có huyết heo, thịt cá lóc nghiền nhỏ, thịt lợn quay và các loại rau giá đa dạng nhưng không thể thiếu giá đỗ sống, bắp chuối thái mỏng và hẹ.

#### Hủ tiếu
Nguyên liệu chính là sợi hủ tiếu. Sợi hủ tiếu là kết hợp giữa cả ba loại sợi bún-mì-phở, có bề ngoài giống hệt sợi cước và rất dai, thơm mùi bột. Sợi này có hai loại: tươi hoặc khô. Loại khô phải trụng nước sôi cho mềm đi, loại tươi chỉ cần chần qua nước sôi. Các món hủ tiếu cũng có hai dạng là chan nước lèo hoặc xào khô. Hủ tiếu thịnh hành ở miền Nam Việt Nam và nổi tiếng là các loại hủ tiếu Nam Vang, hủ tiếu Mỹ Tho, hủ tiếu Sa Đéc hoặc hủ tiếu Sài Gòn. Hủ tiếu thường ăn kèm với giá đỗ sống và các loại rau thơm.

#### Mì sợi

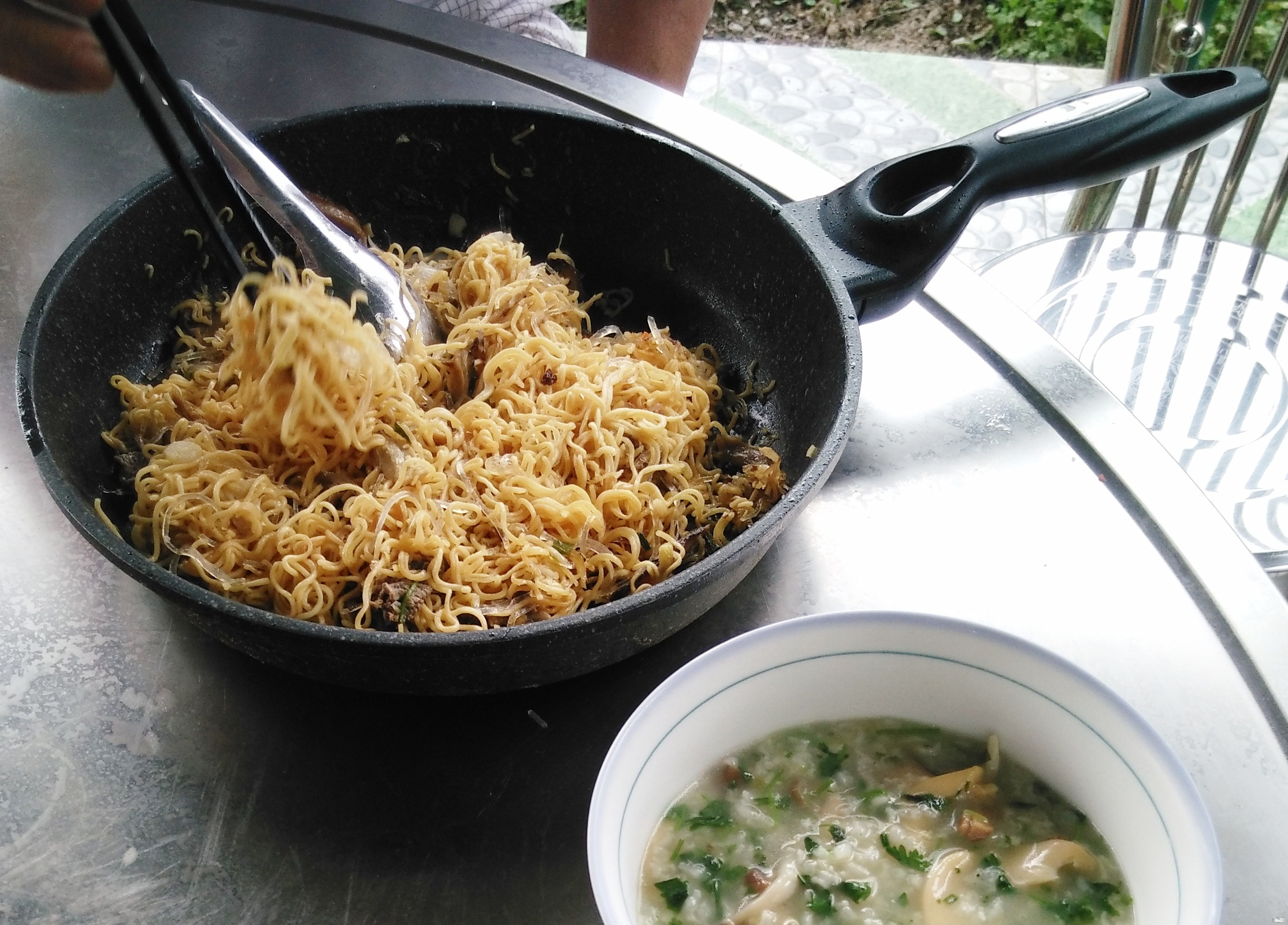
Mì xào mềm

Mì gần tương tự các loại bánh phở, bún khô. Mì thường được ngâm, chần cho mềm trước khi đưa vào chế biến các món dạng:
- Mì xào giòn: mì trứng xào cháy cạnh, trên bày nhiều đồ hải sản, rau và tôm cùng nước gia vị thơm tho.
- Mì xào mềm: mì chần nước và xào, không để cháy cạnh như mì xào giòn. Món mì xào mềm tương tự món phở xào.
- Mì nước: tương tự như phở, bún nước các loại.
- Bánh đa cua (bánh đa đỏ): là một dạng mì nhưng sợi có màu sẫm. Thường chế biến như bún riêu cua, có thể kết hợp với thịt bò tái, tôm nõn. Bánh đa cua là đặc sản nổi tiếng của thành phố Hải Phòng.
- Vằn thắn, sủi cảo: dạng mì nước du nhập từ Trung Quốc với nước dùng có hương vị tôm nõn.

#### Mì Quảng

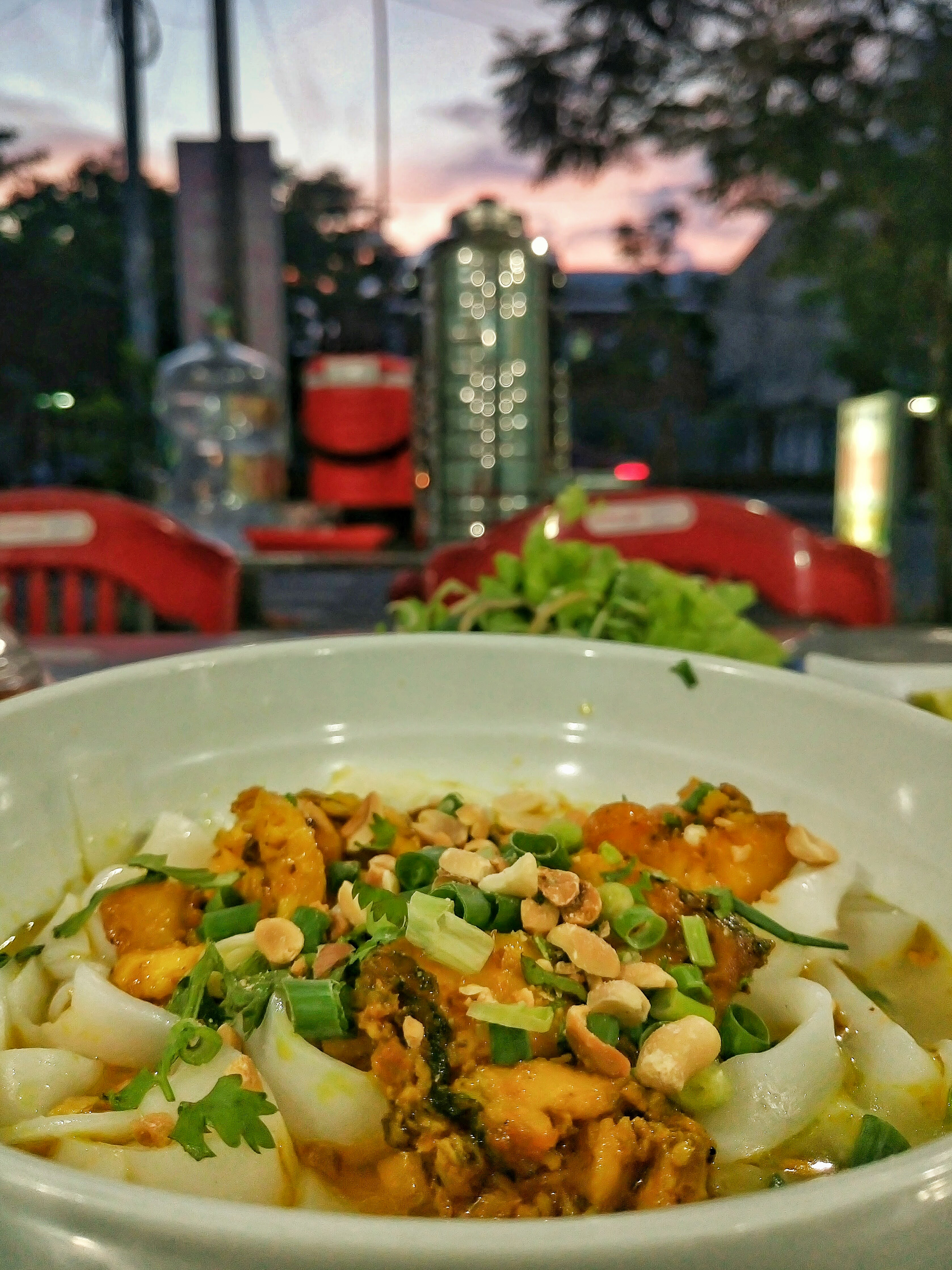
Mỳ quảng cá lóc ở Đà Nẵng

Tương truyền rằng sau cái chết đột ngột của vua Chế Mân, Đệ nhất Hoàng hậu của Chăm - pa là Huyền Trân công chúa lẽ ra đã bị lên giàn hoả thiêu cùng các cung tần, mỹ nữ khác của nhà vua Chiêm Thành theo luật lệ. Nhưng vua Đại Việt lúc bấy giờ đã cho đoàn thuyền của Triều đình đưa bà về Đại Việt. Sau đó bà đi tu chứ không bị lên giàn hoả thiêu hay mất tích trên biển cùng danh tướng Trần Khắc Chung như đã loan tin. Tại làng Dành bà được 32 mẫu "ruộng vàng", bà dạy dân làng dệt cửi, ban lại cho họ 28 mẫu ruộng, trồng lúa Chiêm và làm Mỳ Quảng, từ đó Mỳ Quảng ra đời.
Muốn làm ra một lá mì thơm ngon, đúng chất lượng cần trải qua rất nhiều công đoạn. Đầu tiên là vo gạo sạch rồi ngâm trong nước một thời gian nhất định. Sau khi gạo mềm, sẽ đưa vào cối để xay vài lần sẽ cho ra bột. Sau đó đưa bột vào lò tráng mì đang nổi lửa sẵn. Tiếp đến tráng đều 2 lớp bột trên khuôn. Tiếp tục, chờ cho mì chín vừa tới thì vớt ra, nếu để lâu lá mì sẽ dính vào nắp nồi. Mì tráng xong vớt ra vỉ gọi là mì lá. Nếu muốn làm Mì Quảng thì cần thái mỏng bằng dao hoặc máy thái mỳ thành từng sợi nhỏ.
Nước dùng được pha chế từ loại nhân mà ta dùng. Có rất nhiều loại nguyên liệu có thể dùng làm nhân Mì Quảng: vùng nhiều tôm cua sẽ làm mì tôm cua, mùa mưa sẽ làm mì ếch, hoặc có thể làm từ thịt heo, thịt bò nhưng loại nhân truyền thống nhất vẫn là từ thịt gà. Vì vậy, mùi vị của nó sẽ phụ thuộc vào nhân mì đã chọn.Nước dùng đi kèm với tô mì thường rất cô đặc, ít nước. Thường thì sẽ cho dầu phi củ nén và màu điều vào nồi nước dùng này để trong hấp dẫn hơn. Để cho tô mì thêm đậm đà thì cũng không thể thiếu 1 chén nước mắm tỏi ớt rưới lên tô mì khi ăn.
Rau dùng cho Mì Quảng là những loại rau có mùi vị đặc biệt, gồm cải con (tức là cải vừa nhú mầm), rau húng, xà lách, và đặc biệt là phải có hoa chuối thái mỏng. ngoài ra còn có các loại phụ liệu không thể thiếu là hành lá, ớt xanh, bánh tráng gạo mè, chanh, nước mắm ớt được làm từ cá cơm (dùng để nêm thêm cho vừa khẩu vị của từng người) và đậu phụng rang giã nhỏ.

#### Miến

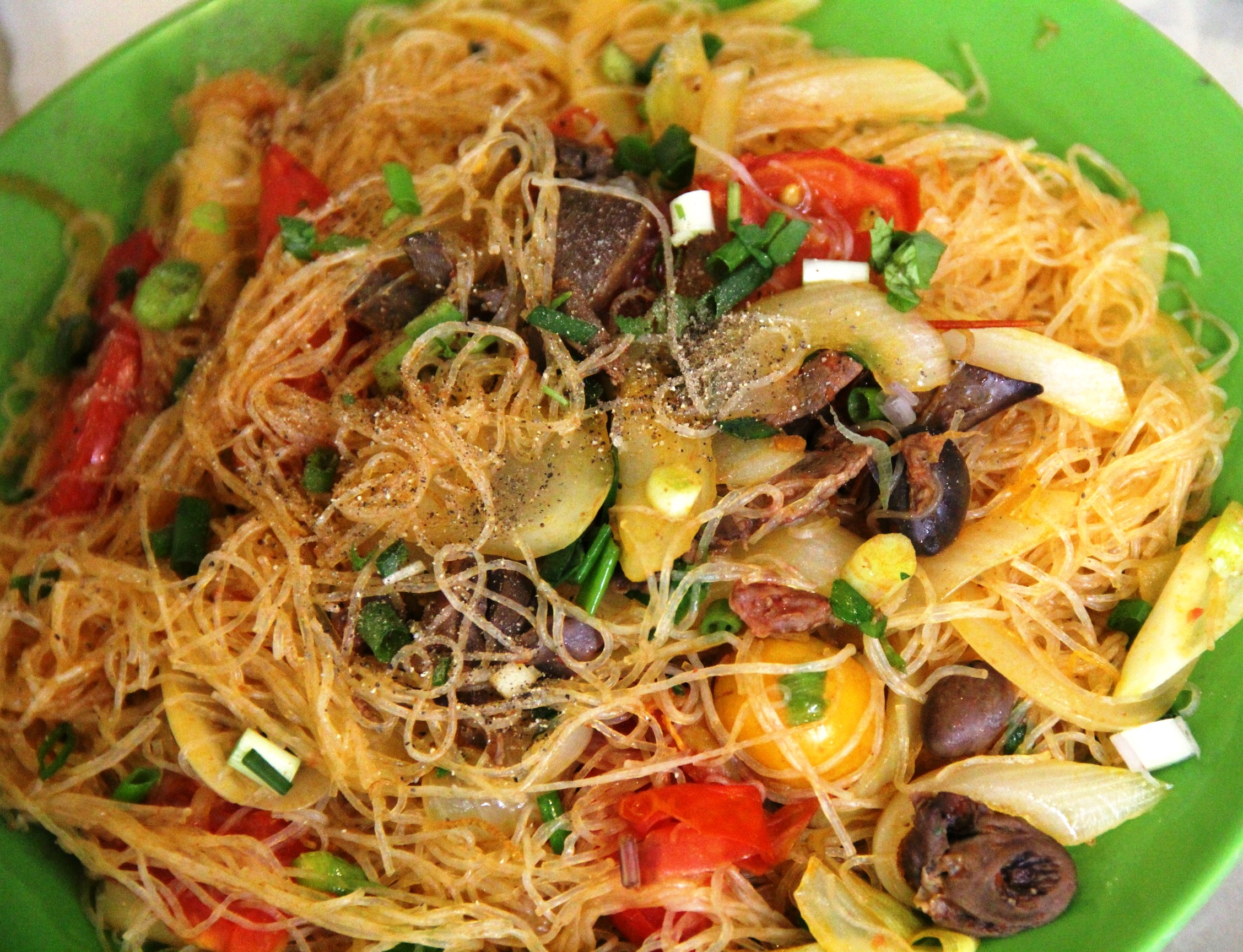
Miến xào lòng gà

Miến thường làm dạng sợi bằng nguyên liệu là củ dong riềng, bột đao. Cách chế biến miến để ăn tương tự như các món bún nước hay phở. Trong ẩm thực người Việt thường có các món miến xào hoặc miến nước khá phổ thông sau: Miến xào lòng gà; Miến xào rau cần; Miến xào mộc nhĩ, nấm hương, thịt bò; Miến lươn nước với lươn tươi hoặc khô chiên rắc lên trên bát miến, gia chút rau răm, trút nước dùng và ăn nóng (nổi tiếng ở Nghệ An); miến xào hến ăn kèm với bánh đa nướng; miến lươn xào; miến lòng gà (nước).

### Lẩu
Lẩu có thể coi là một biến thể của các loại mì nước hoặc món ăn mà ngày trước được gọi bằng tên hổ lốn (hay hẩu lốn) Việt Nam. Tuy nhiên, với nhiều loại gia vị, rau, nấm, măng, khoai sọ, thịt, thủy sản và các dạng nước dùng chuyên biệt, lẩu được coi là một trong những món ăn mà tính phong phú của nó khiến khó có thể liệt kê đầy đủ. Có thể có các dạng lẩu mắm (dùng các loại mắm cá rã thịt trong nồi để nấu nước dùng, ăn với nhiều loại rau vườn và rau rừng), lẩu dê, lẩu hải sản, lẩu thập cẩm, lẩu gà (thường đi kèm rau ngải cứu),... và có nhiều loại lẩu từ Trung Quốc, Thái Lan) du nhập vào Việt Nam.
Nồi nước dùng ninh ngon ngọt luôn nóng rẫy được đặt trên bếp nhỏ giữa bàn ăn, khi ăn thực khách gắp các loại rau, hải sản, thịt nhúng vào nồi, để chín kỹ hoặc chín tái tùy thích và gắp ra ăn. Nồi lẩu thường trở thành một món ăn chủ lực trong một bữa tiệc với nhiều người tham gia.

### Món nem, cuốn

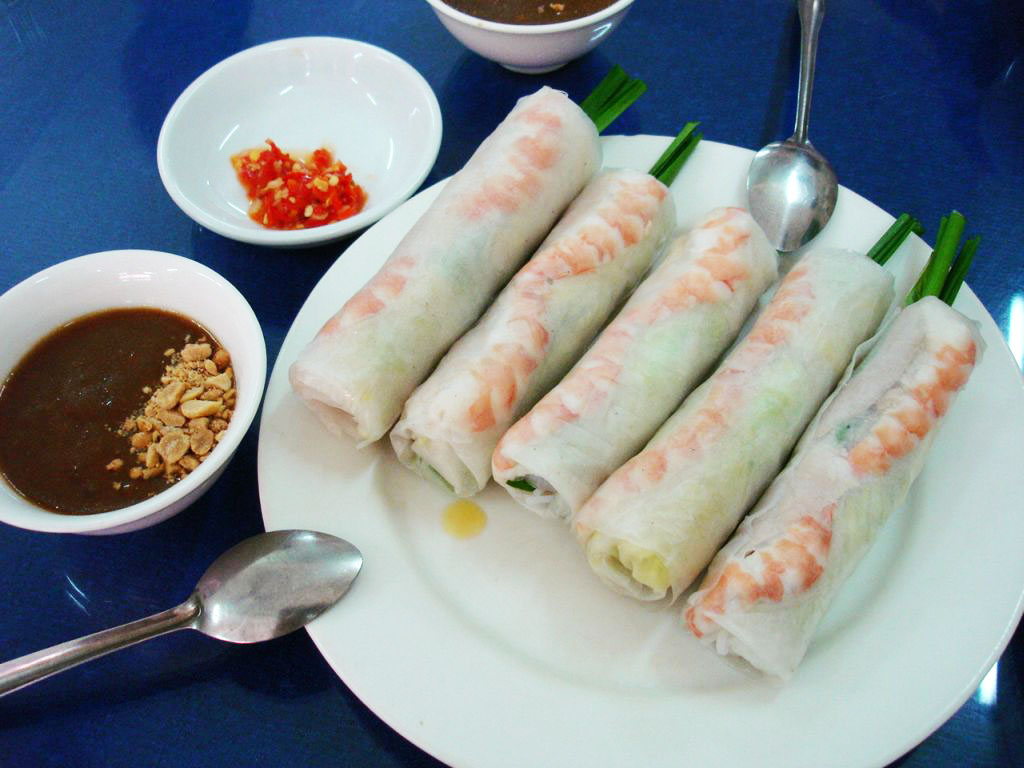
Gỏi cuốn

Các món cuốn thường sử dụng lá nem hoặc một loại lá thơm nào đó (như lá lốt, lá cách, lá mắc mật,...) cuộn nguyên liệu bên trong. Có thể nướng, rán hoặc ăn sống tùy loại.
- Nem rán – món ăn với các loại nhân bằng thịt lợn, giá đỗ, cua, tôm, mộc nhĩ, su hào, trứng và một số thành phần khác được cuộn trong bánh đa nem, hay bánh tráng theo tiếng miền Nam. Bánh đa nem thường được làm ẩm trước khi cuốn bằng cách đặt lá bánh lên trên một cái khăn ẩm, hoặc lau qua bằng dấm thanh. Nem được rán nhỏ lửa đến khi chín vàng. Nem rán biểu hiện khá toàn diện các tinh chất của thực phẩm Việt Nam bởi vì chúng có nhiều loại và được làm từ nhiều thành phần. Nem cua bể, chả giò rế là những loại nem khá được ưa chuộng.
- Gỏi cuốn cũng là một món ăn kiểu cuộn của Việt Nam, được cuốn bằng bánh đa nem với nhân tôm, rau thơm, miến, thịt bò, chuối xanh, dứa thái con chì và các thành phần khác và chấm bằng nước chấm hay tương. Theo các bà nội trợ Hà Nội, chấm gỏi cuốn không thể thiếu được một chút rượu nếp cái trong bát nước chấm.
- Nem tai, nem bì: Bì, tai lợn trộn thính. Gắp từng chút bì, tai lợn v.v. vào giữa bánh đa nem cùng với một số loại rau như lá sung, lá đinh lăng, lá mơ lông v.v. và cuộn lại, chấm nước chấm có vị chua ngọt dịu.
- Nem chua: Được làm ở nhiều tỉnh thành tại Việt Nam

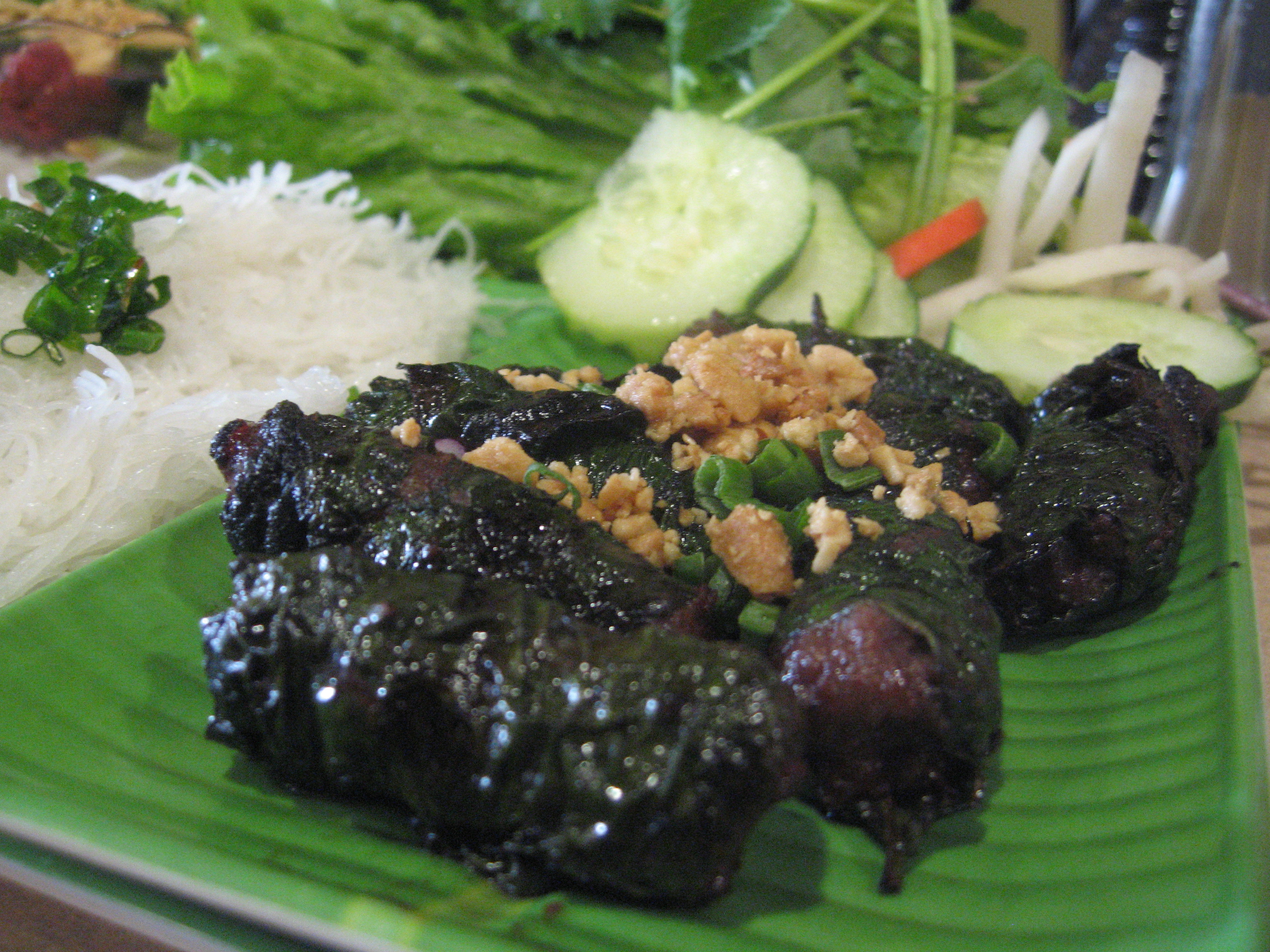
Bò nướng lá lốt ăn kèm bánh hỏi

- Bò bía: có gốc Trung Hoa, gồm củ cải và cà rốt hấp, lạp xưởng, trứng thái nhỏ, và tôm khô xào tất cả được cuộn trong bánh tráng thường được chấm với tương đã pha chế.
- Cá cuốn: Cá tươi cuốn với hành tươi và nhiều loại thực vật khác như lá sung, lá đinh lăng, chuối xanh, quả sung, thìa là, dứa, bún cuốn lại với bánh phở cuốn. Nhiều khi thực khách có thể ăn cá tươi thái lát sống, hoặc những con cá nhỏ còn bơi trong chậu và gọi là các món gỏi cá.
- Bò cuốn lá lốt: không hoàn toàn là nem cuốn, nhưng có nhân thịt bò xay với chút tỏi, ướp và cuốn vào lá lốt, rán hoặc nướng lên. Các biến thể khác của nó là các món chả rán như chả xương sông, chả lá lốt dùng thịt lợn.
- Nem lụi hay nem nướng: Một món thịt cuốn đặc biệt của ẩm thực miền Trung Việt Nam, có màu đỏ và hương vị riêng biệt. Nem lụi được nướng bằng xiên, khi ăn thường cuốn chung với bánh tráng, rau sống, khế, chuối chát, chấm vào một loại nước chấm đặc trưng được nấu bằng nếp và thịt heo xay nhuyễn. Có nhiều dạng xiên nướng rất đặc biệt như có thể dùng dóng mía để xiên.

### Nộm (gỏi)

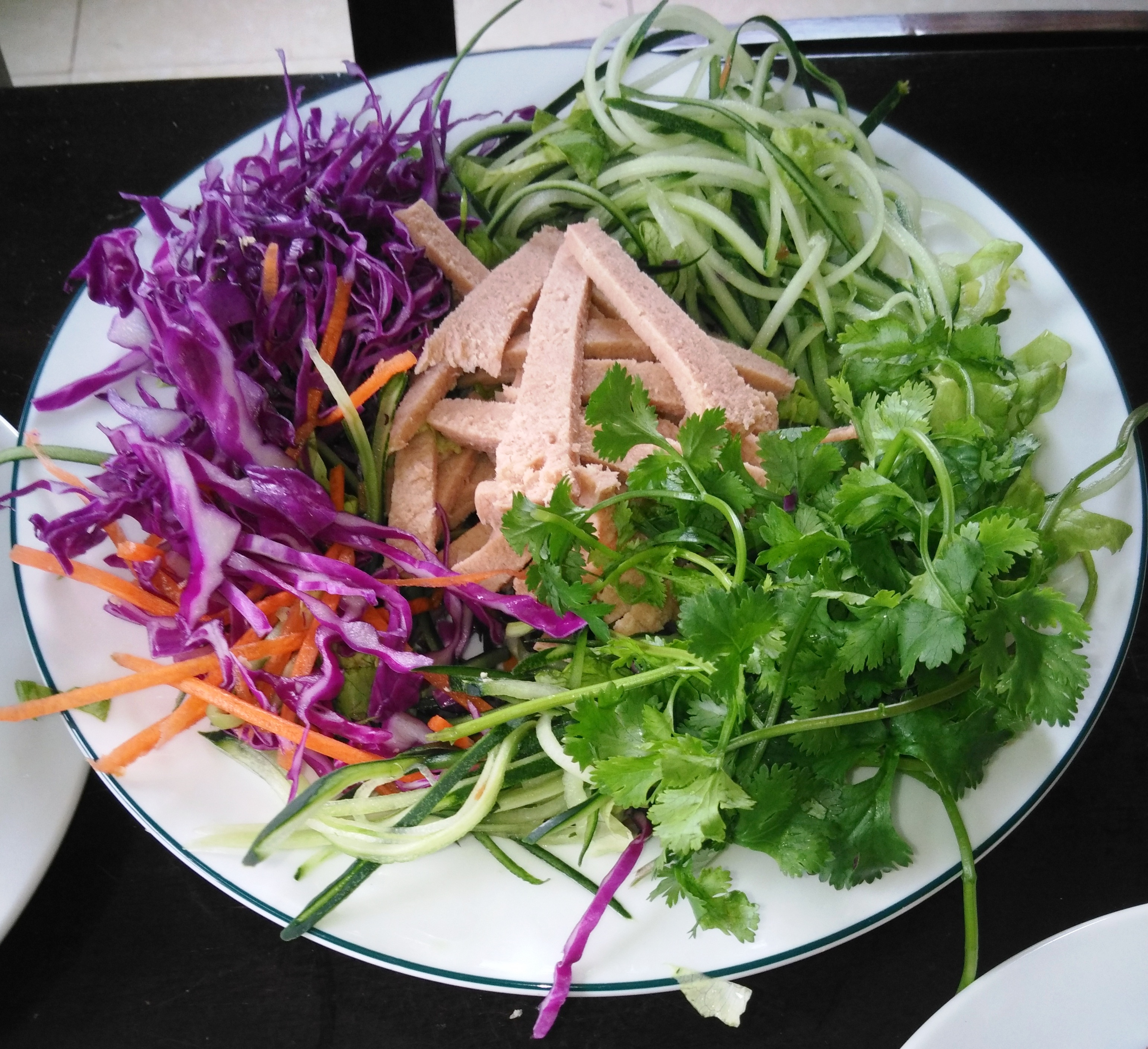
Một món gỏi trộn

Các món nộm thường trộn với nguyên liệu chính một loại rau, củ, quả kết hợp với các loại rau thơm, phối trộn cùng nước mắm, muối, dấm, đường, tỏi, ớt và rắc lạc rang giã dập:
- Gỏi đu đủ: đu đủ thái lát, tôm, thịt lợn, rau thơm chấm vào nước chấm có pha nhiều dấm.
- Gỏi Huế rau muống: một kiểu gỏi có nguồn gốc từ Huế, nhân có rau muống.
- Gỏi gà xé phay: gà xé trộn chung với rau răm, hành tây, nước mắm, chanh, đường, tiêu...
- Nộm khô bò: một món quà đặc biệt phổ biến ở Hà Nội, làm từ đu đủ, thịt bò khô, rau thơm, nước mắm, dấm, đường, tỏi, ớt.
- Nem chạo, nem tai: bì lợn hoặc tai lợn thái chỉ, thịt mỡ thái hạt lựu trộn với thính, ăn cùng lá (hoặc quả) sung, lá đinh lăng v.v.
- Nộm hoa chuối: hoa chuối thái ngang mỏng, ngâm chút dấm và muối cho trắng trước khi làm nộm.
- Nộm sứa khô: Thịt sứa sau khi rã mặn, chần qua nước sôi khoảng 1 phút sau đó vớt ra. Gạo rang xay bột, rau thơm các loại, chanh, đường, muối, ớt nêm vừa ăn. Trộn tất cả với nhau. Ăn kèm lá sung. Có thể pha nước chấm mắm tỏi ớt tùy khẩu vị từng người. Chủ yếu là chất xơ nên rất phù hợp cho người mắc bệnh béo phì.

### Các món thịt

#### Kho, rang

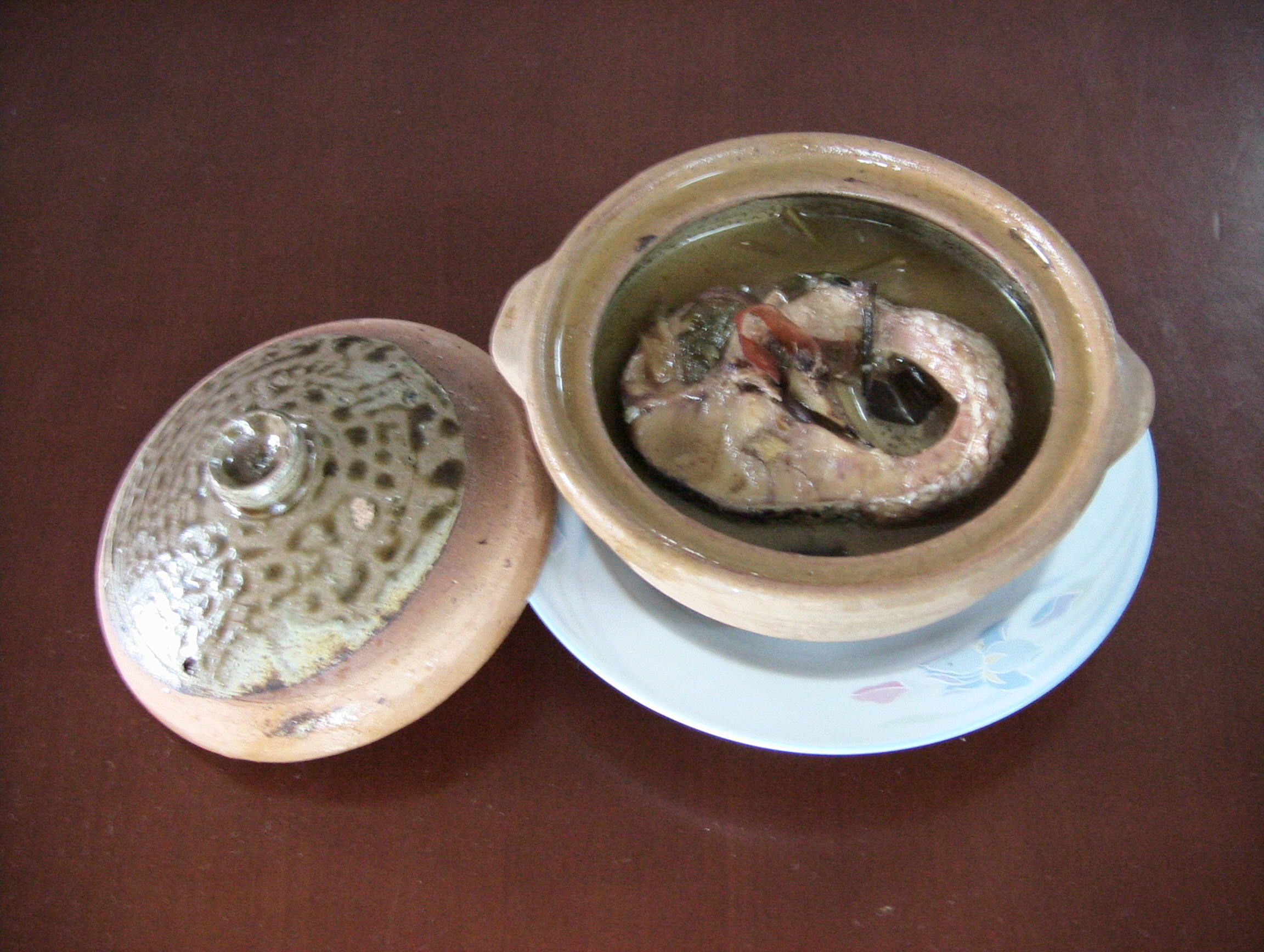
Cá kho tộ

Thịt, cá kho: Món kho là sự sử dụng một số loại thịt cá thông dụng, ướp tẩm gia vị, rang qua hoặc rán sơ sau đó đổ nước xăm xắp và đun khoảng 1 tiếng cho cạn nước. Đây là món ăn dân dã trong các gia đình Việt Nam. Thịt lợn kho (thường là thịt mỡ hoặc nửa nạc nửa mỡ) kho với nước mắm, hạt tiêu, hành. Có thể kho thịt với dừa xắt nhỏ, hoặc phối trộn với trứng, đậu kho chung làm món kho Tàu. Cá thường kho với riềng, trám. Nếu là loại cá biển người ta hay cho một chút nước chè cho thịt cá rắn lại, còn nếu là cá nước ngọt hay kho với nước hàng (làm bằng đường thắng) để lấy màu nâu sẫm.
Các món rang (không phải phương thức rang như các loại hạt: lạc rang, vừng rang) thường là thịt gà, tôm, cua,... được đảo với nước mắm, muối tương đối mặn, khô.

#### Giò
Là dạng thịt (thịt lợn, thịt bò) còn tươi nóng hổi đem giã nhuyễn, trộn gia vị, bó tròn và đem luộc. Tuy nhiên giò có nhiều dạng biến thể, nổi tiếng có giò lụa (chả lụa) làm từ thịt lợn nạc và nước mắm; giò bò làm từ thịt bò, hạt tiêu, thì là; giò thủ làm từ thịt thủ và mộc nhĩ, hạt tiêu (món này thường xào xong rồi mới ép chặt); giò hoa dùng thịt và trứng; giò sống là loại thịt lợn giã nhuyễn nhưng không đem hấp hay luộc mà để nặn viên cho vào các món canh, bún.

#### Chả
Chả dùng các loại thịt (có thể là thịt lợn, cá, tôm, cá mực tươi) băm hoặc giã nhuyễn, trộn gia vị và nướng hoặc hấp chín. Chả có các loại đặc biệt: chả quế, chả cốm (cho cốm lẫn với giò sống, hấp chín), chả mực, chả cá (cá quết nhuyễn, gia rau thì là và ép dẹt nướng hoặc hấp), chả bò, chả trái quất (viên chả thành viên nhỏ như quả quất, phết lòng đỏ trứng ra ngoài hấp chín sau đó đem nướng). Một số biến thể của món bò cuốn lá lốt cũng được gọi là các món chả như chả xương sông, chả lá lốt dùng thịt lợn. Chả tương đối khó chế biến ở khâu gia vị, bởi nếu thiếu gia vị và thiếu độ dẻo cần thiết, chả sẽ biến thành "xúc xích".

#### Thịt quay

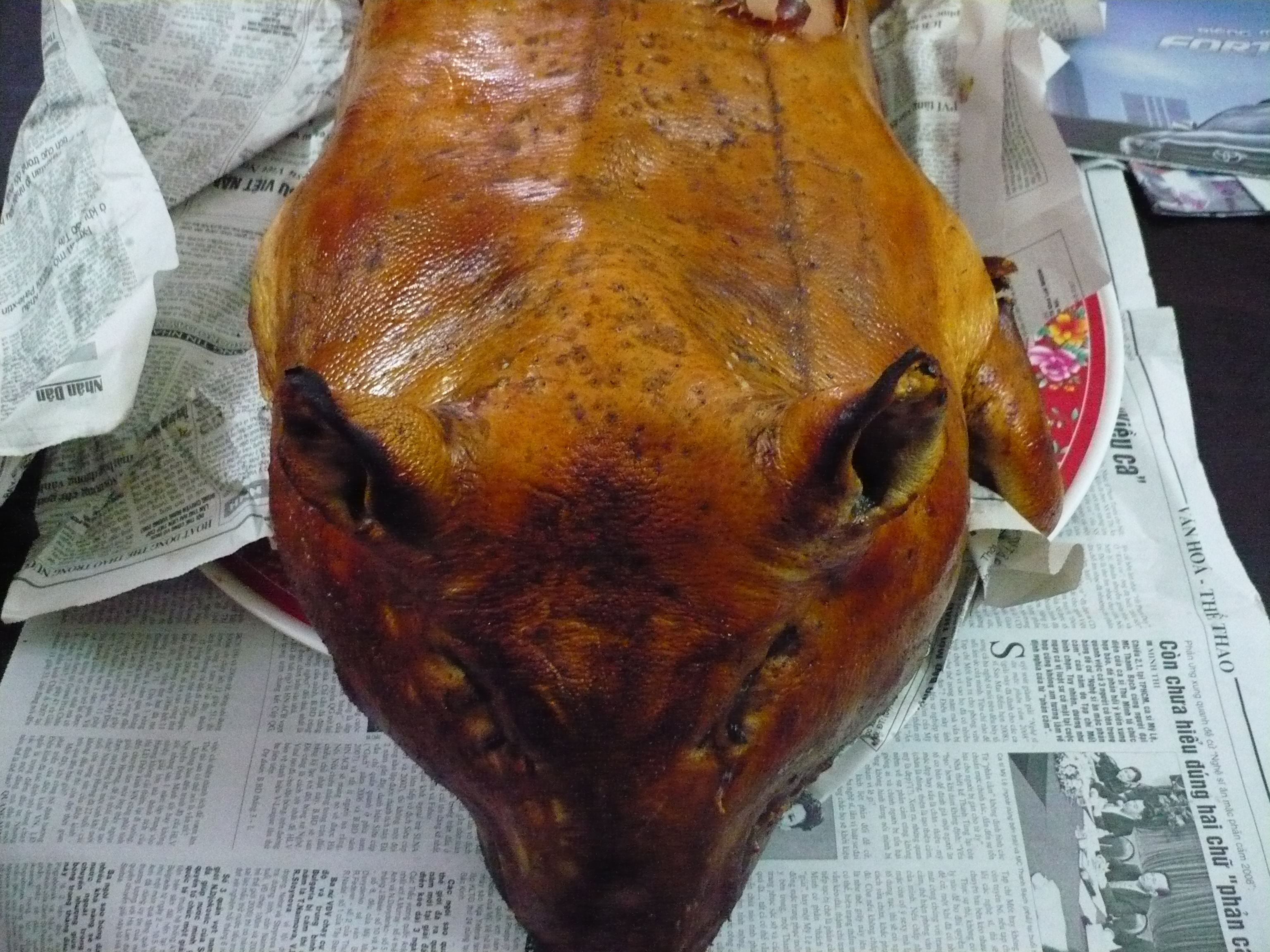
Heo quay nguyên con

- Thịt heo quay: thịt lợn để nguyên con nướng chín bằng than hoặc chặt miếng, xăm lỗ chỗ trên bề mặt bì và rán trong chảo. Ở miền Bắc lợn sữa quay là một đồ sính lễ thường dùng trong đám ăn hỏi.
- Thịt vịt quay: vịt để nguyên con quay chín trong chảo mỡ sôi. Nổi tiếng là món vịt quay dạng Quảng Đông hoặc Vịt quay nhồi lá mác mật Lạng Sơn.

#### Tiết canh
Tiết canh là món tươi sống làm từ tiết lợn, tiết vịt, tiết ngan (đôi khi có cả tiết chó, tiết chim, tiết cua bể) đã được hãm cho khỏi đông, kết hợp với sụn, thịt băm nhỏ để kết đông sản phẩm. Ăn kèm lạc rang tách vỏ, hạt tiêu, ớt, rau thơm và thậm chí, nó có thể ăn với lòng lợn luộc. Có hai dạng biến thể của tiết: hoặc hoàn toàn tươi sống, hoặc có chần qua nước sôi một chút. Món tiết canh thường được các cơ sở y tế khuyến cáo vì có thể truyền nhiều thứ bệnh và ký sinh trùng như dịch tả, giun, sán, bệnh dại,...

#### Dùng phụ gia để làm chín

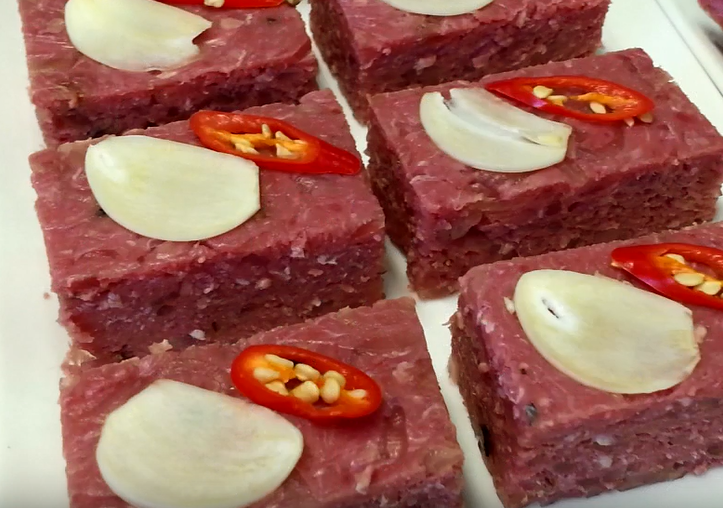
Nem chua tỏi ớt

Các nguyên liệu có thể làm chín thịt động vật có thể gồm: thính, phèo (chất sữa trong ruột non của lợn), nước cốt chanh. Các món thường thấy là nem chua: thịt xay hoặc giã nhuyễn trộn bì (da heo thái sợi) và hạt tiêu đen hoặc ớt cắt lát, bọc ngoài bằng lá chuối, lá ổi hoặc lá chùm ruột để vài ngày sẽ lên men chua tự nhiên. Nem bì dùng thịt đầu hoặc tai heo, trộn chung với thính, củ riềng thái sợi và hạt mè, gói trong lá chuối hoặc là ổi cũng để lên men chua tự nhiên. Thịt chua dùng thịt lợn lửng thái mỏng, trộn thính, để trong lọ hoặc ống tre, trúc. Các món này thường được ăn kèm với tỏi.

#### Các loại thịt đặc biệt

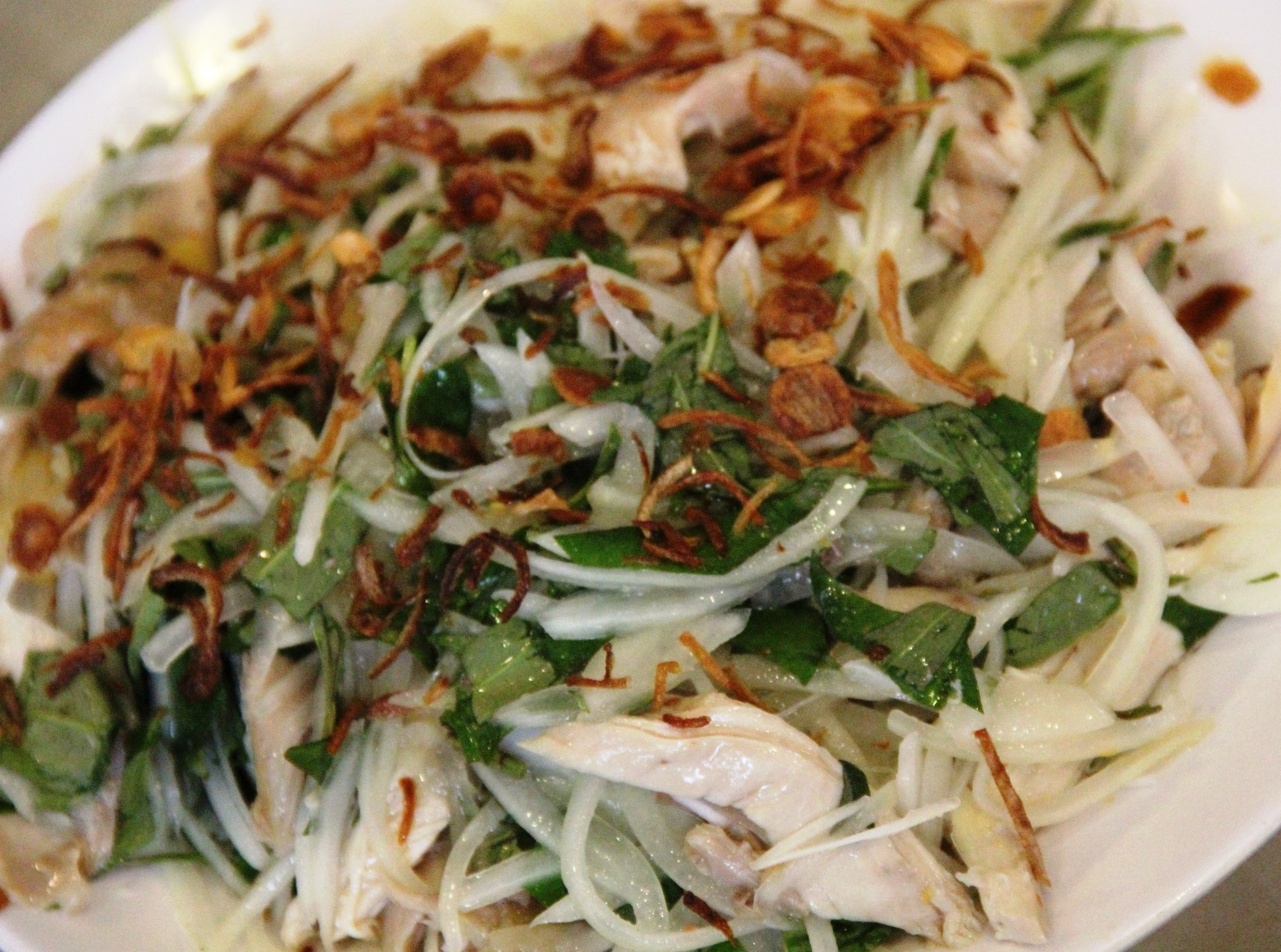
Thịt gà xé phay bóp lá chanh

- Thịt bò: được làm rất nhiều dạng thức, trong đó nổi tiếng có thịt bò lúc lắc (thịt bò cắt thành từng miếng vuông nhỏ đem ướp rồi xào lên, ăn với hành, rau sống và cà chua. Ăn với cơm. Đây cũng là một món ảnh hưởng từ Pháp); thịt bò bảy món; thịt bò sốt vang (thịt bò ướp gia vị hầm, thường rất cay và nóng, ăn nóng với bánh mì). Những món thịt bò non (thịt bê) rất ngon, mềm và ngọt thịt, thường được hấp chín hoặc xào tái.
- Thịt gà: gà xé phay, gà xả (có thể dùng thịt lợn, thịt bò hay những loại thịt khác trộn sả), gà tần, gà quay, gà rút xương bỏ lò v.v.
- Thịt vịt: vịt nấu cam, vịt dấm ghém, vịt om sấu, vịt quay, vịt tiềm.
- Thịt dê: có thể làm 5, bảy món. Nổi tiếng là các món thịt dê núi Ninh Bình ở các khu du lịch Ninh Bình.
- Thịt chó: thường làm 5, 7 hoặc 8 tám món, thịnh hành là bảy món. Nổi tiếng là thịt chó Nhật Tân (Hà Nội), thịt chó Vân Đình (Hà Tây cũ), thịt chó Việt Trì. Các món thông dụng gồm chả chó, dồi chó, xáo chó, nhựa mận, thịt chó hấp, chân chó hầm.
- Thịt rắn, dúi, thỏ, cầy hương, lươn, rùa, ba ba,... ít thông dụng, thường chế thành các món đặc sản.

### Các món muối

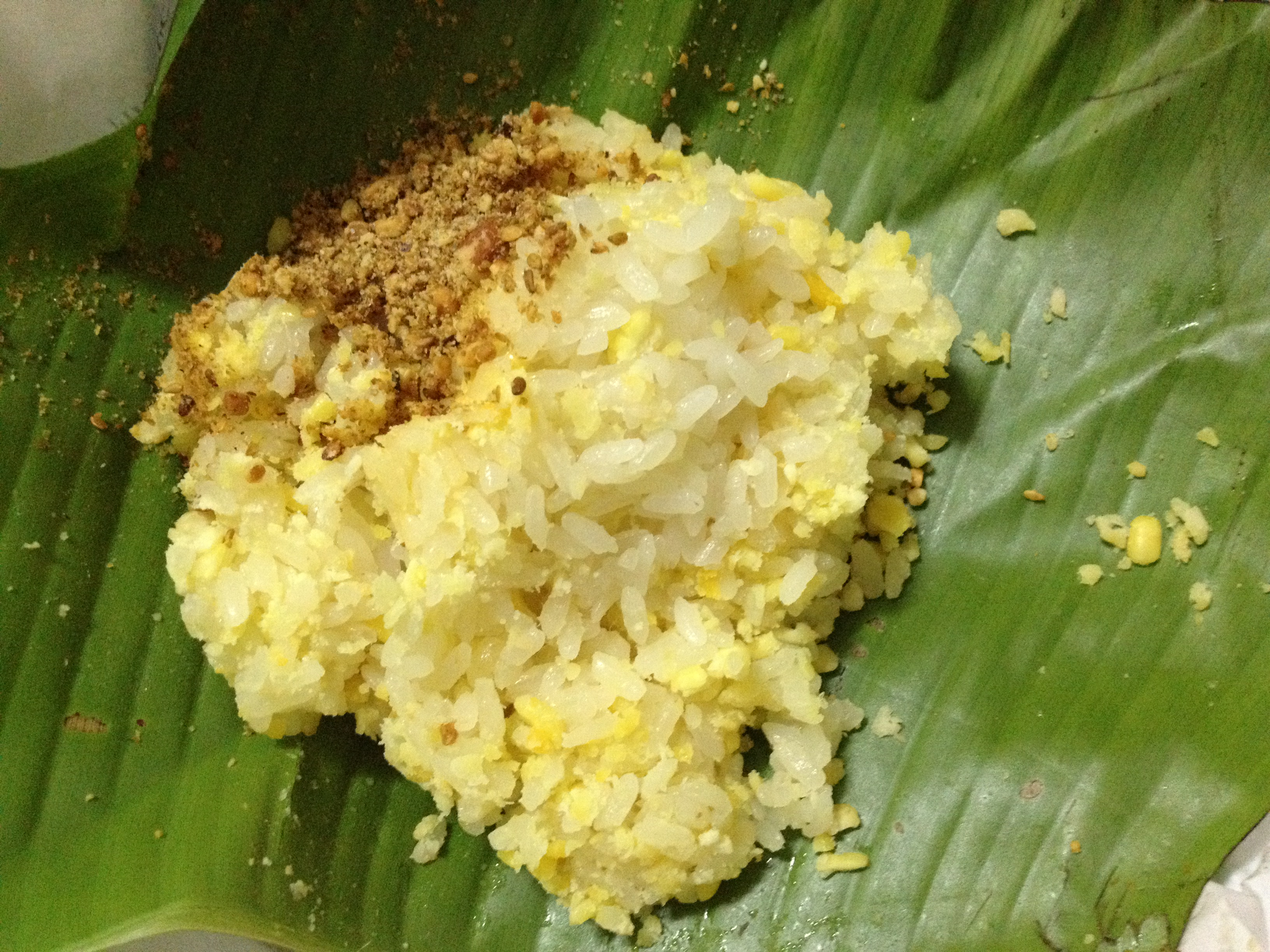
Xôi đỗ xanh ăn kèm muối vừng

Các món đồ khô trộn muối thường dùng để ăn trường kỳ trong gia đình như:
- Ruốc thịt, ruốc cá: rang thịt (cá) với nước mắm mặn, giã bông, tơi và khô.
- Khô cá muối, mực muối: cá (thường dùng cá hố, cá nục, cá trích...) hoặc mực ống muối mặn và phơi khô, khi ăn có thể kho kẹo với gia vị hoặc nướng.
- Muối lạc, muối vừng (mè), muối sả: rang lạc, vừng, đậu tương hoặc xào sả riêng biệt hoặc hỗn hợp các thành phần trên, rang muối thật khô sau đó giã nhỏ mịn cùng nhau.
- Mắm

Các món muối lạc, muối vừng, ruốc, sả nói trên trước kia thường xuyên được sử dụng trong mâm cơm gia đình như một trong những món ăn. Tuy nhiên, hiện nay các món này hầu như chỉ còn được xem như một thứ gia vị, phụ gia cho các món ăn khác. Ruốc có thể ăn kèm với cháo, xôi, bánh mì. Muối lạc, muối vừng để chấm các món rau luộc như quả su su luộc, măng tươi luộc, hoặc ăn kèm với cơm nắm.

### Các món rau

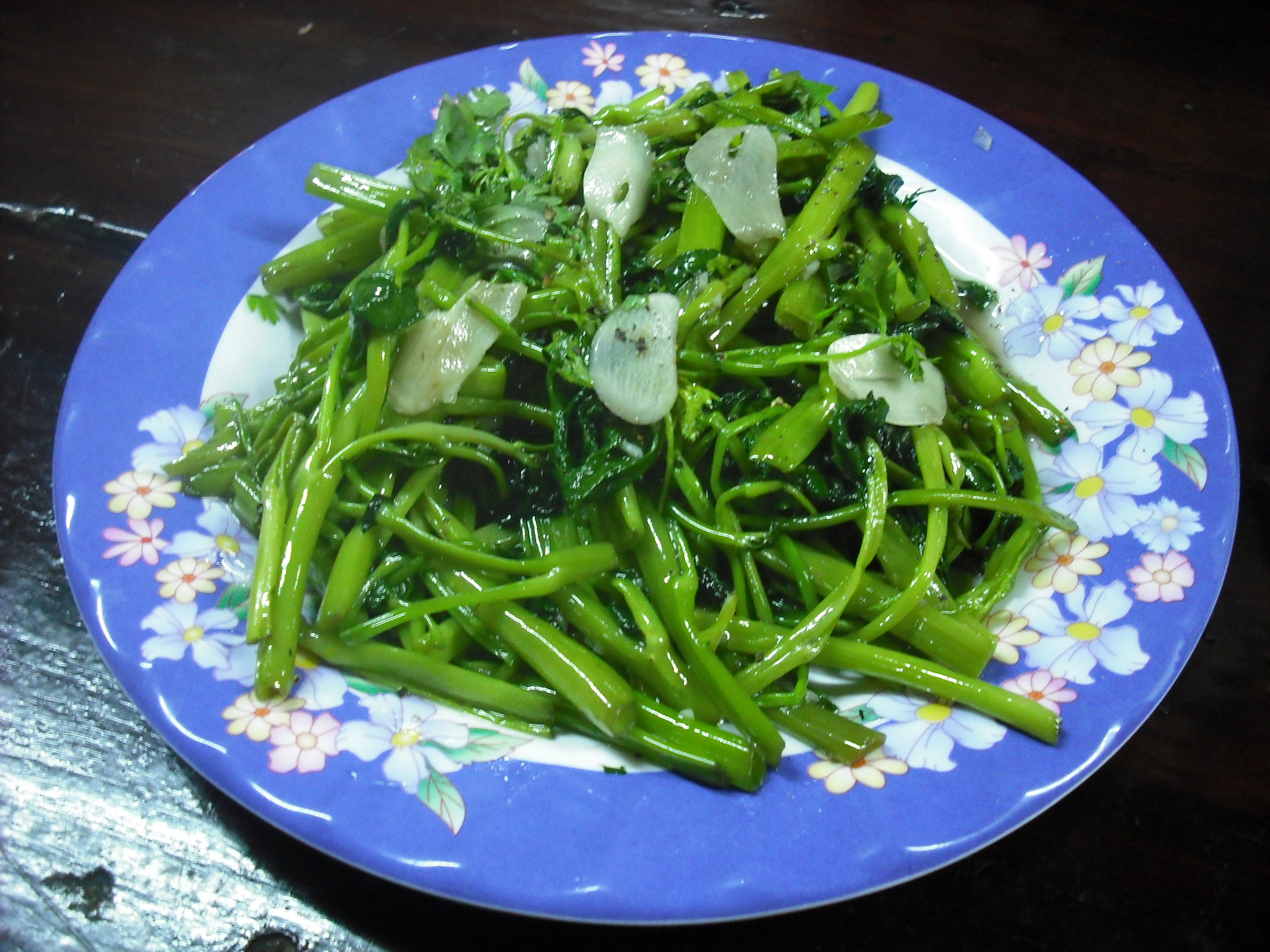
Rau muống xào tỏi

Các món rau và canh rất thịnh hành trong ẩm thực của người Việt. Nhiều loại rau, củ, quả được sử dụng để làm món luộc, xào, ăn sống và các món canh như rau muống, rau dền, rau rút, khoai sọ, khoai môn, quả đu đủ xanh. Ngoài ra, các loại bông như bông bí, bông mướp, bông súng, điên điển, thiên lý, so đũa... hoặc các loại lá cây như lá đinh lăng, lá xoài, ổi non cũng có thể dùng trong các món ăn Nam Bộ.

#### Rau
- Rau sống: rau thơm các loại (rau húng thơm, rau húng lũi, rau húng chó, tía tô, kinh giới, dọc hành v.v.), xà lách, lá sung, lá đinh lăng, lá cách, rau cải non, rau má, rau tần ô, bông điên điển, cà chua v.v.
- Nộm rau: các loại rau củ quả phối trộn với dấm, đường, tỏi, ớt và lạc rang giã dập.
- Xa lát rau: các loại rau củ quả trộn với dầu ăn và dấm, ví dụ Xa lát Nga
- Rau chần: giá đỗ chần, dọc hành chần, cải cúc chần, rau cần chần v.v.
- Rau luộc: rau muống luộc, rau rền luộc, củ cải luộc, cải thảo luộc, v.v.
- Rau xào: rau muống xào, rau câu xào, xu hào xào v.v. thường kết hợp xào với các loại thịt động vật.
- Rau nướng: khá thịnh hành ở miền Nam các loại đậu bắp nướng, rau muống nướng v.v.
- Rau củ rán: cà tím tẩm bột rán, nấm rơm tẩm bột rán, khoai tây chiên.
- Rau nấu: có thể dùng các loại rau, củ, quả để nấu thành canh, súp, hoặc nấu chung với lẩu.

#### Dưa muối

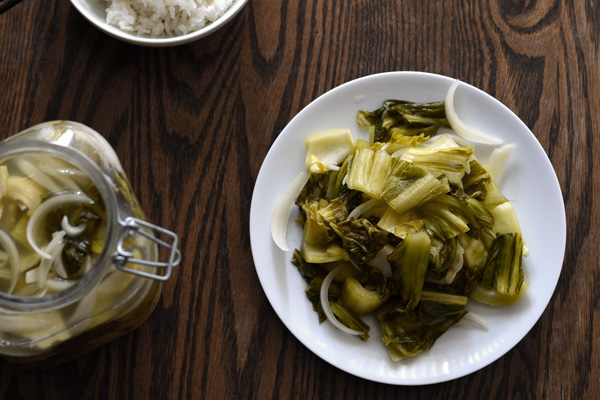
Dưa cải muối chua

Các món dưa muối rất phổ biến trong ẩm thực Việt Nam với rất nhiều dạng. Tính chất thông dụng và đa dạng của các món dưa muối Việt Nam có thể tự hào sánh ngang với những món kim chi Triều Tiên.
Rau củ quả được muối chua theo hai phương thức: muối xổi để ăn ngay hoặc muối chua để sử dụng lâu dài. Rất nhiều loại rau (rau cải, dọc mùng (cây bạc hà), bông điên điển, ngó sen, súp lơ, bắp cải, cà rốt,...), các loại củ (củ sen, củ cải trắng, củ xu hào, hành củ, củ kiệu) các loại quả (cà pháo, cà bát, cà tím, quả sung) được sử dụng làm món dưa muối chua. Và ở miền Trung còn có món dưa nhút nổi tiếng muối từ múi và xơ mít xanh.

### Canh

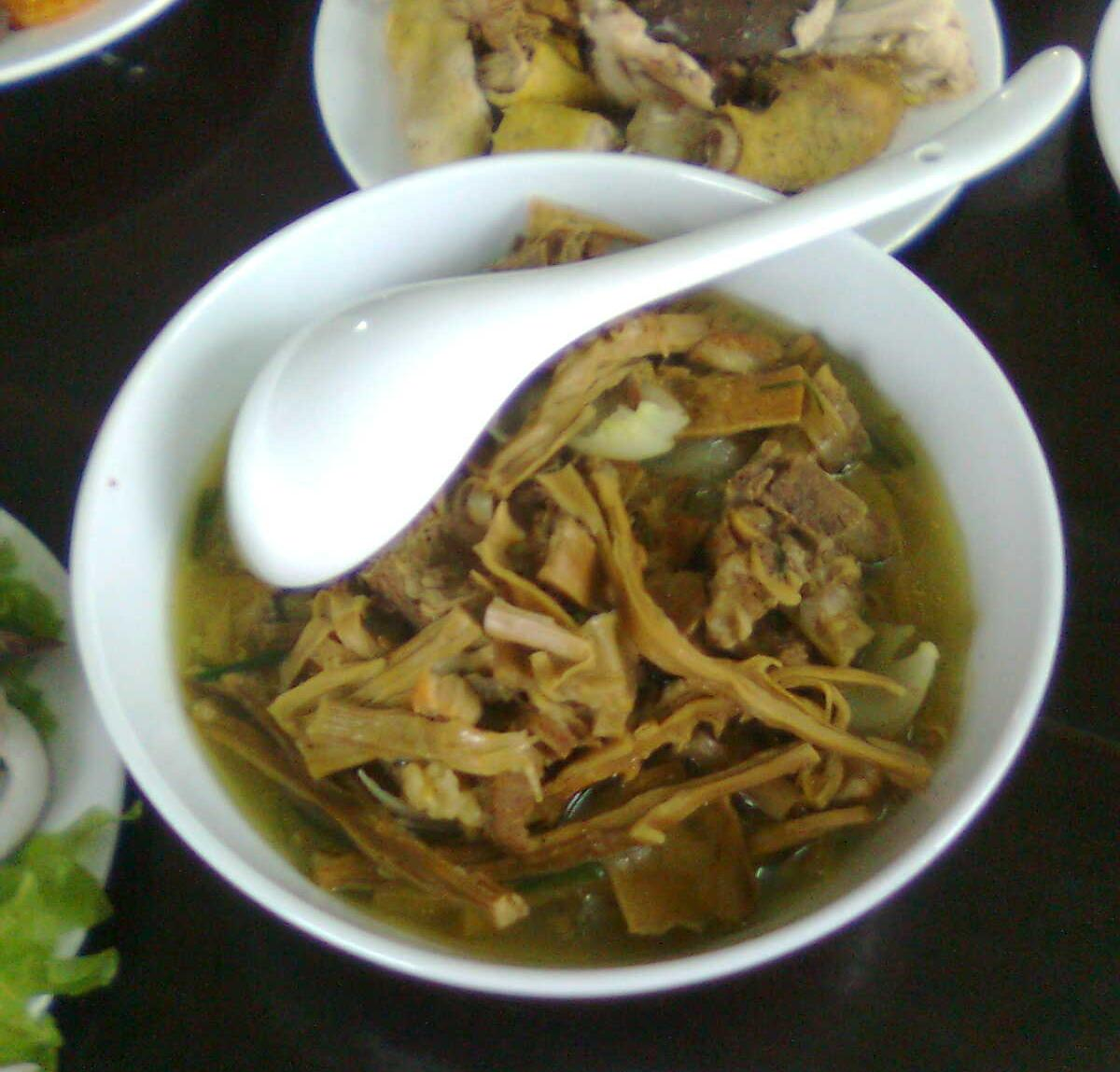
Tô canh giò heo hầm măng trong bàn thức ăn

Ẩm thực Việt Nam sử dụng nhiều loại canh. Từ bữa ăn gia đình thông thường đến các bữa tiệc, canh luôn là một trong số các món ăn cơ bản không thể thiếu. Các loại canh cơ bản thường có:
- Nước luộc: nước rau muống luộc vắt chanh, nước rau cải bắp luộc cho gừng, nước thịt luộc xắt chút hành thái nhỏ, nước luộc gà v.v.
- Các loại canh chua: rất thịnh hành trong ẩm thực của người Việt, có lẽ do đất nước ở xứ nóng nên hợp với các món canh chua, mát. Canh có vị chua do sấu, lá me, quả dọc nướng, quả me, tai chua, khế chua, bỗng rượu, dấm, mẻ, thường nấu với nguyên liệu chính là tôm, thịt, cá, xương, hến, trai. Mỗi loại nguyên liệu tạo chất chua được dùng phối trộn với các món canh khác nhau. Như canh cá dùng bỗng rượu nấu chứ không dùng khế chua, quả me nấu canh hến, tai chua hoặc nước chanh cho vào nước luộc rau muống v.v.
- Các loại canh với rau củ quả nấu suông: canh rau dền, canh rau ngót, canh rau sắng, canh rau cải, canh xu hào v.v.
- Các loại canh với rau củ quả nấu với một số nguyên liệu khác: rau ngót nấu thịt nạc, sườn nấu bí đỏ, canh bí đao với tôm nõn, mướp nấu lạc giã dập, rau mùng tơi nấu canh cua, canh bóng thập cẩm nấu bóng bì, súp lơ, giò sống, tôm nõn v.v.
- Các loại canh riêu: Canh hến, canh trai, canh trùng trục, Canh riêu cua v.v.
- Các loại canh đặc: thường dùng xương, thịt động vật ninh, hầm với một loại củ, quả như khoai tây, khoai sọ, khoai môn, quả đu đủ xanh (Canh sườn nấu khoai sọ, Đu đủ xanh hầm xương ống lợn, Chân giò lợn nấu với đậu xanh, Xương lợn nấu măng, Canh cà bung, nước cốt gà v.v.) hay các loại dưa (cá diêu hồng nấu dưa, thịt bò hầm dưa v.v.), Canh ốc nấu chuối đậu, Canh ếch nấu giả ba ba, Canh cua khoai sọ rau rút.

### Bánh, mứt, kẹo

#### Bánh mặn

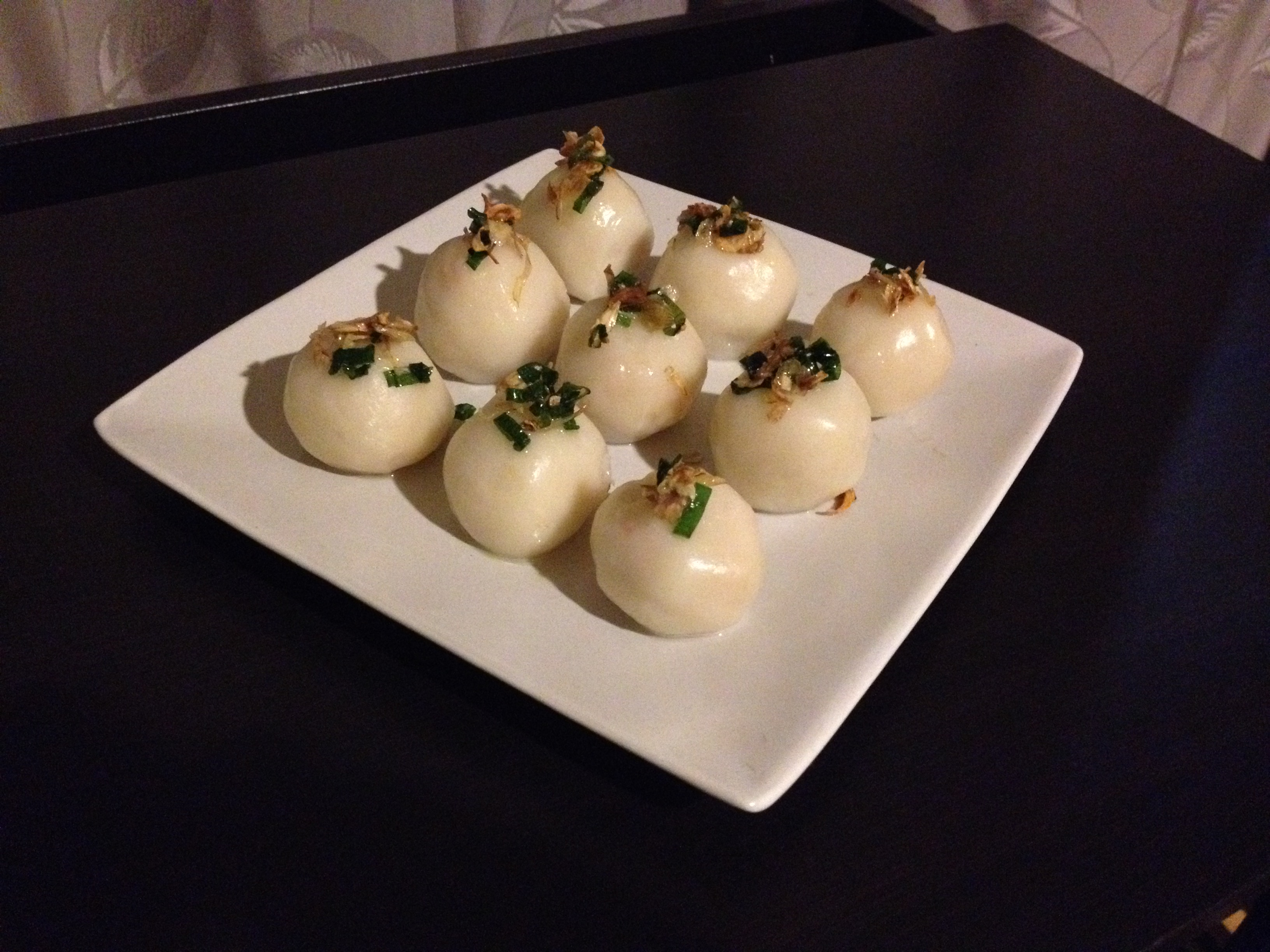
Bánh ít trần

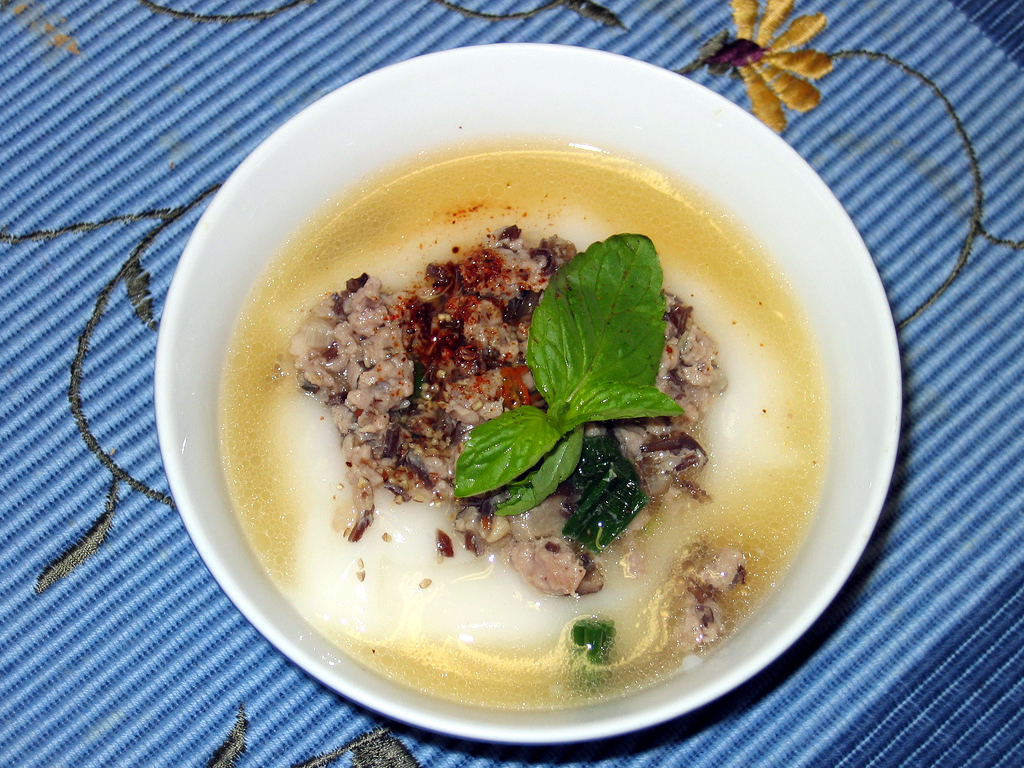
Bánh đúc

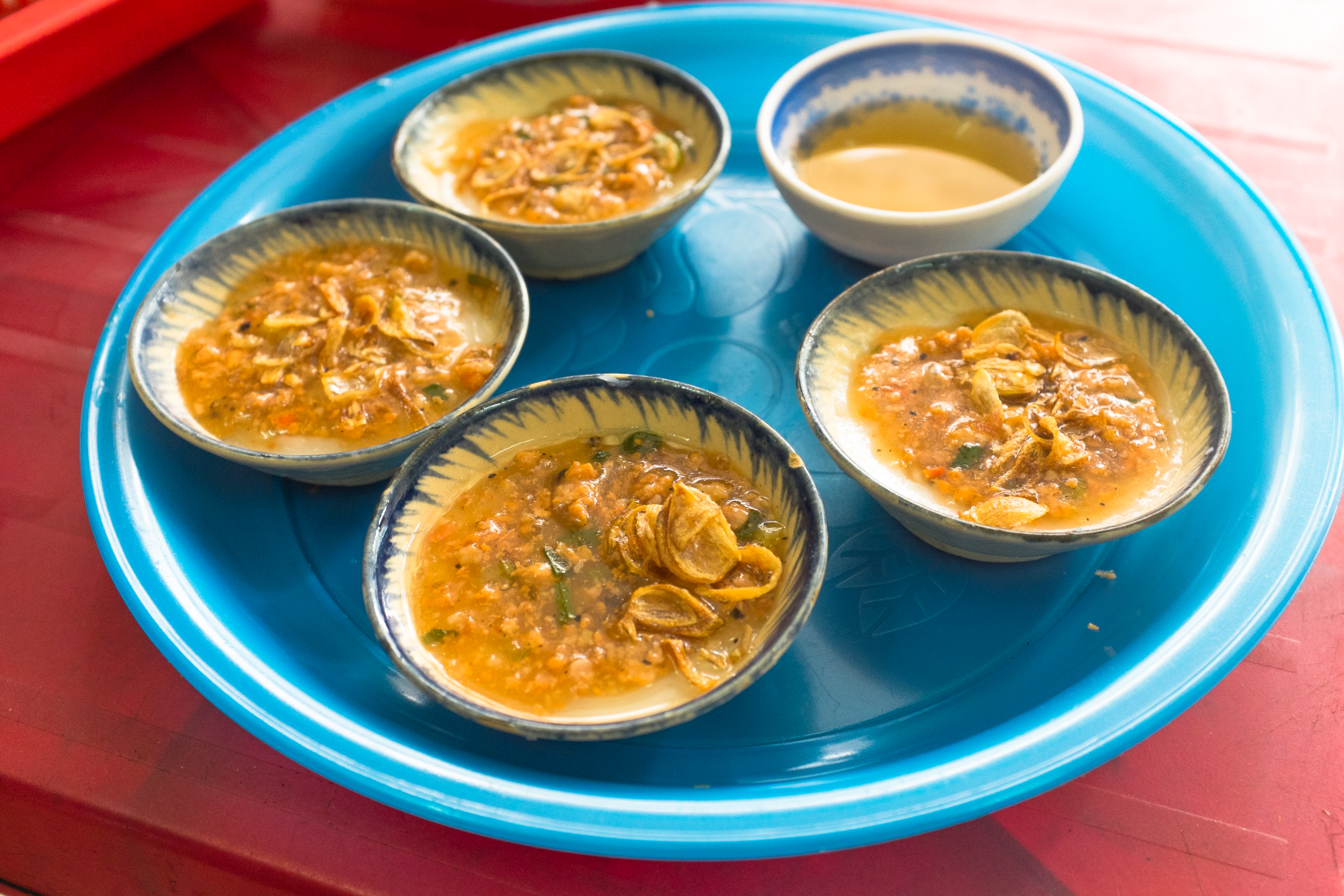
Một khay bánh bèo

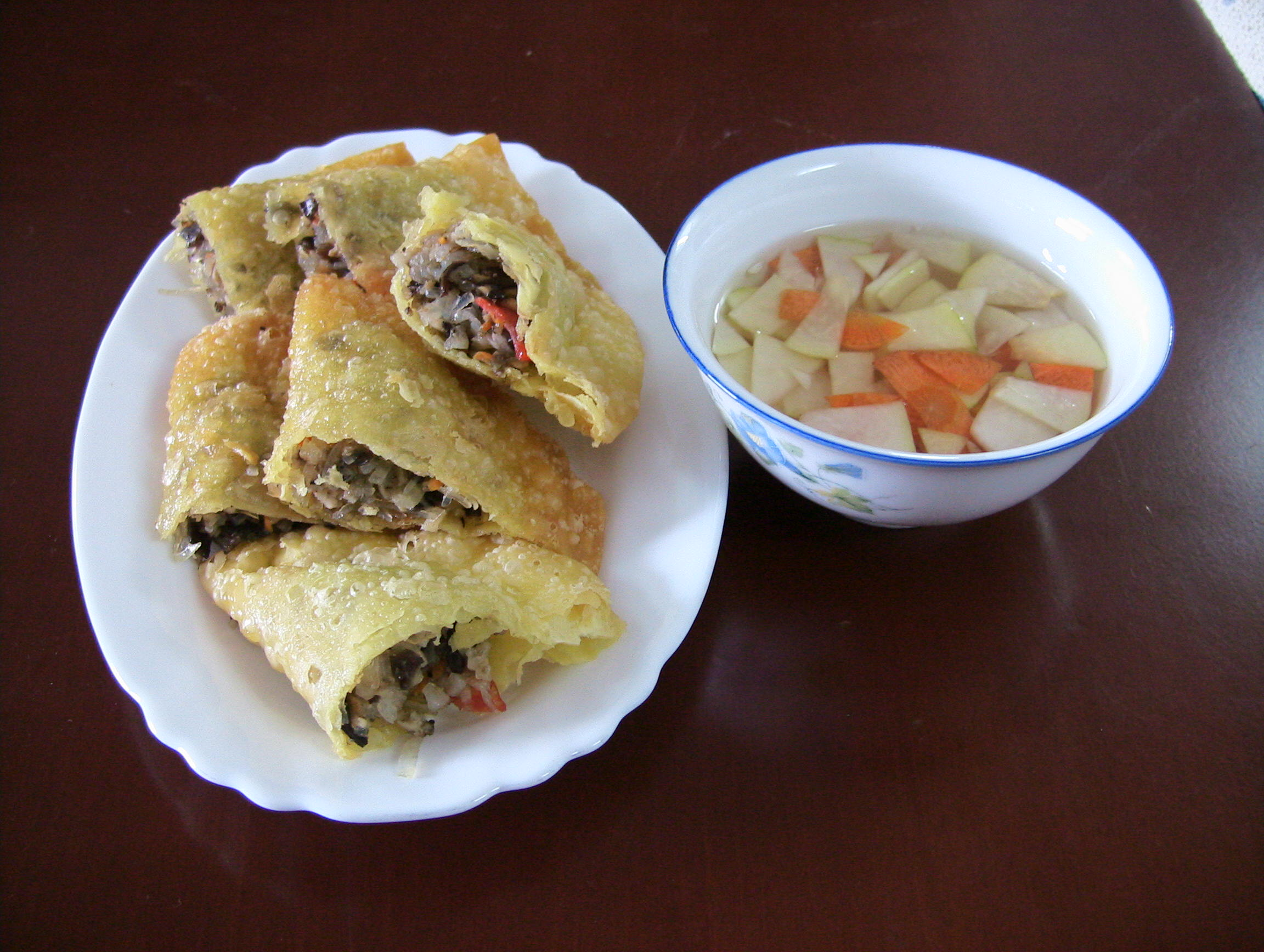
Bánh gối

- Bánh bao: loại bánh được làm chín bằng hơi nước, có thể thêm hành, nấm, rau, trứng, miến, thịt vào nhân. Bánh bao chỉ có nguồn gốc Trung Quốc (包子 baozi), đã được thay đổi để thích hợp với khẩu vị Việt Nam. Ruột bánh bao thường gồm thịt ướp băm nhỏ "xá xíu" (theo kiểu chế biến biến Trung Quốc), những mảnh trứng luộc nhỏ, miến và lạp xường. Một số vùng làm bánh bao nhân hải sản và có cả bánh bao chay, một đồ ăn thông dụng trong các đền chùa Phật giáo.
- Bánh bèo: một món ăn ở miền trung gồm nhiều mẩu bánh làm từ bột gạo, để trong các đĩa tròn nhỏ, bên trên có mấy con tôm nhỏ và vài thứ khác, ăn với nước chấm.
- Bánh bột chiên, hay bánh nhúng: một món có nguồn gốc từ Trung Quốc và có nhiều biến thể ở châu Á. Kiểu Việt Nam ăn với nước tương đậm.
- Bánh bột lọc: một loại bánh có xuất xứ từ Huế làm từ bột sắn lọc, nhân tôm, thịt, ăn cùng nước chấm.
- Bánh chưng: loại bánh làm bằng gạo nếp gói bằng lá dong, lá chít hay lá chuối, nhân gồm thịt mỡ lợn, đỗ xanh và hạt tiêu, theo truyền thống thường được dùng trong dịp Tết Nguyên đán. Kiểu bánh chưng đặc trưng miền Nam có thêm nhiều thành phần khác và được gọi là bánh tét; tuy nhiên tên này nói chung là dùng để chỉ bánh chưng.
- Bánh cuốn: bột gạo nước dàn đều thành lớp mỏng, hấp chín nhờ hơi, có thể thêm nhân thịt lợn với hành. Bánh cuốn có nhiều kiểu phụ thuộc vào nhân bánh và những thành phần ăn kèm bánh như chả lụa, chả quế, trứng, tôm he xé bông. Bánh cuốn không nhân nổi tiếng nhất là bánh cuốn Thanh Trì.
- Bánh đúc: gồm hai loại: bánh đúc nóng và bánh đúc nguội. Bánh đúc nguội thường có dạng hình tròn lẫn lạc, có thể ăn kèm bún riêu cua hay chấm với mắm tôm vắt chanh, ở miền Bắc thường chấm với tương. Bánh đúc nóng thường được múc vào bát đã có sẵn thịt băm xào mộc nhĩ và hành.
- Bánh hỏi: một kiểu mì dẹt rất mỏng được cuộn rối. Thường được rắc bên trên một ít hành tươi và một đĩa thịt để ăn phụ.
- Bánh mì ba-tê: là loại bánh mỳ kẹp đặc trưng của Việt Nam. Nó thường là bánh mì kiểu Pháp có kèm ba-tê (pâté), nhiều kiểu thịt nguội Việt Nam (đa dạng), xúc xích, dăm bông, cà rốt hay một loại quả để làm dưa góp, mấy lát dưa chuột. Thường được cho thêm ít rau mùi, tương ớt, hạt tiêu (tuỳ theo sở thích). Món ăn này có ở khắp mọi nơi trên đất nước Việt Nam và được giới bình dân ưa thích ăn thay thế cho mọi bữa ăn trong ngày, nhưng thông thường nhất là sáng và trưa. Những loại bánh mì thông dụng nhất:

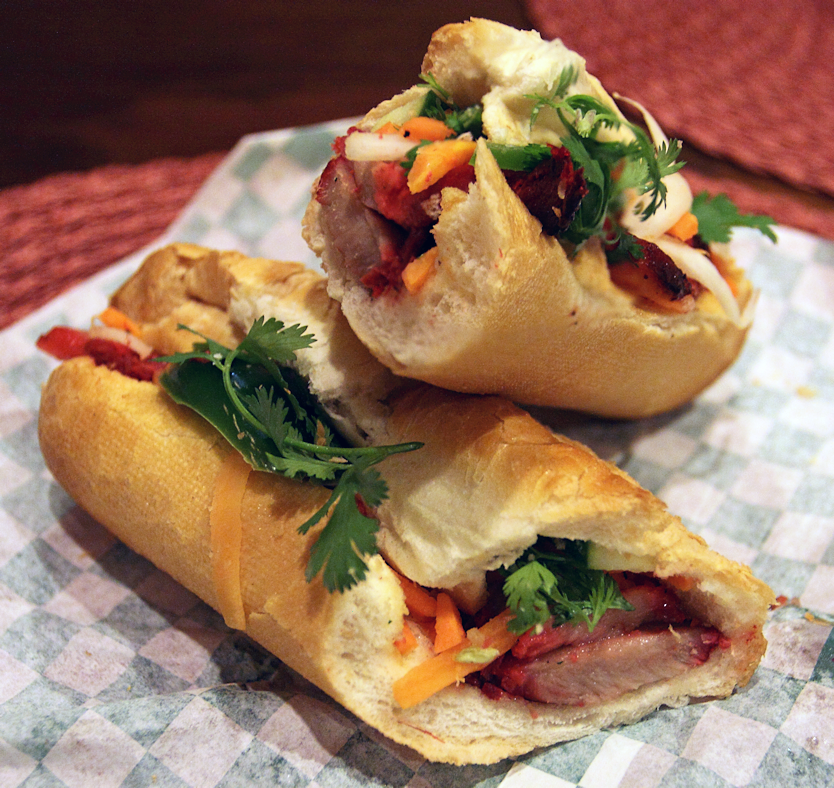
Bành mì Sài Gòn với thịt nướng

- - Bánh mì xíu mại (bánh mì với xíu mại những viên thịt to, ướp gia vị), hay bánh mì xá xíu
  - Bánh mì trứng: trứng tráng cuộn bên trong. Ngoài ra kiểu thường gặp hơn, hay dùng để ăn sáng ở Việt Nam là trứng ốp lếp với hành phi, ba tê rán, có thêm ít tương ớt hay magi, ăn kèm với bánh mì nhỏ.
  - Bánh mì bít tết ốp la: đập mấy quả trứng gà lên chảo mỡ đang sôi cùng mấy miếng bít tết thịt bò, rắc một ít khoai tây chiên và ăn kèm với bánh mì.
  - Bánh mì sốt vang: bánh mì ăn với thịt bò sốt vang, gia vị ăn kèm là chút rau mùi và hạt tiêu.
- Bánh xèo: loại bánh làm bằng bột gạo, sữa dừa, hành tươi và bột nghệ để có màu vàng. Nó có nhân bằng thịt lợn, tôm và giá (hay các thành phần kiểu tương tự), được rán trong chảo. Khi ăn nó được quấn trong rau xà lách hoặc rau cải và tùy khẩu vị có thể thêm các loại rau thơm khác, ăn cùng nước chấm. Nó là một trong ít món ăn có ảnh hưởng của Pháp. Bánh xèo được bình chọn là một trong 10 loại bánh ngon và dinh dưỡng nhất thế giới do thành phần tinh bột, đạm và rau rất cân đối. Khi ăn người ta thường dùng tay để gói bánh vào rau.
- Bánh khoái: giống bánh xèo nhưng nhỏ và dày hơn, là món ăn đặc trưng của xứ Huế.
- Bánh khúc (hay xôi khúc) thường có nhân đậu xanh với thịt ba chỉ; lớp bột áo bên ngoài có nhuộm màu xanh lá cây làm từ bột nếp chế biến dùng màu từ rau khúc. Bánh này có đặc trưng từ miền Bắc.
- Bánh khọt: cùng làm từ bột pha loãng có màu vàng từ bột nghệ, nhân thịt có thể có thêm đậu xanh. Bánh được ăn với rau và nước chấm (nước mắm) tương tự như bánh xèo.
- Bánh căn: giống bánh khọt, không có nhân hoặc có thể thêm chút trứng gà hay thịt bò, khuôn đúc không dùng dầu mỡ, là món ăn có nguồn gốc từ người Chăm.
- Bánh giò: Làm từ nhiều loại bột, nhân có thể có thịt, nấm, và tôm. Bánh giò có đặc điểm là bột màu trắng đục.
- Bánh đậu: nguyên liệu chính là đậu xanh và bột được nướng trong các khuôn nhỏ đôi khi có thêm tôm phủ bên trên; thường được cắt thành miếng để ăn với bánh cuốn và rau, nước chấm.
- Bánh gối: bánh rán có hình bán nguyệt giống chiếc gối, vỏ làm bằng bột mì, nhân gồm miến, mộc nhĩ, thịt lợn băm nhỏ, lạp xường, trứng.
- Bánh nậm hay bánh lá: Được chế biến từ bột gạo và tôm, rất mềm, lành tính, dễ ăn. Đây là món đặc trưng của xứ Huế.

#### Bánh ngọt

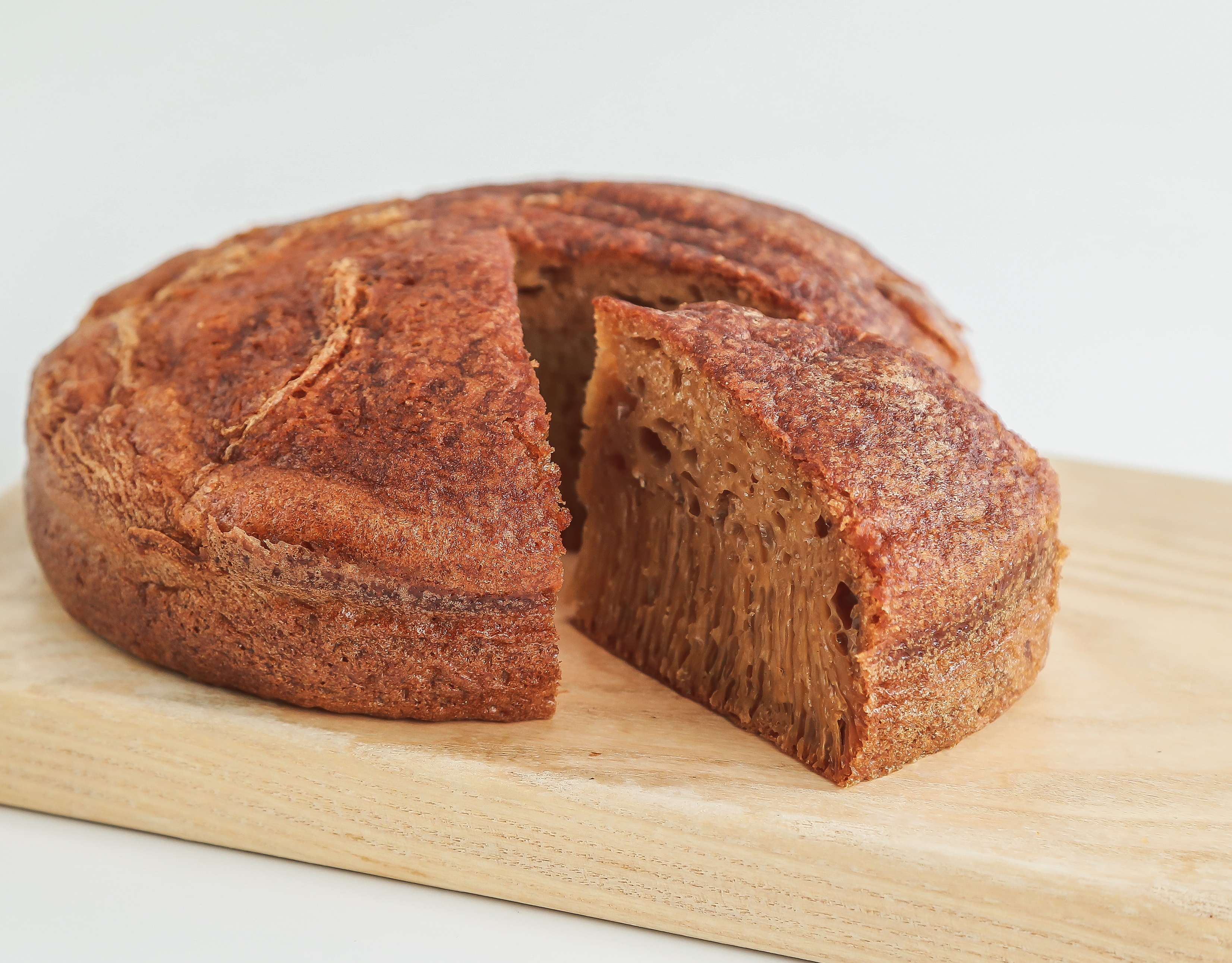
Bánh bò nướng

- Bánh dẻo: có nguồn gốc từ Trung Quốc, làm từ bột nếp nhào đường, nhân chay (đậu xanh, hạt sen, khoai môn, đậu đỏ, trà xanh...) hoặc nhân mặn (trứng muối, lạp xường, thập cẩm), thường thấy trong dịp tết Trung Thu.
- Bánh nướng, thường thấy trong dịp tết Trung Thu, có nhân tương tự như bánh dẻo.
- Bánh đậu xanh: nguyên liệu chính là đậu xanh được đãi vỏ trộn đường, phụ gia và hấp hay nấu rồi được ép khuôn.
- Bánh gai: màu đen do dùng tro lá gai để ngâm gạo trước khi xay gạo làm bánh. Nhân bánh dùng hạt sen, mứt bí và dừa. Bánh gai nổi tiếng có các cửa hàng gia truyền ở Hải Dương, Nam Định.
- Bánh ít: giống bánh gai, nhưng có hình dáng nhỏ tròn như bánh trôi.
- Bánh bò (bánh bò đen, bánh bò trắng)
- Bánh bông lan hay còn gọi là bánh ga tô, dùng bột mì và bột nở, ảnh hưởng của Pháp.
- Bánh thuẫn: giống bánh bông lan nhưng đổ trong khuôn nhỏ hình hoa.
- Bánh phục linh, bánh in: làm từ các loại bột năng hoặc bột nếp được rang cho thơm và nén chặt trong khuôn.
- Bánh cốm: được làm từ cốm xanh.
- Bánh khảo
- Bánh ram ngọt, một dạng bánh rán với vị ngọt ngay, rắc mè, bánh có nhân hoặc không nhân, bánh ram không có nhân dưới dạng bánh vòng giống như bánh còng hay còn gọi là dạng quẩy thừng và được ví von là Bánh Donuts kiểu Việt Nam (Vietnamese donut)[7][8]

#### Bánh kiểu Pháp
- Bánh sừng bò (croissant)

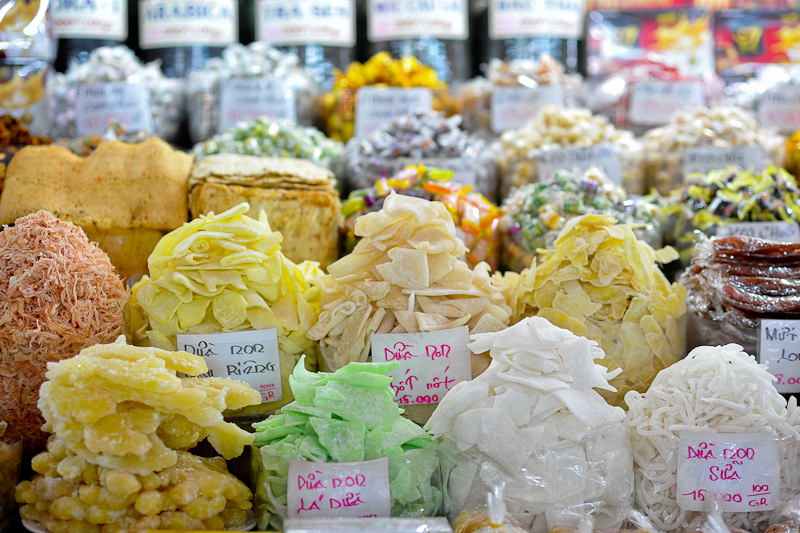
Các loại mứt được bày bán đầy màu sắc

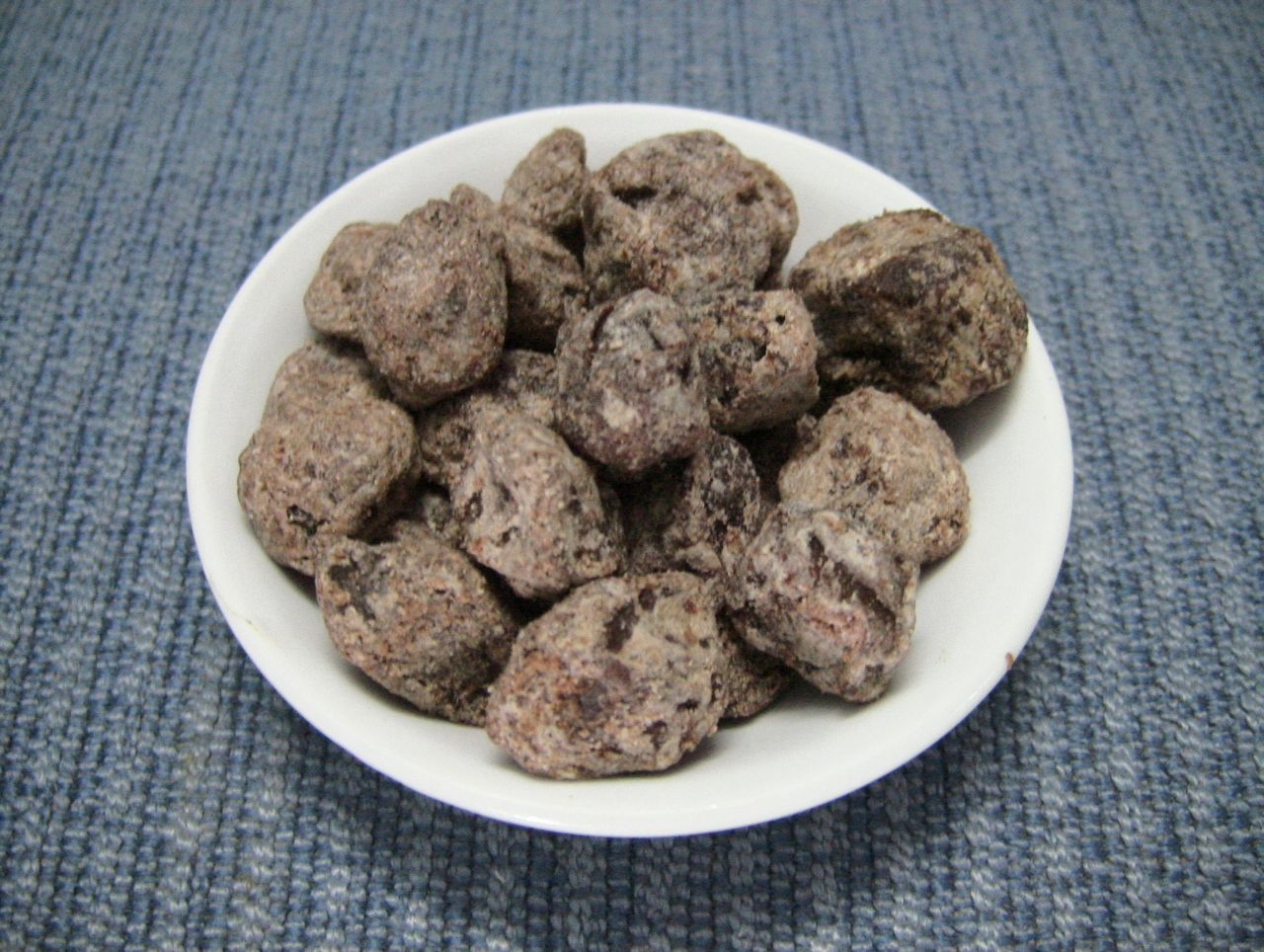
Ô mai mơ muối

- Bánh nướng nhân sô-cô-la, nhân nho khô
- Paté chaud (đọc là pa-tê sô): vỏ bột mỳ nướng, nhân thịt lợn

#### Mứt
Các loại mứt thường là các món quà đặc biệt trong dịp Tết Nguyên đán cổ truyền. Nhiều thứ cây trái có thể làm mứt được. Nguyên tắc chung là chúng đều được làm khô bớt nước đi và tẩm, ướp, hay ngâm với dung dịch đường nóng cô đặc. Các loại mứt thường thấy là: Mứt gừng mứt lạc, mứt dừa, mứt bí, mứt sen, mứt chà là, mứt me, mứt cà chua, mứt củ năng, mứt chùm ruột, mứt mãng cầu, mứt hạt bàng. Ngoài ra một số loại hoa quả sấy khô cũng có thể xếp vào họ các loại mứt, như mít khô, chuối khô.

#### Ô mai
Là các loại quả ép bớt nước được làm gần tương tự như mứt nhưng thường được xào, ướp không chỉ với đường mà bắt buộc phải có gừng, cam thảo, muối ăn. Ô mai ban đầu thường sử dụng quả mơ và các loại quả cùng họ như mận, đào. Sau này có rất nhiều biến thể của món ô mai trong đó bao gồm cả các loại được nhập khẩu từ Trung Quốc và một số nước châu Á khác. Các loại ô mai chủ yếu hiện nay có thể kể tên: ô mai me, ô mai sấu, ô mai mơ, ô mai chà là, ô mai dứa, ô mai táo mèo, ô mai sơ ri v.v. Phố Hàng Đường Hà Nội nổi tiếng với hàng trăm loại ô mai, được nhiều người mua sử dụng trong các dịp lễ tết hoặc đem tặng.

#### Kẹo
Rất nhiều loại kẹo được người dân làm một cách thủ công và hiện nay được đưa vào sản xuất đại trà tại các cơ sở sản xuất bánh mứt kẹo. Kẹo thường sử dụng nhiều đường, mạch nha với một loại hoa quả, hạt nào đó như kẹo lạc, kẹo dồi, kẹo vừng, kẹo mè xửng, kẹo sầu riêng, kẹo dừa, kẹo cu đơ, kẹo hạnh nhân v.v. Nhiều loại kẹo sản xuất thủ công đã trở thành đặc sản các vùng miền của đất nước như kẹo cu đơ, kẹo sầu riêng, kẹo dừa, kẹo mè xửng v.v.

## Đồ uống

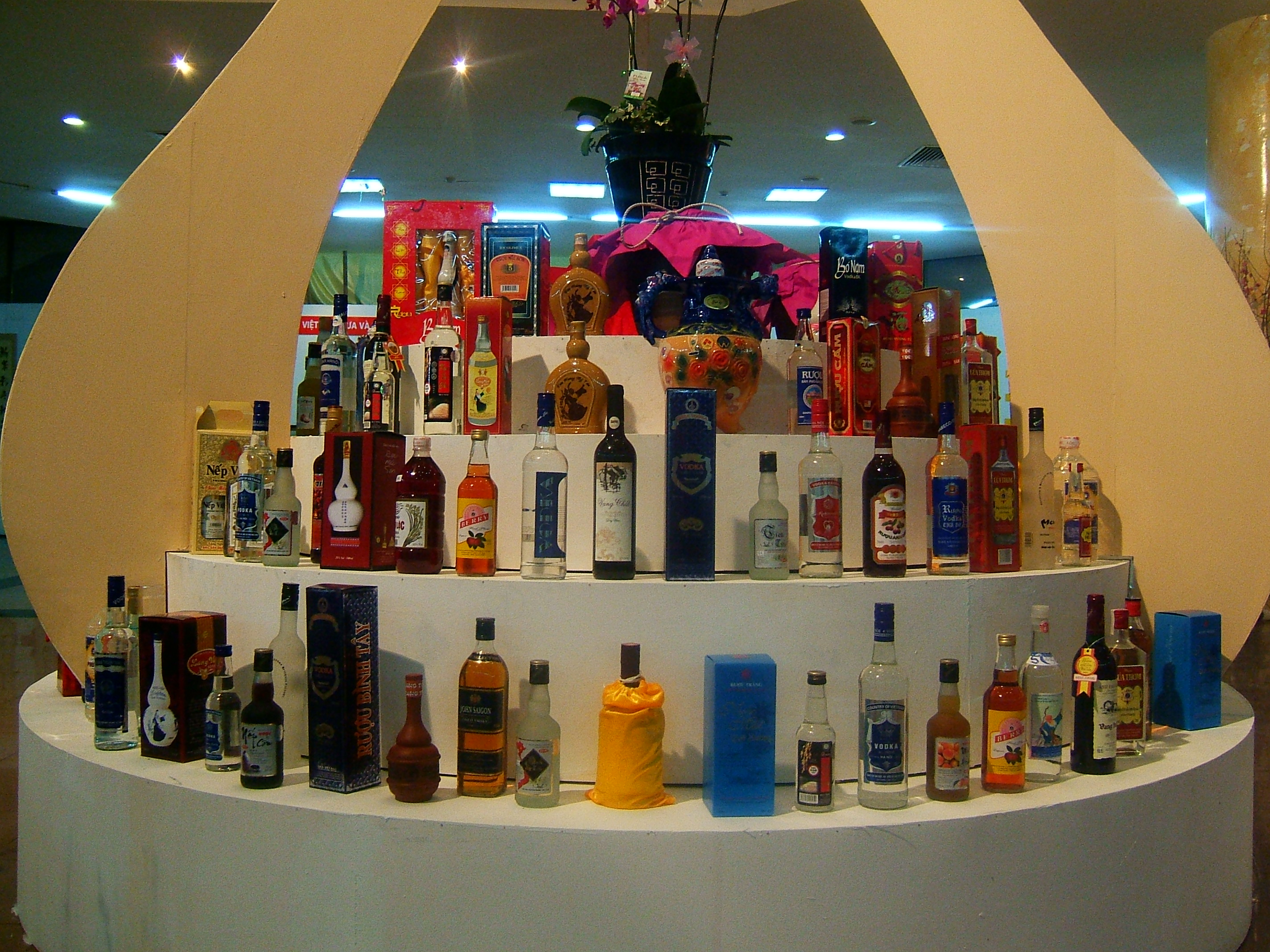
Một số loại rượu Việt Nam đóng chai

Các dạng đồ uống Việt Nam truyền thống rất đa dạng, bao gồm các loại rượu, trà sử dụng lá chè, các loại nước lá mát, các loại chè ngọt sử dụng đậu, thạch, nước đường, sắn dây v.v.

### Các loại rượu nội

#### Rượu chưng
Các loại rượu chưng, còn gọi là rượu đế, rượu cuốc lủi làm từ ngũ cốc lên men rất phổ thông trong toàn quốc. Nơi nào có người Việt Nam sinh sống, nơi đó có các loại rượu được nấu từ thóc, gạo tẻ, gạo nếp, sắn, hạt mít, ngô v.v. Địa phương nào cũng có thể có những nhà nấu rượu ngon, tuy nhiên, nhiều loại rượu chưng nổi tiếng được các địa phương khác thậm chí nước ngoài biết đến, như Rượu làng Vân (ở Bắc Ninh, còn gọi là "Vân hương mĩ tửu"), rượu Kim Sơn ở Ninh Bình, rượu Bầu Đá (Bình Định), Rượu Mẫu Sơn (Lạng Sơn), Rượu San Lùng, Rượu Thanh Kim làm từ mầm thóc nếp (Lào Cai), Rượu ngô Bắc Hà, Rượu Xuân Đài, Rượu Xuân Thạch (Trà Vinh), Rượu Hồng Đào (Quảng Nam), Rượu Gò Đen (Long An),...

#### Rượu ngâm

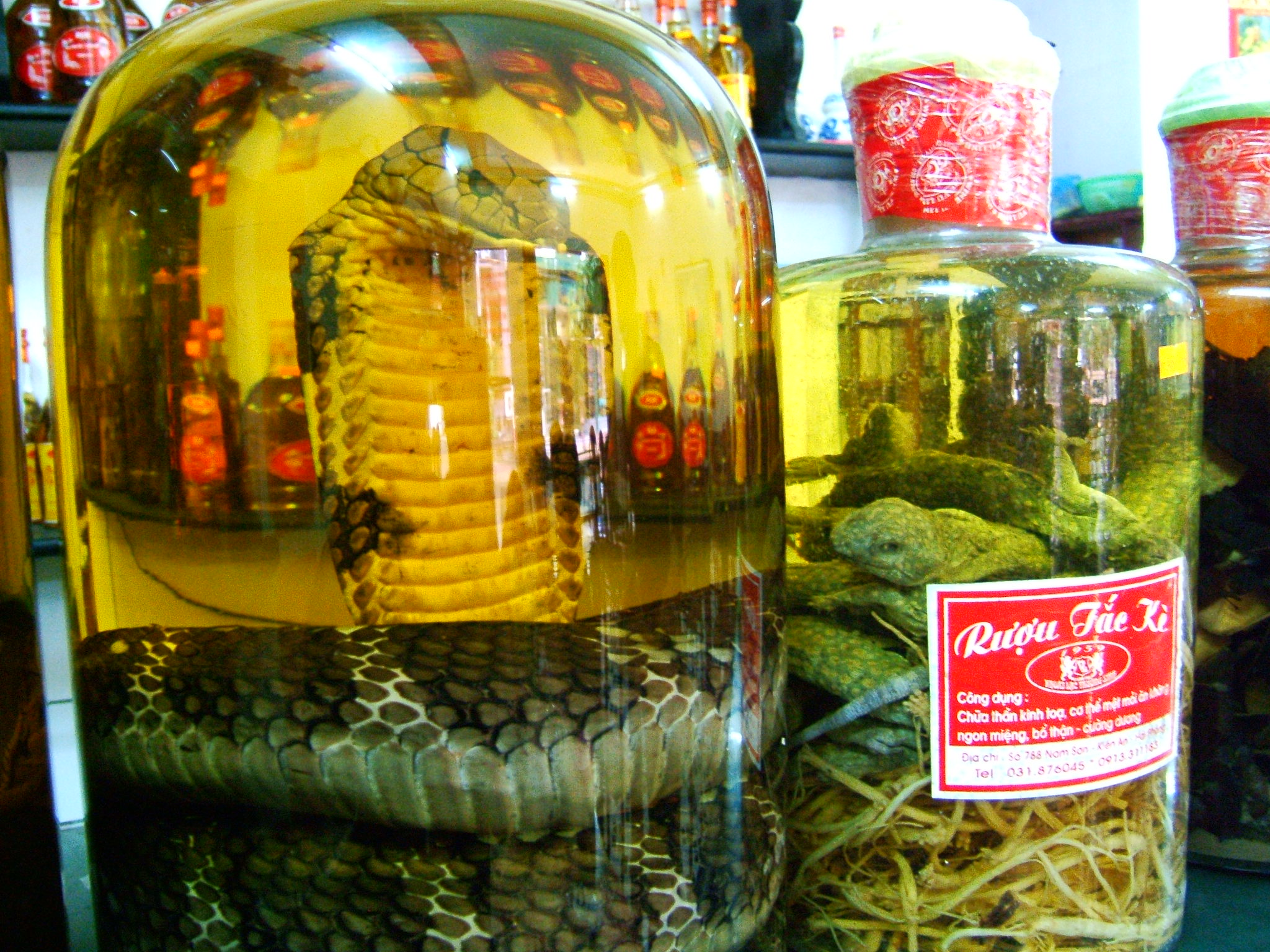
Một số loại rượu thuốc ngâm động vật, thực vật

Rượu ngâm còn gọi là rượu thuốc sử dụng các loại thảo dược hoặc động vật được ngâm trong rượu trắng chưng cất có độ rượu cao. Các loại rượu ngâm rất phổ biến và đa dạng, thường gia đình nào cũng có thể có một vài bình rượu ngâm để nhiều khi đem ra uống nhâm nhi trong các bữa ăn như các vị thuốc, với quan niệm rượu dùng dẫn thuốc hiệu quả. Rượu ngâm bao gồm các dạng:
- Rượu ngâm từ các loại động vật: gồm hàng trăm loại nhưng phổ biến nhất là rượu rắn (thường ngâm theo số lẻ một con, ba con hoặc 5, bảy con rắn các loại), rượu bìm bịp (thường ngâm hai con, con đực con cái), rượu tắc kè, rượu ong đất, rượu nhung (ngâm nhung hươu), rượu mật gấu, rượu ngọc dương (ngâm tinh hoàn dê), rượu sâu chít, rượu hải mã (cá ngựa), rượu tay gấu v.v và các loại rượu ngâm với cao nấu từ xương, thịt động vật như rượu cao hổ, rượu cao khỉ, rượu cao trăn, rượu cao xương toàn tính, rượu tinh tượng (tinh hoàn voi), rượu hải cẩu v.v.
- Rượu ngâm thuốc bắc hoặc các loại thực vật: rượu sâm, rượu táo tàu, rượu cùi vải, rượu kỷ tử, rượu ba kích, rượu đinh lăng, rượu hà thủ ô, rượu linh chi v.v.
- Rượu sử dụng nước chiết từ các loại quả: thường ngâm các loại quả như quả mơ, mận, táo mèo, táo, dứa với đường, sau đó chiết lấy nước và hòa lẫn với rượu.

Ngoài ra rất phổ biến các loại rượu ngâm hỗn hợp nhiều loại động, thực vật khác nhau, gọi chung là các món "rượu dân tộc".

#### Rượu không qua chưng cất
Phổ biến là các loại rượu bổ từ rượu nếp cái (có rượu nếp đục màu trắng và rượu nếp cẩm màu tím thẫm), rượu cần (nổi tiếng có rượu cần Hòa Bình và rượu cần Tây Nguyên).
Người Việt cũng có một số loại rượu làm từ nước chiết từ cây, quả khác để lên men thành rượu như rượu đoát lấy nước chiết từ cây, hoa của cây đoát rừng (Quảng Ngãi), còn được các dân tộc thiểu số gọi là cây tà vạt (rượu tà vạt) hay cây đoác; rượu chà là lên men tự nhiên nước tiết ra từ cây chà là; rượu bưởi Đồng Nai dùng nước quả bưởi lên men; rượu mía cho lên men nước mía; rượu dưa hấu cho men rượu vào trong quả dưa để tạo rượu v.v.

#### Rượu vang

Rượu vang Đà Lạt

Các loại rượu vang (làm từ nho) ít phổ biến trong cộng đồng người Việt, thường được biết đến có rượu vang Thăng Long và rượu vang Đà Lạt.

### Bia
Bia hơi hoặc bia đóng chai mới thịnh hành trong ẩm thực người Việt chưa lâu, có lẽ từ thời Pháp thuộc đến nay, và lập tức được người Việt say mê. Hiện trong nước có một loại bia nổi tiếng như bia Hà Nội, bia Sài Gòn và nhiều hãng bia nước ngoài. Văn hóa uống bia chiều hè nóng nực rất phổ thông trong cộng đồng người Việt tại các đô thị, đặc biệt là các đô thị miền Bắc.

### Các loại trà (chè) đắng
Trà là thức uống phổ thông trong ẩm thực của người Việt cũng như hầu hết các nước châu Á khác. Dù cách uống trà kiểu Việt chưa được nâng lên thành nghi thức như nghệ thuật thưởng trà Trung Hoa hay thành một tôn giáo trong nghệ thuật sống như trà đạo Nhật Bản, nhưng người Việt vẫn sử dụng nước chè một cách phổ biến với hàng chục dạng thức: sử dụng búp chè sao khô (các loại trà đá, trà nóng rót ra chén), sử dụng lá chè bánh tẻ hoặc lá già để hãm nước chè xanh, hạt chè, hoa chè cũng được tận dụng nấu nước uống. Việt Nam có nhiều loại chè nổi tiếng có nguồn gốc từ miền Bắc như chè Thái (Thái Nguyên), chè Suối Giàng (Nghĩa Lộ), chè San Tuyết, chè Lâm Thao (Phú Thọ). Không chỉ được sử dụng nguyên chất, nhiều loại chè được ướp với các loại hoa có hương thơm như chè ướp hoa sen (dùng các hạt gạo sen), chè ướp hoa nhàitrà lài, chè ướp hoa sói, hoa ngâu v.v.
Hiện nay, có nhiều loại chè du nhập từ ngoại quốc cũng dần thịnh hành trong ẩm thực của người Việt như trà oolong, trà sữa trân châu Đài Loan, các loại trà Trung Hoa, trà Nhật Bản. Số ít người Việt cũng sử dụng các loại chè tán bột đựng trong các túi lọc nhỏ, nhưng đa phần người Việt chuộng uống trà bằng bộ ấm chuyên dùng để pha trà pha.

### Cà phê

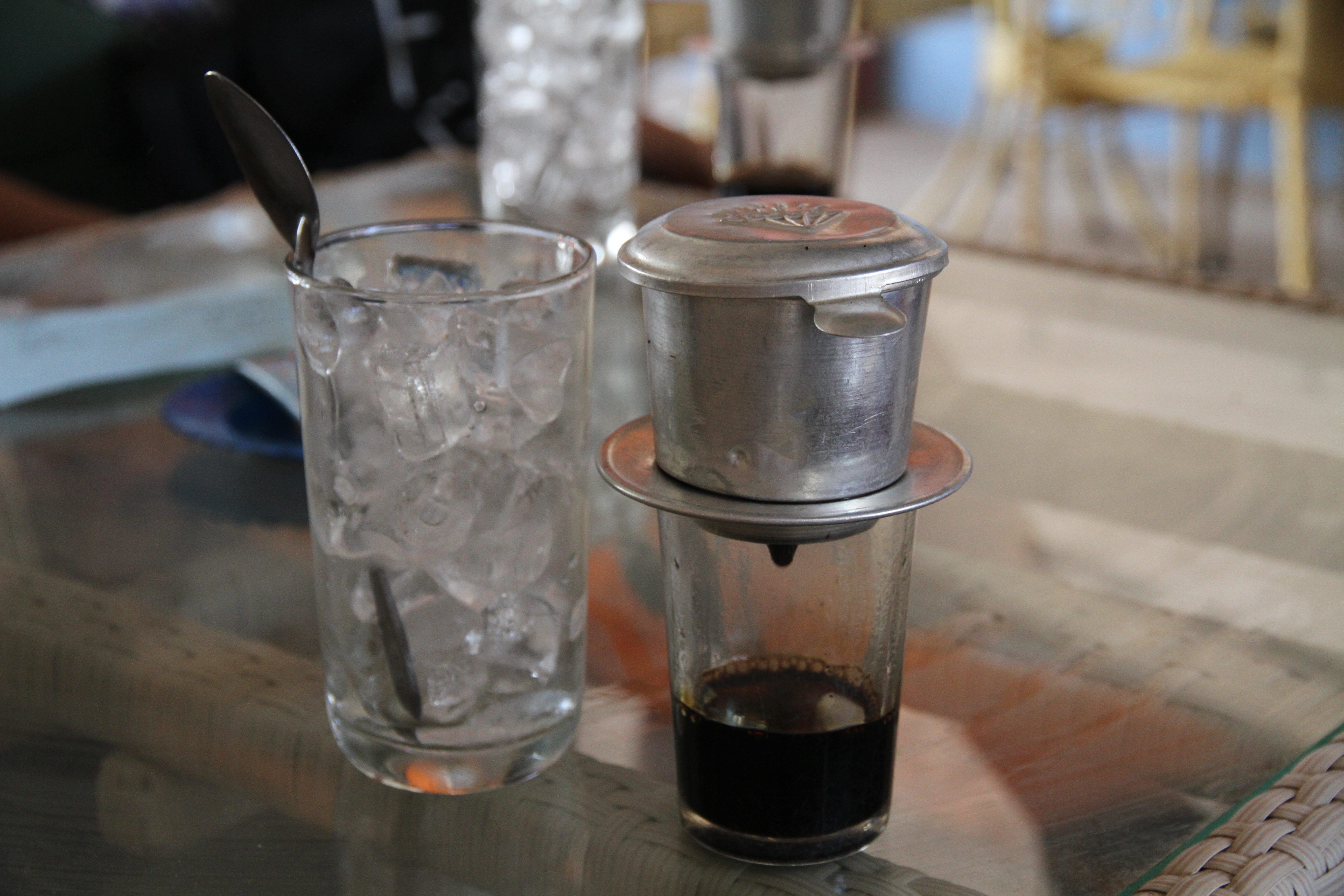
Cà phê phin và cốc đá

Việt Nam là một nước xuất khẩu cà phê, do đó nhiều loại cà phê được sử dụng ngày càng thịnh hành trong ẩm thực của người Việt tại khắp các vùng miền, đặc biệt tại các đô thị. Cà phê thường được pha, chiết bằng phin pha cà phê. Theo thuộc tính nhiệt, có thể kể ra hai cách uống phổ biến là cà phê nóng và cà phê đá, xét theo nguyên liệu phụ gia, cà phê thuần nhất gọi là cà phê đen, và cà phê sữa. Các biến tấu nổi tiếng là cà phê trứng và cà phê muối. Nước chiết cà phê cũng thường dùng để chế thêm vào một số loại nước sinh tố hay sữa chua cho hương vị đặc biệt. Ngày nay, cà phê hòa tan cũng là loại cà phê thông dụng. Với nhu cầu ngày càng cao, cà phê được biến tấu thành nhiều thức uống khác nhau và cách trang trí rất bắt mắt. Sự phối hợp giữa cà phê và sữa đặc với lượng nhiều sẽ tạo nên một ly bạc xỉu, hoặc đối với sữa bình thường sẽ là một cốc Cappuccino.

### Các loại nước lá, củ, quả
Các loại thực vật có tính mát được sử dụng để nấu nước uống như lá vối, nụ vối, hạt vối; nước lá mỏ quạ, nước nhân trần, chè đắng, nước rễ đinh lăng, củ sâm, chè dây, nước rau má, khổ qua phơi khô hãm nước uống, nước nấu hoa và lá Áctisô (trà bông), chè vằng, bột sắn dây, thạch đen (làm từ lá thạch), thạch trắng (thạch rau câu) v.v.

### Các loại chè ngọt

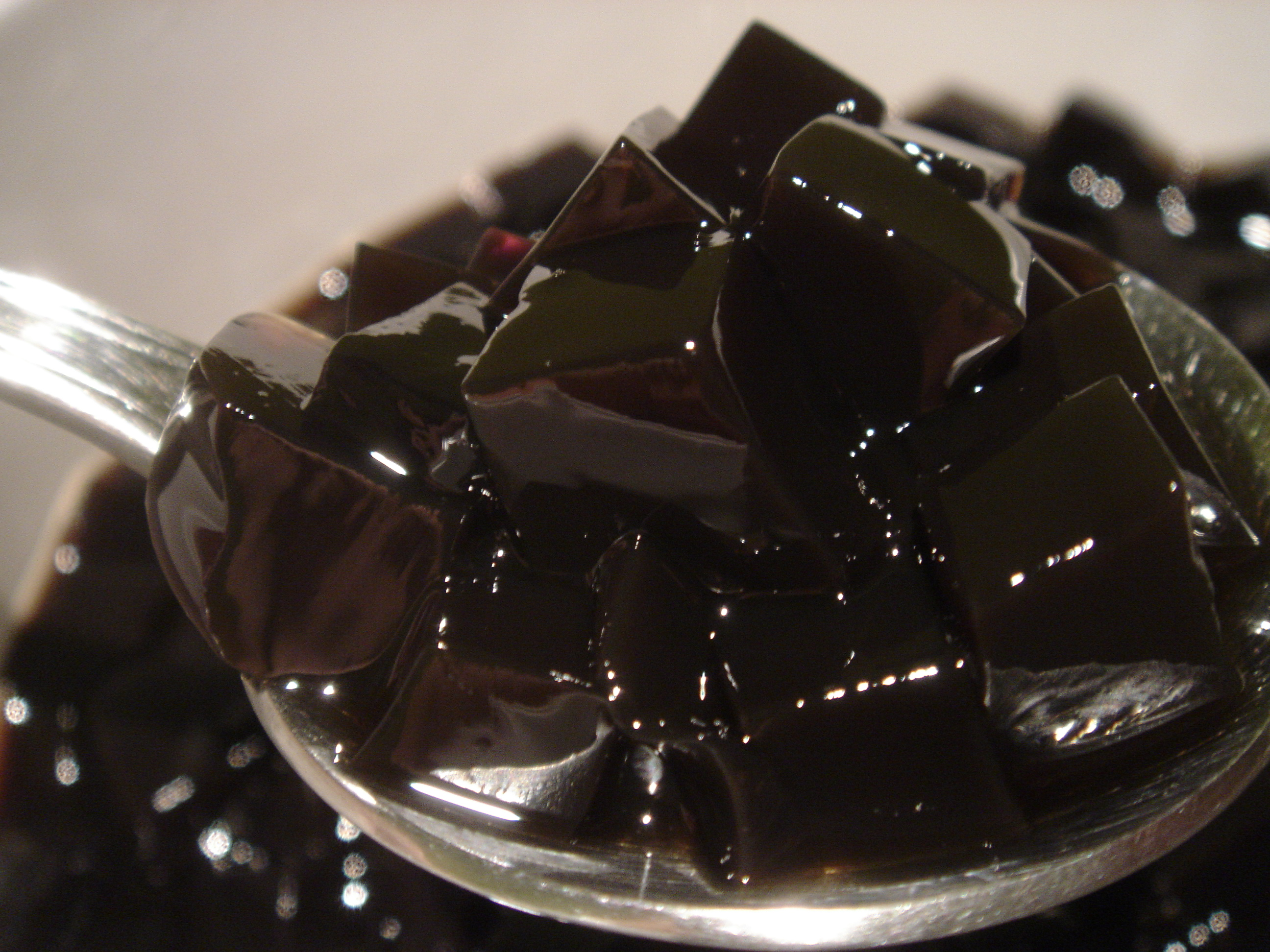
Thạch đen

Chè là một đồ ăn ngọt, dùng nhiều đường, có thể được ăn lạnh hay ăn nóng. Đặc tính của chè trải rộng từ loại dùng nhiều nước đường loãng (như chè trân châu, thạch chè, chè đỗ đen), cũng có thể nửa loãng nửa đặc như cháo (như chè bưởi, chè khoai môn) hoặc đặc sệt (chè bà cốt, chè đỗ xanh). Chè thường được dùng ăn tráng miệng hoặc ăn như một món quà vặt. Ở Việt Nam, các món chè được chế biến khá giản dị nhưng tinh tế: nguyên liệu chính thường là các loại ngũ cốc (đậu, đỗ các loại, gạo nếp, bột sắn dây, bột đao, bột năng, bột khoai); các nguyên liệu khác như thạch đen, thạch trắng, nước cốt dừa, trân châu; đường trắng, đường đỏ, mật mía; các hương liệu như gừng, tinh dầu hoa bưởi, dầu chuối, vani... được nấu chung với nhau cho mềm. Chè thường thấy nhất bao gồm các loại chè đỗ xanh (nấu đỗ xanh đặc), chè bà cốt (nấu gạo nếp, gừng, đường đỏ hay mật mía) có thể được ăn chung với xôi tạo thành món xôi-chè.
Tuy nhiên trong thực tế có rất nhiều loại chè, mỗi loại dùng một kiểu thành phần khác nhau. Có các loại chè như: chè con ong (hay chè bà cốt), chè đậu xanh, chè đậu đen, chè ngô cốm, chè đỗ đỏ, chè đỗ trắng, chè bưởi, chè thập cẩm, chè hạt sen long nhãn, v.v. Một món chè có nguồn gốc từ Trung Hoa nhưng cũng được nhiều người Việt biết tới là chè mè đen hay xí mè phủ (phát âm kiểu người Hoa) làm từ hạt mè đen và sâm bổ lượng (đúng ra chữ Nho phải đọc là "thanh bổ lượng"). Các món chè Huế và chè Hà Nội nổi tiếng vì phong phú, đa dạng chủng loại với chất lượng cao.

### Nước trái cây

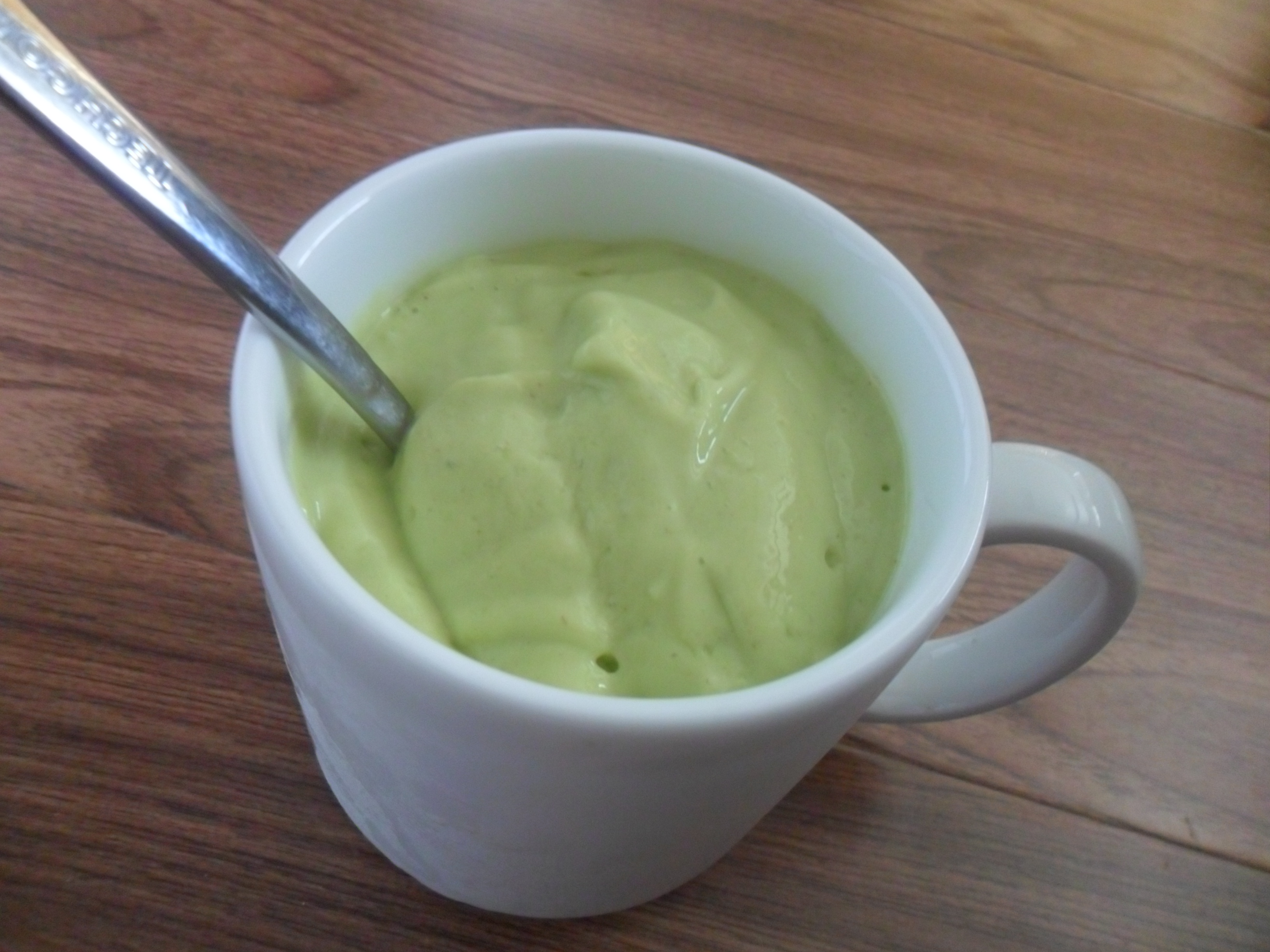
Sinh tố bơ xay cùng sữa

Trong các dạng đồ uống có nguồn gốc hoa quả, người Việt đã sử dụng rất nhiều loại hoa quả ngâm với đường (dạng siro) hoặc muối, chiết lấy nước pha đường để uống như nước chanh leo, nước sấu (sấu ngâm đường và gừng), nước dứa, nước mít, chanh muối (quả chanh nạo vỏ, vắt bớt nước, ngâm muối trong lọ để dùng dần), mơ muối (mơ ngâm tỷ lệ một kg mơ với một lạng muối), mơ đường (mơ ngâm theo tỷ lệ một kg mơ với một kg đường, ngâm 2 năm trở lên có thể dùng làm thuốc chữa ho).
Các loại nước uống sử dụng hoa quả xay thuần nhất hay hỗn hợp, hoặc hoa quả ép lấy nước du nhập cách thức chế biến từ nước ngoài, trước kia không được thông dụng. Hiện nay phương thức chế biến hoa quả kiểu này dần phổ biến trong cộng đồng người Việt với các món như sinh tố bơ, sinh tố mãng cầu (mãng cầu dầm), sinh tố dâu tây, sinh tố xoài, sinh tố đu đủ, sinh tố dưa hấu, nước cà chua ép, nước cà rốt ép.

### Sữa
Người Việt Nam tiêu thụ sữa từ thời Pháp thuộc. Sữa có rất nhiều loại nếu phân theo nguồn gốc sẽ có sữa tự nhiên và sữa nhân tạo. Hoặc theo người sử dụng, gồm có sữa dành cho người có thai, sữa cho trẻ em, sữa tăng trưởng cho vị thành niên, và sữa cho người già. Nhãn hiệu sữa đặc có đường nổi tiếng có thể kể đến là sữa Ông Thọ.

### Đồ uống khác
Một số dạng đồ uống khác cũng khá phổ thông như bát bảo lường xà (nấu bằng các loại thảo dược như lá tre, mía, táo tàu, có vị ngọt); tào phớ du nhập từ Trung Hoa, làm từ óc đậu có màu trắng, ăn ngậy và mát do chan cùng nước đường pha nhạt; nước đậu (đậu tương xay hòa nước, lọc và đun sôi để nguội); sữa chua; các loại nước uống ngọt có gas du nhập từ ngoại quốc và các loại nước khoáng đóng chai như nước khoáng Kim Bôi.

## Thực phẩm

### Rau, củ, quả

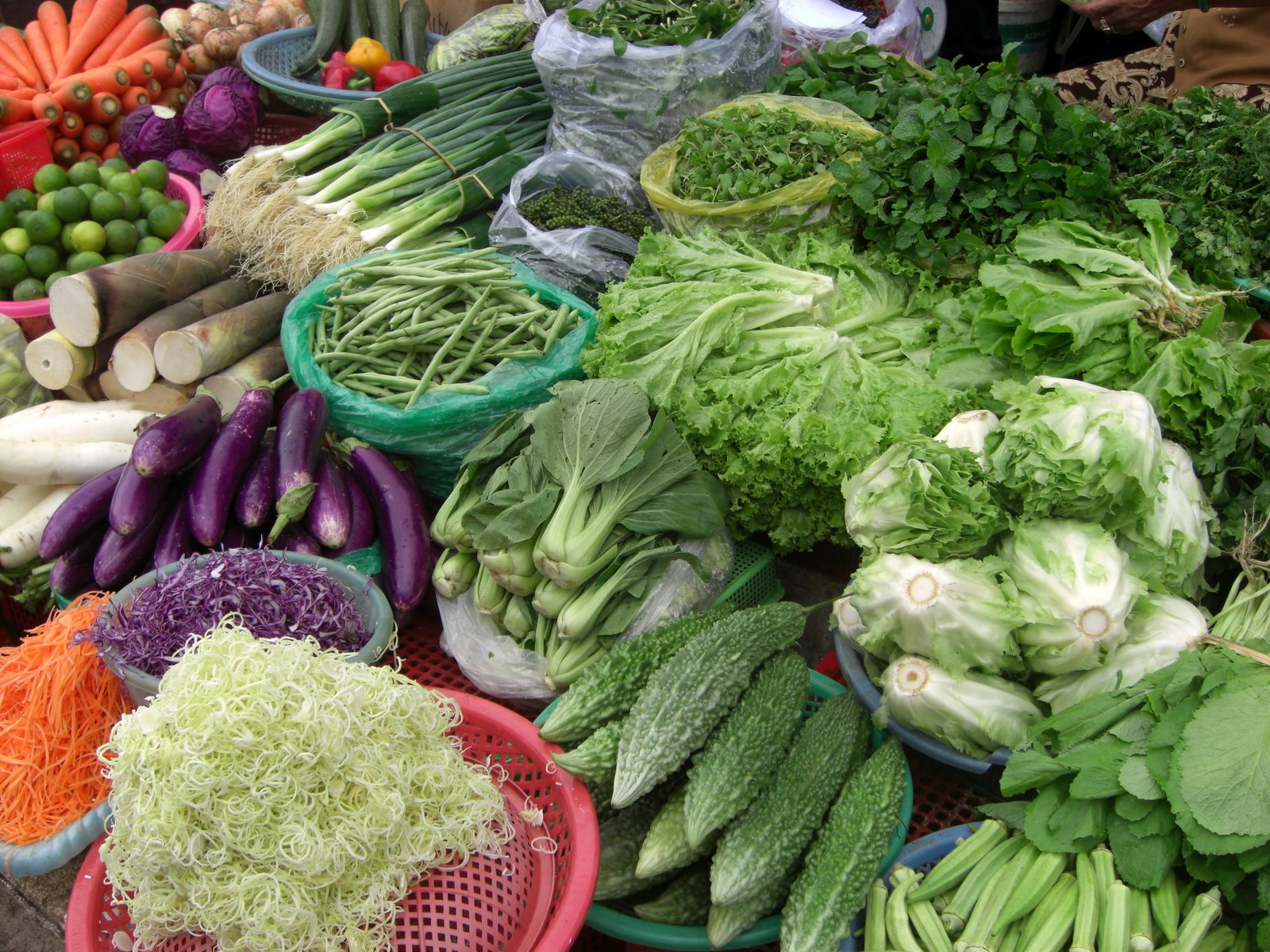
Một hàng bán rau củ ở chợ tại Hà Nội

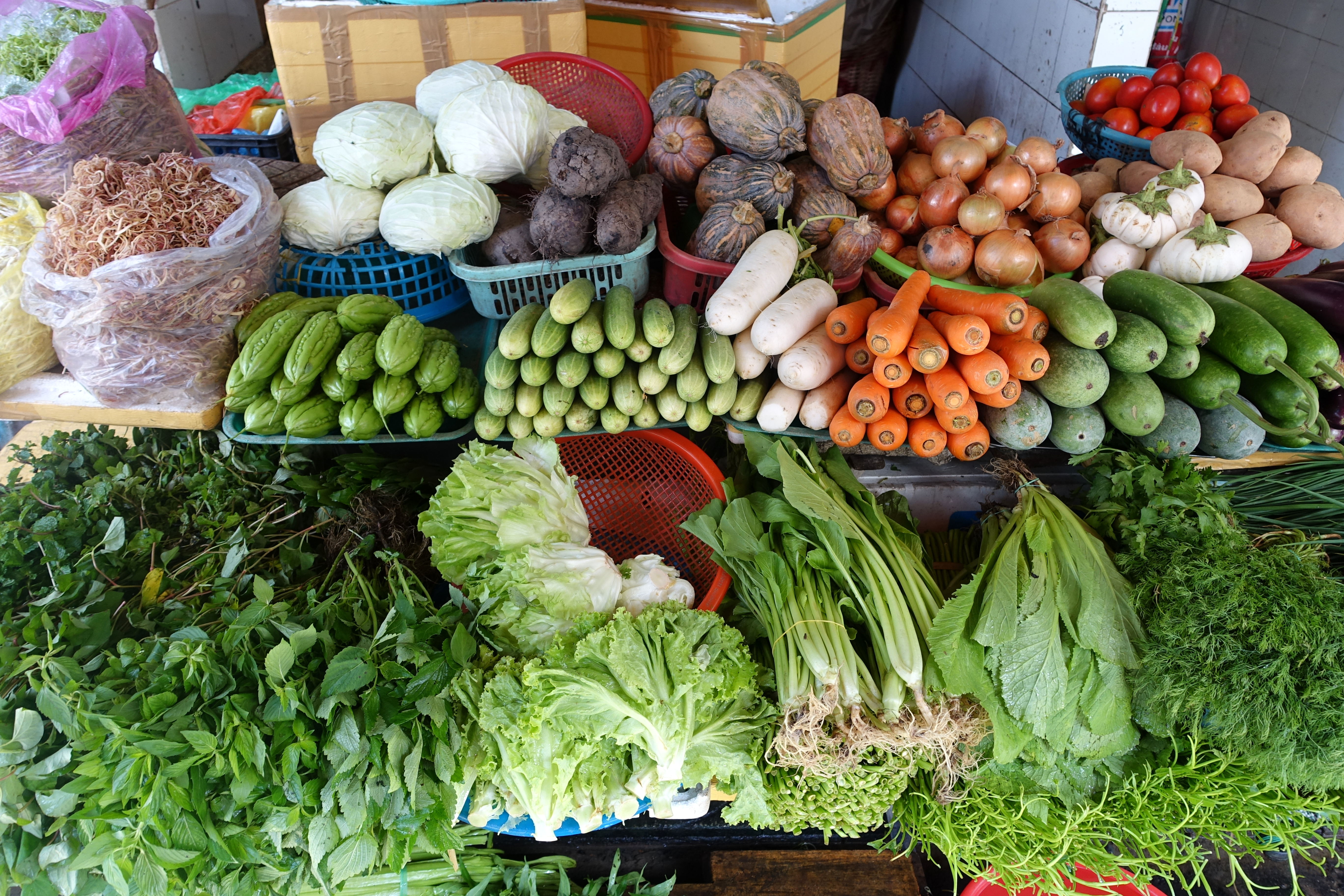
Một sạp bán rau củ tại Thành phố Hồ Chí Minh

| - Bắp chuối - Bí xanh, bí đỏ, bầu - Cà (cà bát, cá dĩa, cà pháo, cà tím...) - Cải bắp (chi Brassica) - Cải thảo - Cải xoong (chi Nasturtium) - Cà rốt - Cần tây - Củ cải: củ cải đỏ, trắng (chi Raphanus) - Củ dền - Củ đậu (tên khoa học Pachyrhizus erosus) - Củ sắn - Dưa chuột - Đậu bắp - Khoai lang (chi Dioscorea) - Khoai tây (chi Solanum) - Măng tre, trúc: gồm măng tươi, măng khô và măng muối với dấm, ớt. | - Mướp - Ngọn bí - Rau cải (cải cúc, cải xanh, cải ngọt, cải đắng,...- chi Brassica) - Rau cúc - Rau cần ta - Rau dền - Rau đay - Rau lang (lá khoai lang) - Rau rút - Mùng tơi - Rau muống (tên khoa học Ipomoea aquatica) - Rau ngót - Rau đắng - Su hào (tên khoa học Brassica oleracea) - Su su (tên khoa học Sechium edule) - Bông cải (Súp lơ) - có gốc từ chou-fleur trong tiếng Pháp, chi Brassica - Xà lách các loại |

### Gia vị

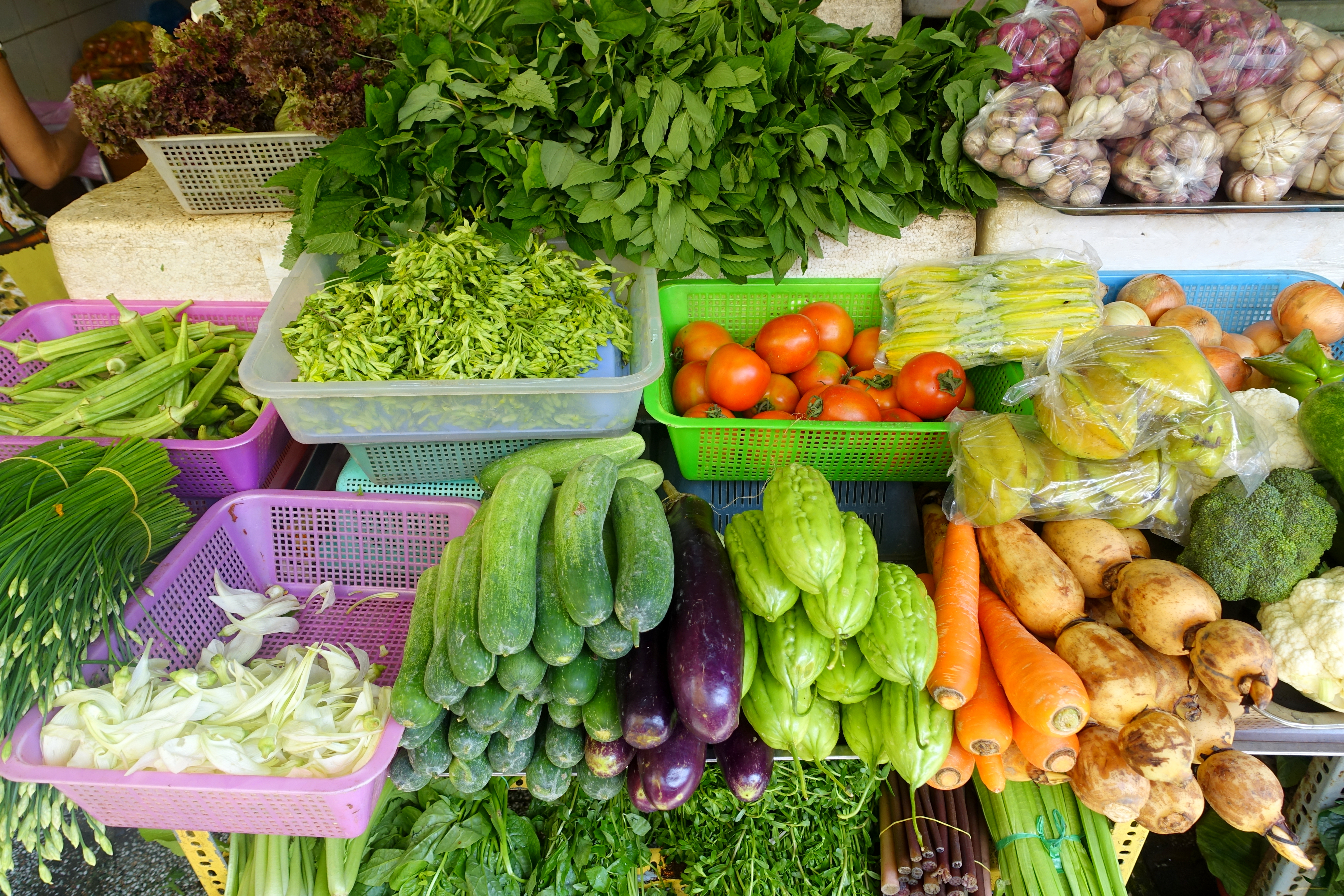
Rau thơm và các loại củ gia vị bán tại một hàng rau

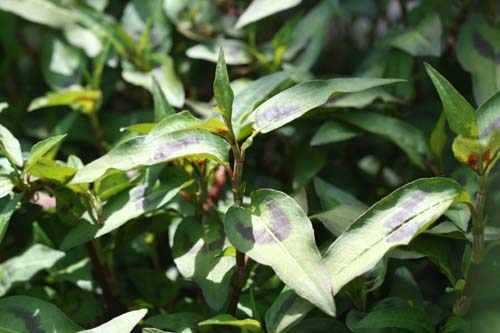
Rau răm là một loại rau thơm đặc trưng trong ẩm thực Việt Nam, có tên tiếng Anh là Vietnamese mint

#### Rau thơm
Rau gia vị thường có tinh dầu thơm đặc biệt, dùng ăn sống hoặc gia vào các món ăn.
| - Bạc hà - Dấp cá (hoặc diếp cá) - Hành: hành khô, hành lá, hành tây - Hẹ - Húng quế, Húng chó - Kinh giới - Lá mơ - Mùi tàu (hay Ngò gai - m.Nam) - Ngải cứu | - Tía tô - Rau ngổ - Rau mùi (hay Ngò - m.Nam) - Rau răm - Rau thơm - Sả - Thì là (hoặc Thìa là) |

#### Các gia vị thực vật khác

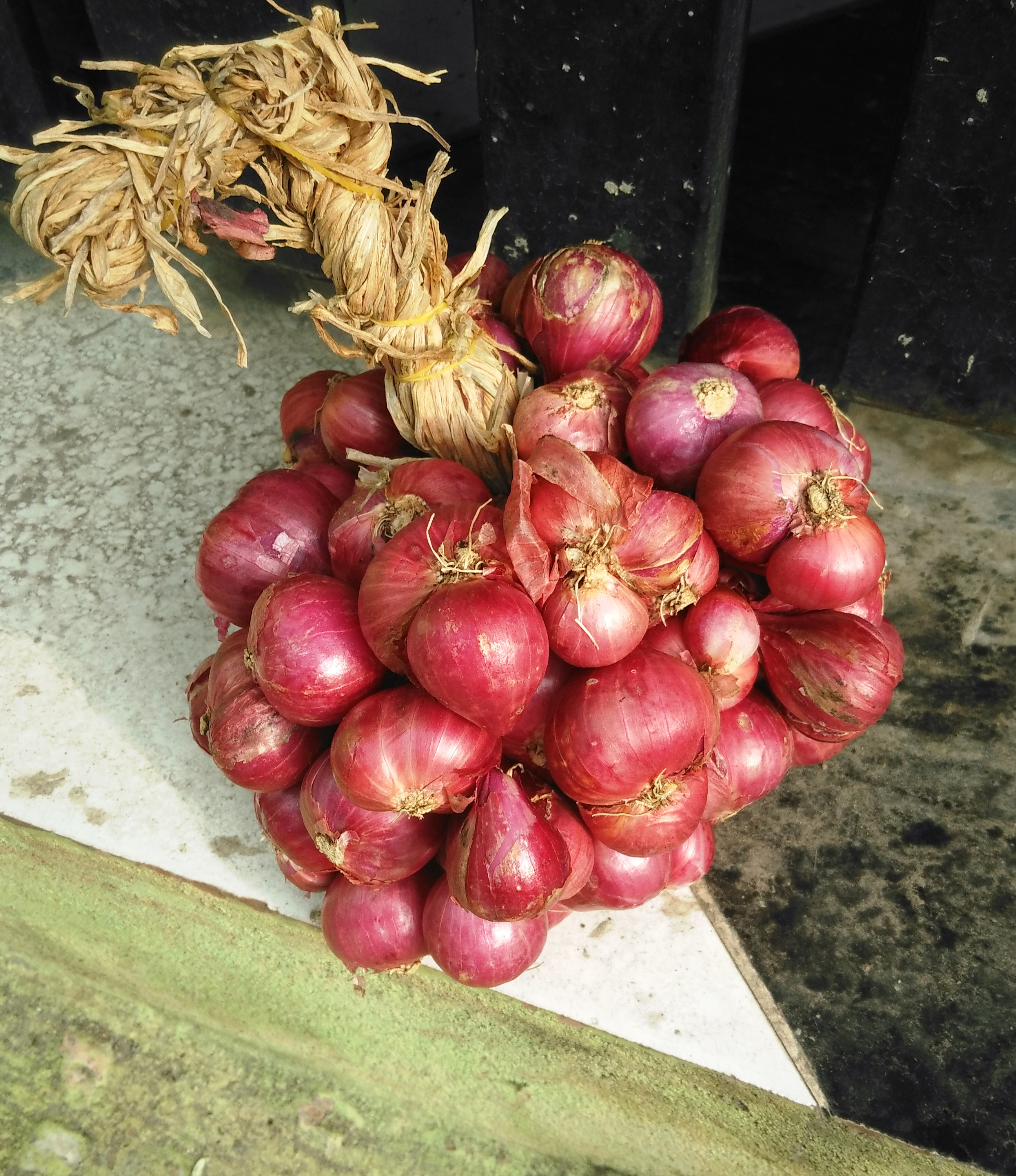
Tỏi đỏ Việt Nam

| - Quế - Hồi (tiểu hồi, đại hồi) - Thảo quả - Hồ tiêu - Húng lìu - Gừng - Nghệ - Riềng - Mắc mật | - Mắc khén - Me chua - Mè hay vừng (trắng và đen) - Thanh trà - Lá và quả chanh - Lá cách - Tỏi - Hành khô |

#### Các gia vị nguồn gốc vô cơ hoặc hữu cơ
- Muối
- Đường
- Bột ngọt (hay mì chính)
- Các loại dầu ăn (dùng trộn rau, nộm hay chiên xào)
- Kẹo đắng còn gọi là caramen.
- Mỡ nước (mỡ lợn) hay mỡ hành
- Tinh cà cuống
- Nước màu dừa

#### Các gia vị hữu cơ lên men
- Giấm (chính tả: GIẤM)
- Giấm bỗng, giấm đỏ
- Mẻ
- Thính gạo
- Chao
- Rượu (rượu nếp, rượu gạo hoặc rượu vang...)
- Nước mắm và các loại mắm

### Mắm và nước chấm

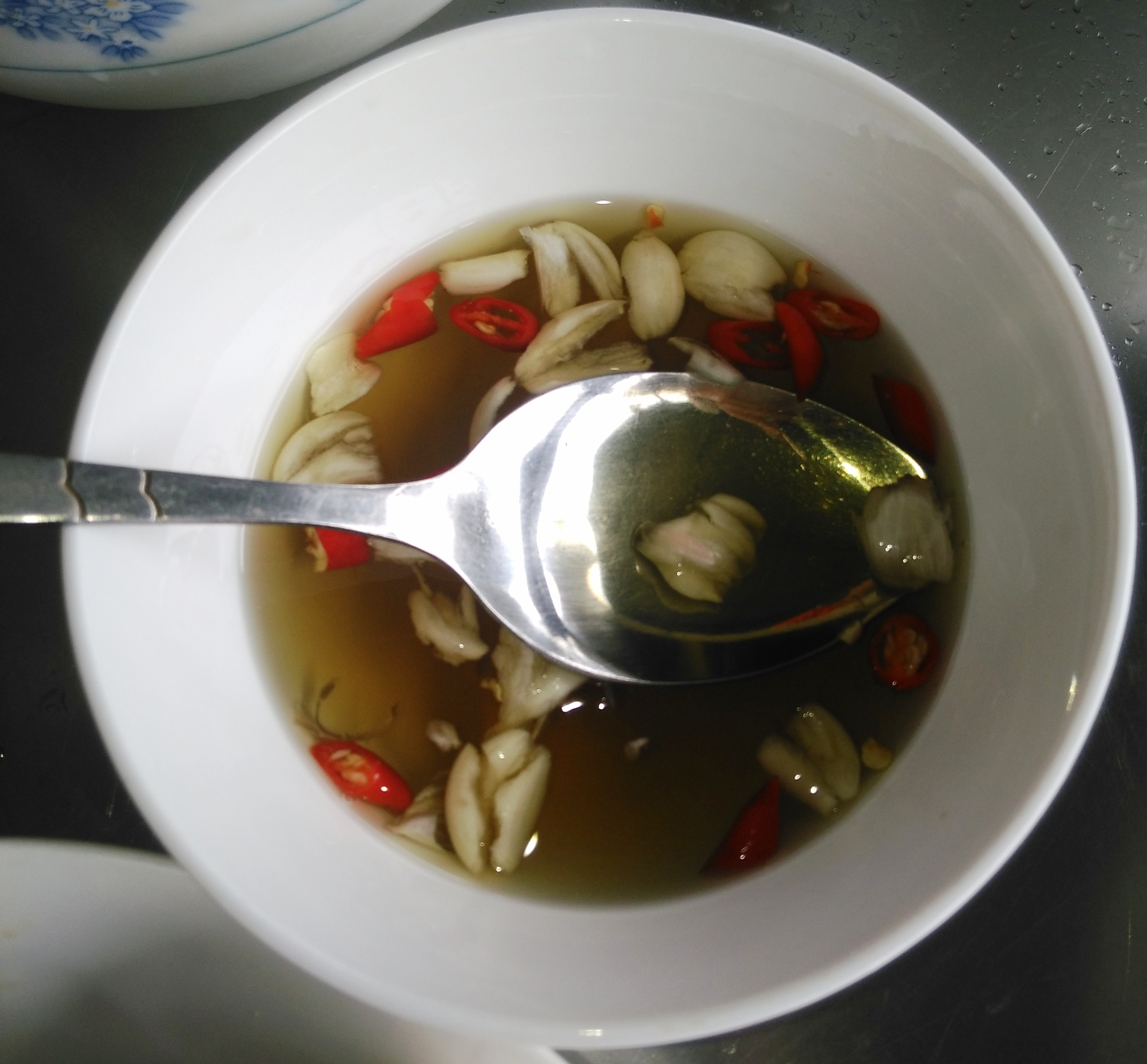
Một chén nước mắm thường thấy ở Việt Nam

Ẩm thực Việt Nam đặc trưng với việc sử dụng rất nhiều loại mắm, nước chấm từ loãng đến đặc. Mắm, nước chấm có thể dùng nguyên chất, có thể chưng lên hoặc pha chế, phối trộn với ớt, gừng hoặc tỏi, hạt tiêu, đường, chanh hoặc giấm. Người sành nội trợ thường có kinh nghiệm đặc biệt để pha chế nước chấm tùy theo món ăn. Thậm chí, cùng nguyên liệu là nước mắm, dấm, đường, tỏi, ớt, dùng để ăn với món gì thì tỷ lệ các thành phần pha chế cũng khác nhau, như khi dùng chấm rau sống thì pha nhạt, ăn với bún chả thì thêm chua.

#### Nước chấm
- Nước mắm: Có thể được làm từ nhiều loại cá, nhưng chủ yếu chỉ cá cơm, cá trích, cá nục. Nước mắm được phân hạng từ cao xuống thấp gồm nước mắm nhĩ (còn gọi là nước cốt), nước mắm loại 1,2 (còn gọi là nước mắm long hay nước mắm ngang). Hầu hết các vùng miền ven biển Việt Nam đều có những sản phẩm nước mắm từ cá biển riêng biệt, đặc trưng, trong đó nổi tiếng có nước mắm Phú Quốc, nước mắm Phan Thiết, nước mắm Cát Hải.
- Tương: một loại nước chấm làm từ xôi nếp, đậu tương, ngô hoặc lạc được gây mốc tương, ủ lên men trong chum. Nổi tiếng có Tương Bần, Tương Cự Đà, Tương Nam Đàn.
- Xì dầu còn gọi là tương đen, tàu vị yểu: làm từ các loại hạt họ đậu như đậu nành. Xì dầu rất thịnh hành trong ẩm thực miền Nam Việt Nam.

#### Mắm đặc
Các loại mắm đặc có thể dùng để ăn sống thuần chất như một món ăn trong bữa cơm; có thể phối trộn với gia vị như ớt, riềng, tỏi, nước cốt chanh thành một dạng nước chấm; cũng thường được sử dụng để tạo nước dùng đặc biệt cho món lẩu mắm, nước lèo của một số món bún. Việt Nam có hàng trăm loại mắm đặc mà nổi tiếng là: mắm tôm, mắm ruốc, mắm nêm, mắm cáy, mắm tép, mắm tôm chua (đặc sản miền Trung), mắm cua, mắm bò hóc, mắm cá chẻm, mắm rươi, mắm ba khía. Theo phương ngữ miền Nam Việt Nam, nhiều loại cá khô như cá sặc, cá đối ướp muối phơi khô cũng được gọi là các loại mắm. Một món ăn có cách chế biến không giống mắm nhưng cũng thường gọi là mắm là mắm kho quẹt.

### Hoa quả

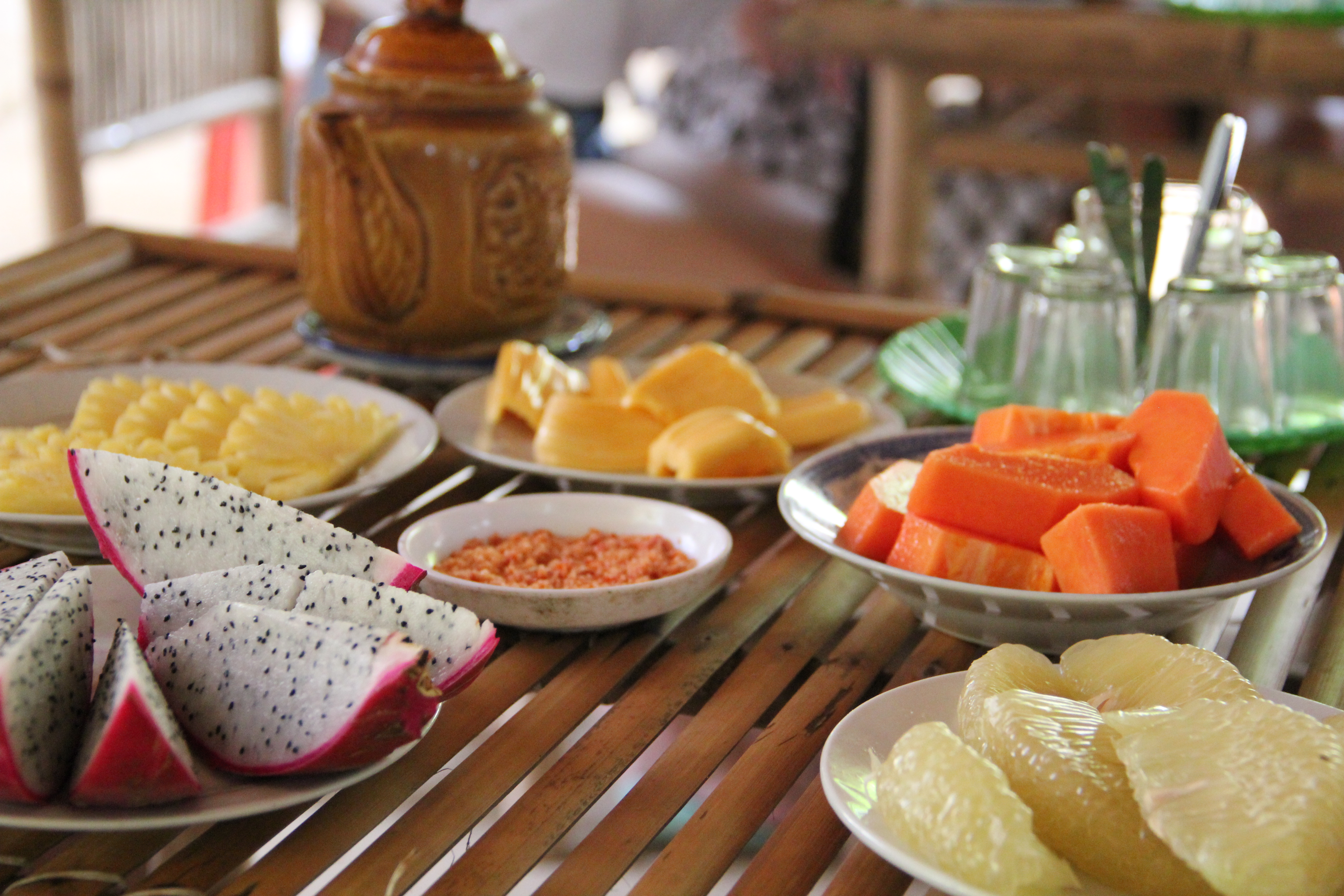
Các loại hoa quả Việt Nam

| - Bưởi, cam, quýt, quất - Bòn bon - Chôm chôm - Chà là - Chuối - Chùm ruột - Cóc - Dâu (dâu ta và dâu tây) - Dưa: dưa bở, dưa gang, dưa lê, dưa hấu - Dứa (hay thơm) | - Dừa, dừa nước - Đu đủ - Hồng xiêm - Khế - Na - Na gai - Măng cụt - Mận hậu - Me - Mít - Nhãn - Nho | - Ổi - Roi hoa trắng (hay mận - m.Nam) - Sầu riêng - Sấu - Sim, vối - Táo tàu - Thanh long - Thanh trà - Thốt nốt - Lêkima - Vải - Xoài |

## Hình thức chế biến
- Các sản phẩm nông nghiệp như từ nếp và gạo có thể dùng phương pháp nấu trực tiếp (như cơm, xôi), xay nhỏ (như tấm), hay làm thành bột rồi mới chế biến (như các loại bánh được tráng hay nấu trong khuôn).
- Các sản phẩm nông nghiệp từ lúa mì, lúa mạch thường chỉ được chế biến từ dạng bột (như bánh mì, bánh bao, các loại bánh nướng)
- Các sản phẩm trái và củ thường có thể chế biến trực tiếp (như các món bắp khoai nướng hay luộc) hay chế biến thành bột (để làm các loại bánh)
- Các loại đậu (đỗ) thường chỉ được nấu (như các loại chè) hay chế trực tiếp (như các loại tương đậu) có thể được dãi vỏ (như đậu xanh), xay nhuyễn (như tương và chao), và đôi khi cũng được dùng dưới dạng tinh bột (như bột đậu xanh, và đậu nành) nhưng mức độ sử dụng có ít hơn.
- Thịt hay xương động vật thường được chế biến đưới hai dạng chính: tươi sống và khô (khô cá, khô nai)

## Các từ liên quan

### Nấu ăn
Nấu, nướng, luộc, xào, xào lăn, rán, chiên, quay, hầm, bỏ (đút) lò, lùi (lụi), ninh, tần (chần), hấp, áp chảo, trui, rim, kho, um (om), ninh, chưng, hon, rang, phi, thui...

### Ăn uống
Người Việt rất coi trọng ăn uống và đánh giá ẩm thực là một trong "tứ khoái". Nhiều từ và thành ngữ tiếng Việt sử dụng chữ "ăn" kết hợp, như: ăn mặc, ăn nằm, ăn uống, ăn chơi, làm ăn, ăn bớt, ăn xén, ăn bạ, ăn nói, ăn gian, ăn bậy, ăn lông (ở lỗ), vân vân.

## Văn hoá ăn chay
Trong những năm gần đây, văn hóa ăn chay đã trở thành một trong những văn hóa ăn uống tại Việt Nam. Mọi người thường ăn chay vào những ngày thờ cúng hay mùng 15, 30

## Ca dao tục ngữ về ẩm thực

### Về tầm quan trọng của ăn uống
- Trời đánh còn tránh bữa ăn
- Có thực mới vực được đạo
- Dân dĩ thực vi tiên (người dân lấy ăn làm đầu)
- Ăn được ngủ được là tiên

### Về cách ăn và thái độ trong ăn uống
- Ăn trông nồi, ngồi trông hướng
- Một miếng giữa đàng bằng một sàng xó bếp

### Vềđặc sảncác vùng miền
- Ăn Bắc mặc Nam. (Bắc ở đây là miền Bắc, còn Nam là miền Nam Việt Nam).
- Ăn Bắc mặc Kinh. (Bắc ở đây là miền Bắc, còn Kinh là xứ Huế).
- Bánh cuốn Thanh Trì, bánh gì (giầy) Quán Gánh.
- Bánh giầy làng Kẻ, bánh tẻ làng So
- Bánh đúc làng Kẻ, bánh tẻ làng Diễn
- Giò Chèm, nem Vẽ, chuối Xù.
- Dưa La, cà Láng, nem Báng, tương Bần. Nước mắm Vạn Vân, cá rô đầm Sét, cơm cháy Ninh Bình.
- Ổi Định Công, hồng làng Quang, chè vối cầu Tiên, rượu hũ làng Ngâu, bánh đúc trâu làng Tó...
- Kẹo mạch nha An Phú, kẻ Lủ thì bán bỏng rang, khoai lang Triều Khúc,...
- Cháo Dương, tương Sủi v.v.

Cốm Vòng, gạo tám Mễ Trì
Tương Bần, húng Láng có gì ngon hơn?
Vải Quang, húng Láng ngổ Đầm
Cá rô đầm Sét, sâm cầm Hồ Tây
Thanh Trì có bánh cuốn ngon
Có gò Ngũ nhạc có con sông Hồng

### Về cách dùng rau thơm gia vị
Con gà cục tác lá chanh
Con lợn ủn ỉn mua hành cho tôi
Con chó khóc đứng khóc ngồi
Bà ơi đi chợ mua tôi đồng riềng
Con trâu cười ngả cười nghiêng
Con chó có giềng để tỏi phần tôi